# Straßenbahn Graz
Die Grazer Straßenbahn wurde 1878 als normalspurige Pferdebahn eröffnet. Die ab 1898 elektrisch betriebene Straßenbahn verfügt heute über ein Streckennetz von insgesamt 67,2 Kilometern Länge. Die Tram wird unternehmerisch von den Graz Linien (früher Graz AG Verkehrsbetriebe, GVB) geführt, einem Geschäftsbereich der Holding Graz (vormals Grazer Stadtwerke Aktiengesellschaft), die sich im Besitz der Stadt Graz befindet. Zusammen mit dem ebenfalls von den Graz Linien betriebenen innerstädtischen Busnetz ist die Straßenbahn Graz in den Steirischen Verkehrsverbund eingegliedert.
Auf dem aus sieben Linien (Stand 2023) bestehenden Straßenbahnnetz werden jährlich rund 52 Millionen Fahrgäste befördert. Alle Linien führen vom zentralen Jakominiplatz sternförmig zu elf Vorstadtzielen, wobei es mehrere Schnittpunkte zum regionalen und überregionalen Verkehr der ÖBB sowie zur touristisch bedeutenden Grazer Schloßbergbahn gibt.

## Geschichte

### Anfänge (1865–1878)
Die Einwohnerzahl der Stadt Graz stieg während des 19. Jahrhunderts rasant an. Hierzu trugen zwischen 1844 und 1846 die Eröffnung der Österreichischen Südbahn als Nord-Süd-Verbindung und die Errichtung des Südbahnhofs (heute Hauptbahnhof, westlich des Stadtzentrums/Hauptplatzes) bei. 1859 wurde die Graz-Köflacher Eisenbahn an die Südbahn angebunden. Die Stadt hatte zu dieser Zeit nahezu 100.000 Einwohner.
Die Aussicht auf ein lukratives Geschäft durch die Beförderung von Eisenbahnfahrgästen vom damals noch außerhalb der Stadt gelegenen Südbahnhof in das Zentrum unterhalb des Schlossberges bewog Anfang des Jahres 1865 die Schaeck-Jaquet & Comp., sich um eine Konzession zur Errichtung einer Pferdestraßenbahn zu bemühen. Die Grazer Stadtverwaltung lehnte die Bewerbung des zugleich in Wien an einem ähnlichen Pferdebahn-Projekt tätigen Unternehmens aus nicht bekannten Gründen ab.

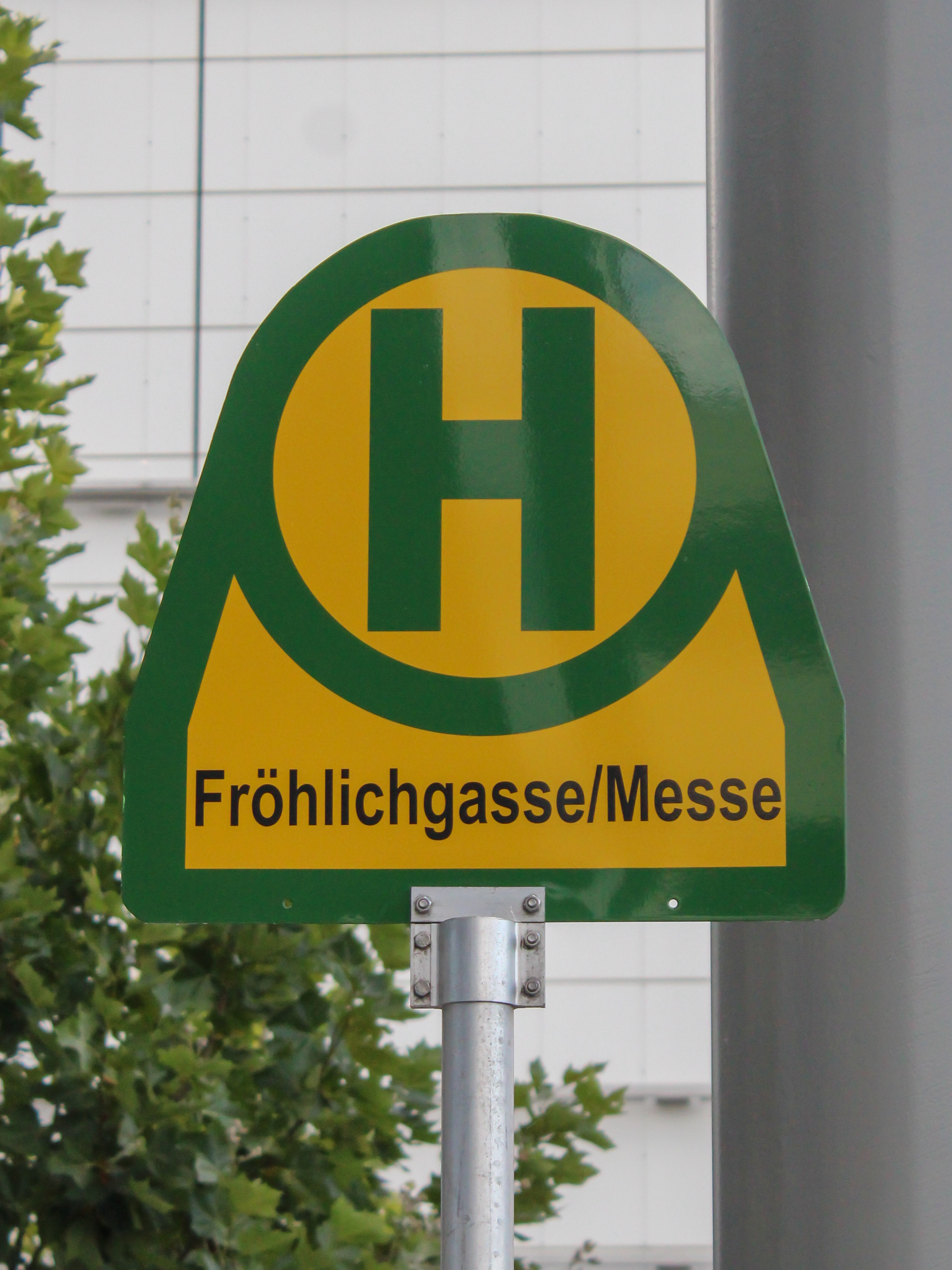
Haltestellenschild der Straßenbahn Graz.

1868 bewarben sich vier Konsortien gleichzeitig um das Projekt. Das Konsortium um den Direktor der Graz-Köflacher Eisenbahn- und Bergbaugesellschaft erhielt im November desselben Jahres die Konzession zur Errichtung einer Pferdestraßenbahn. Das Unternehmen war jedoch in den folgenden 6 Jahren nicht in der Lage, dieses Vorhaben umzusetzen, sodass die Konzession 1874 wieder erlosch.
Da bereits seit 1873 (?) eine weitere wichtige Bahnfernverbindung, die Steirische Ostbahn, den Grazer Südbahnhof anfuhr und die Zahl der in das Stadtzentrum zu befördernden Personen ständig stieg, schloss vier Jahre später die Grazer Stadtverwaltung einen Vertrag zum Bau einer Pferdetramway mit Bernhard Kollmann, dem Direktor der Tramway Prag. Am 15. April 1878 erhielt das eigens gegründete Unternehmen Grazer Tramway (GT) eine Konzession zum „Bau und Betrieb einer normalspurigen Pferdestraßenbahn vom Südbahnhof zum Geidorfplatz“.

### Entwicklung des Streckennetzes

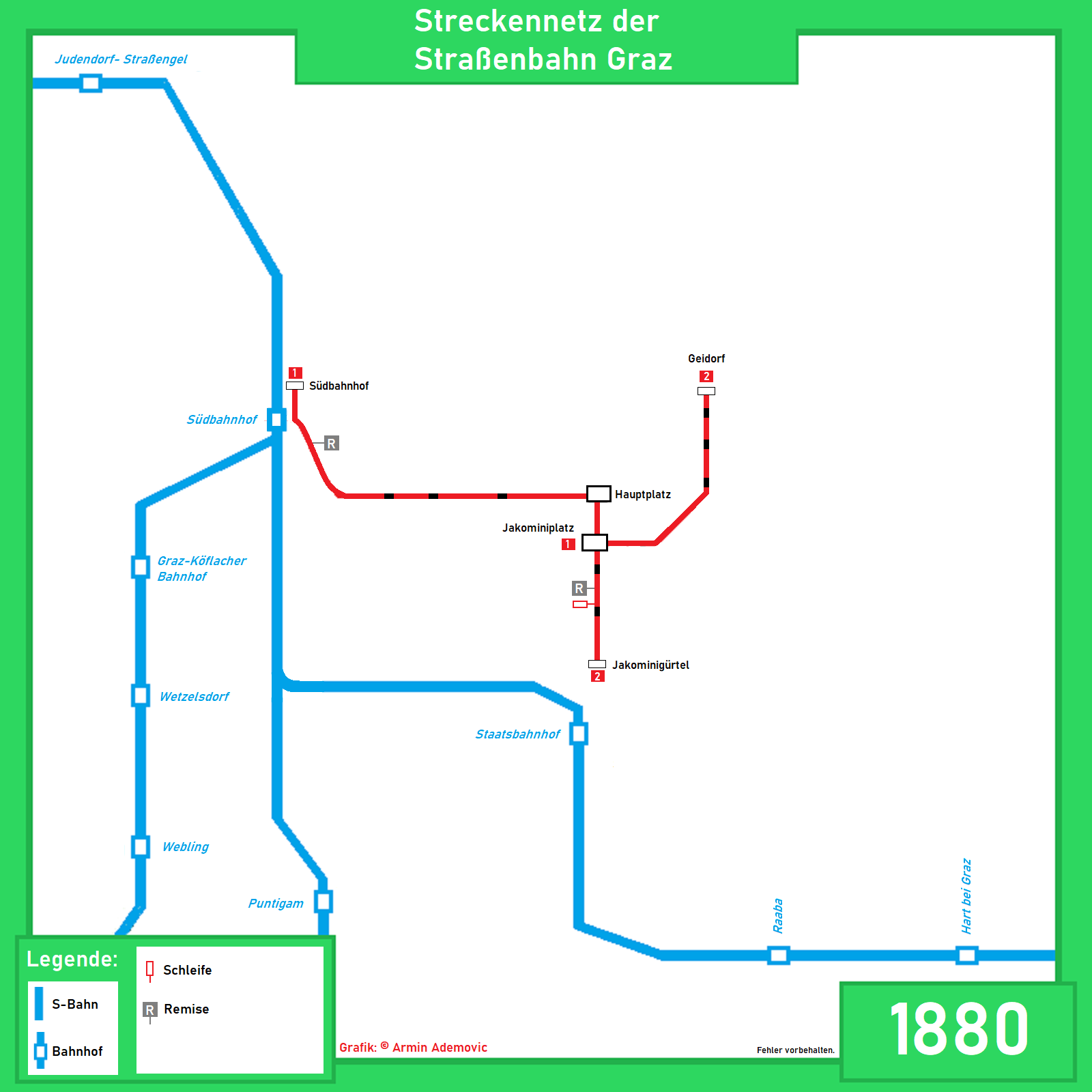
Streckenplan 1880
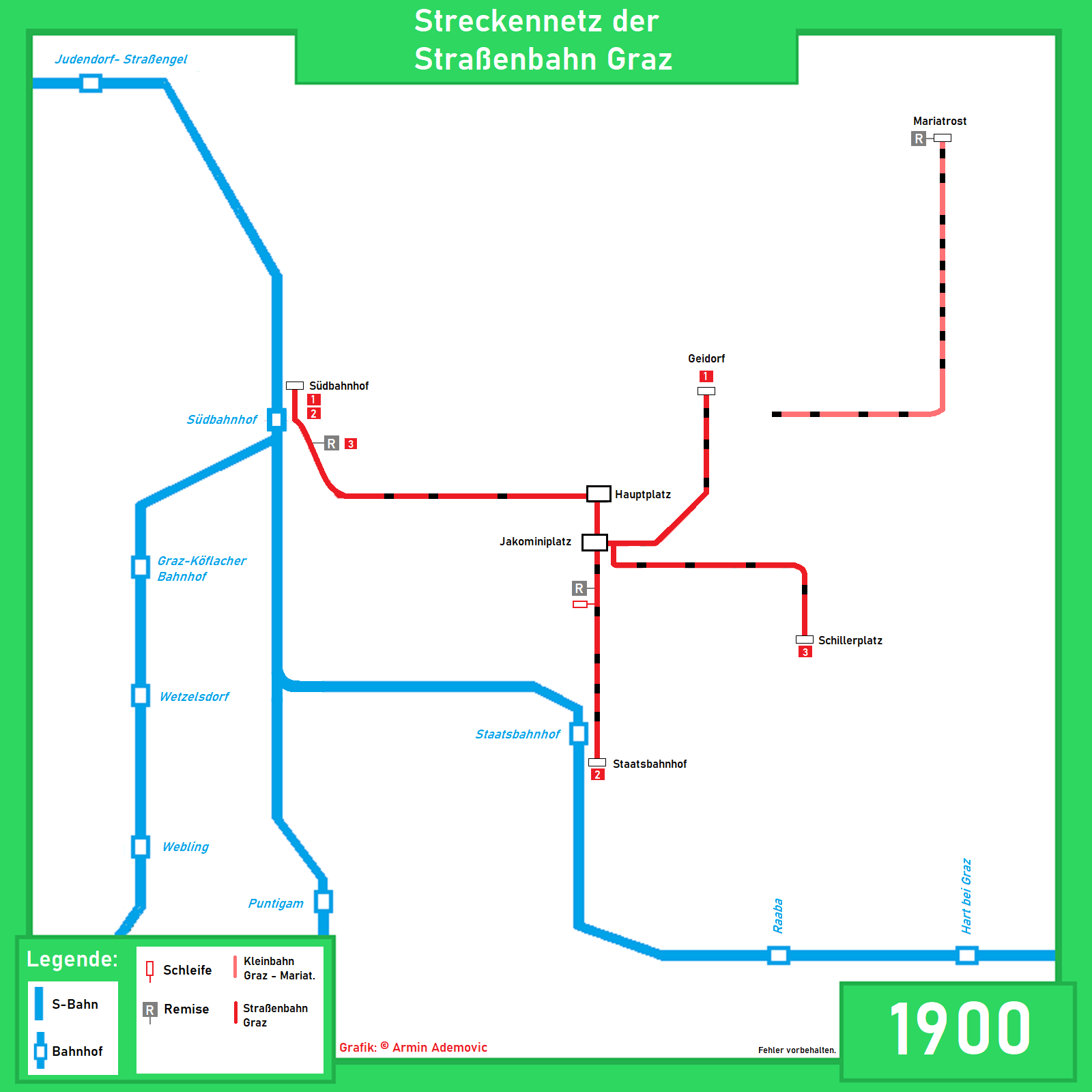
Streckenplan 1900
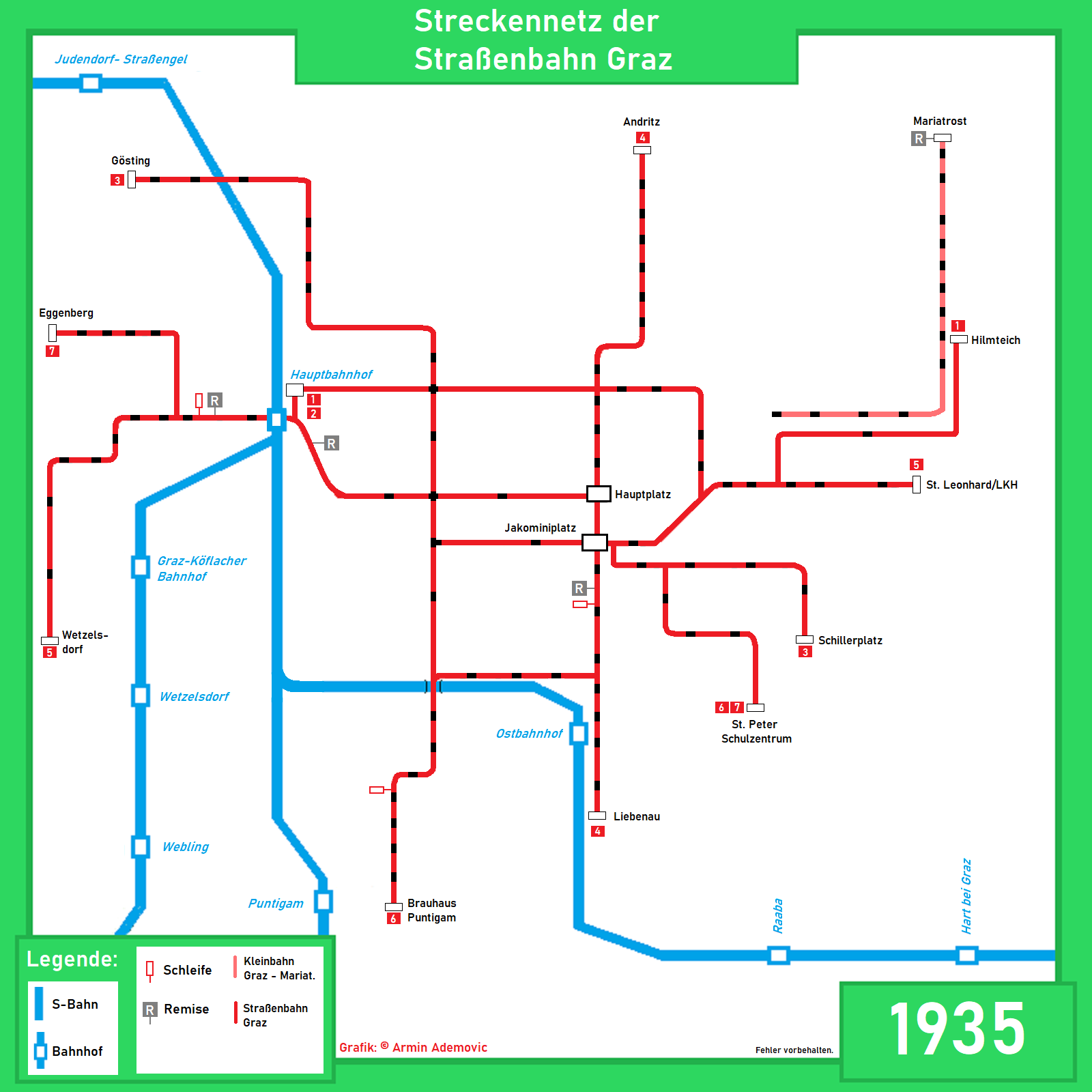
Streckenplan 1935
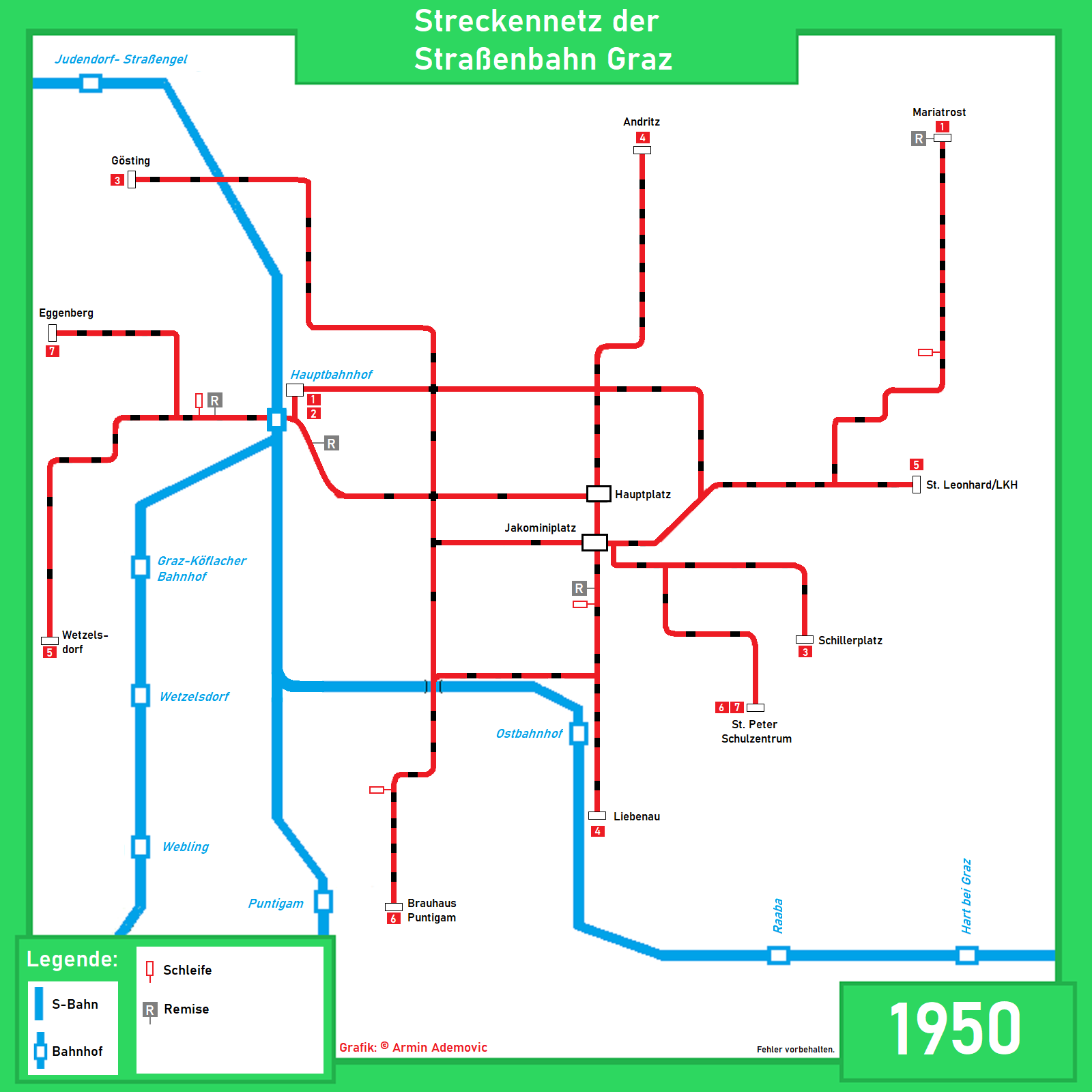
Streckenplan 1950
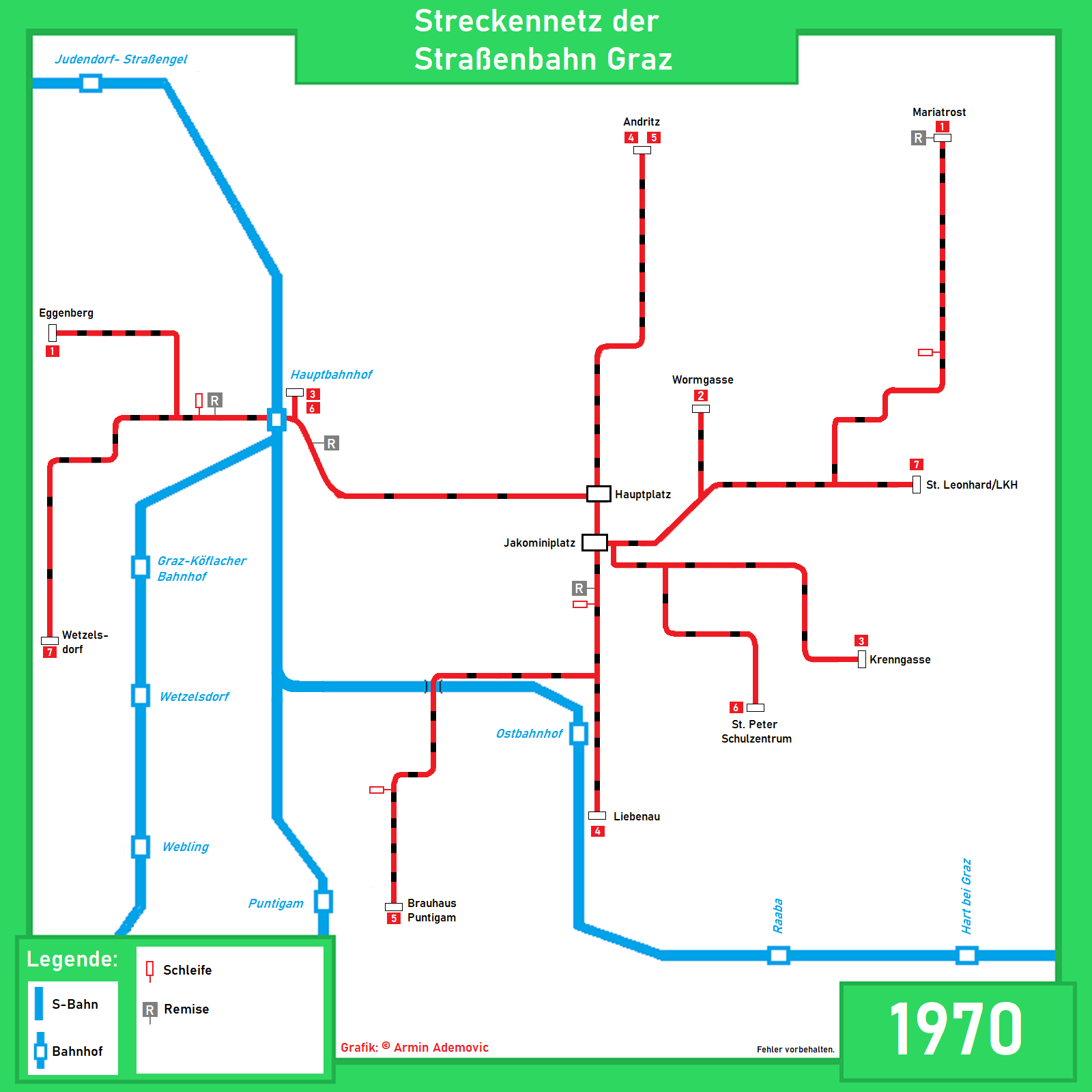
Streckenplan 1970
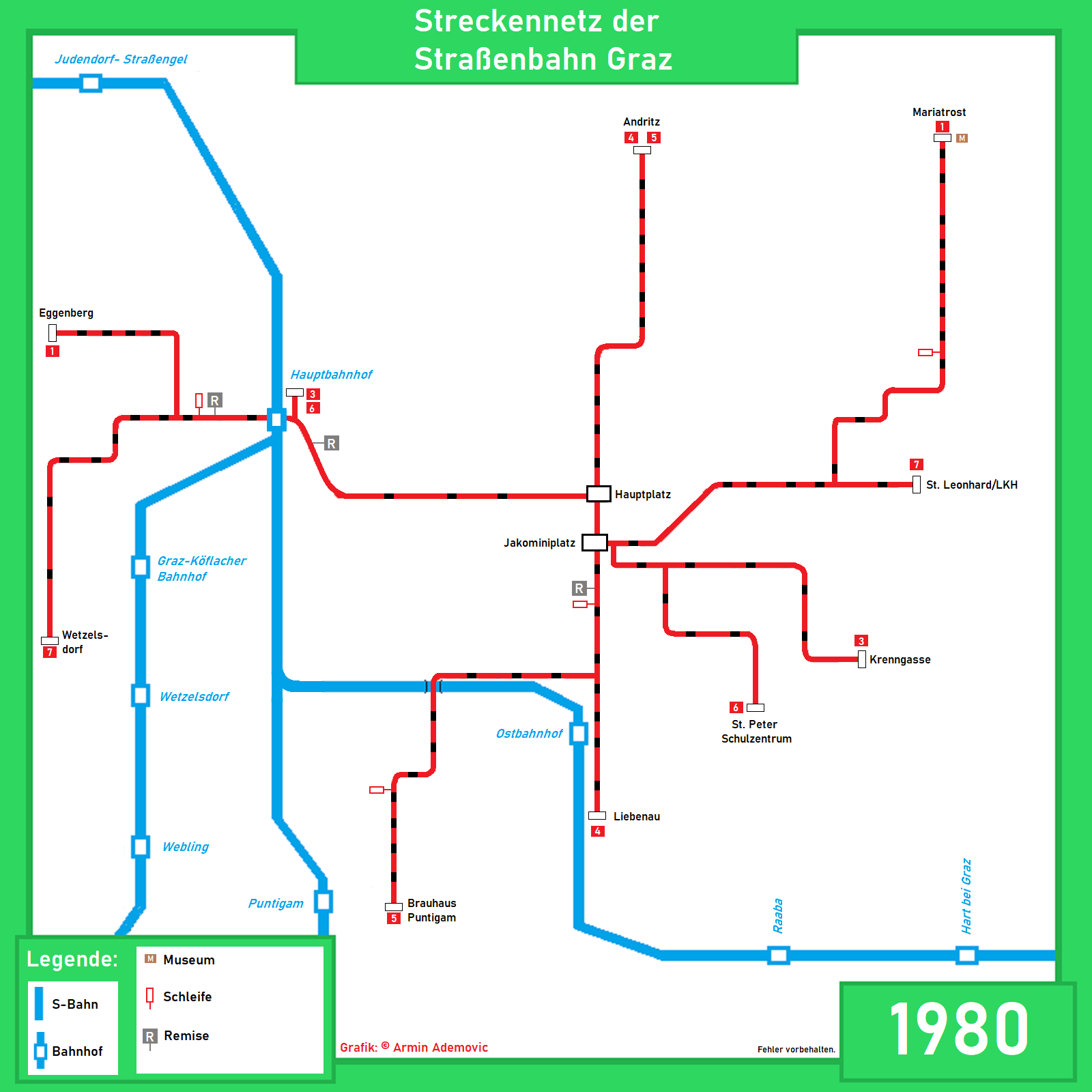
Streckenplan 1980
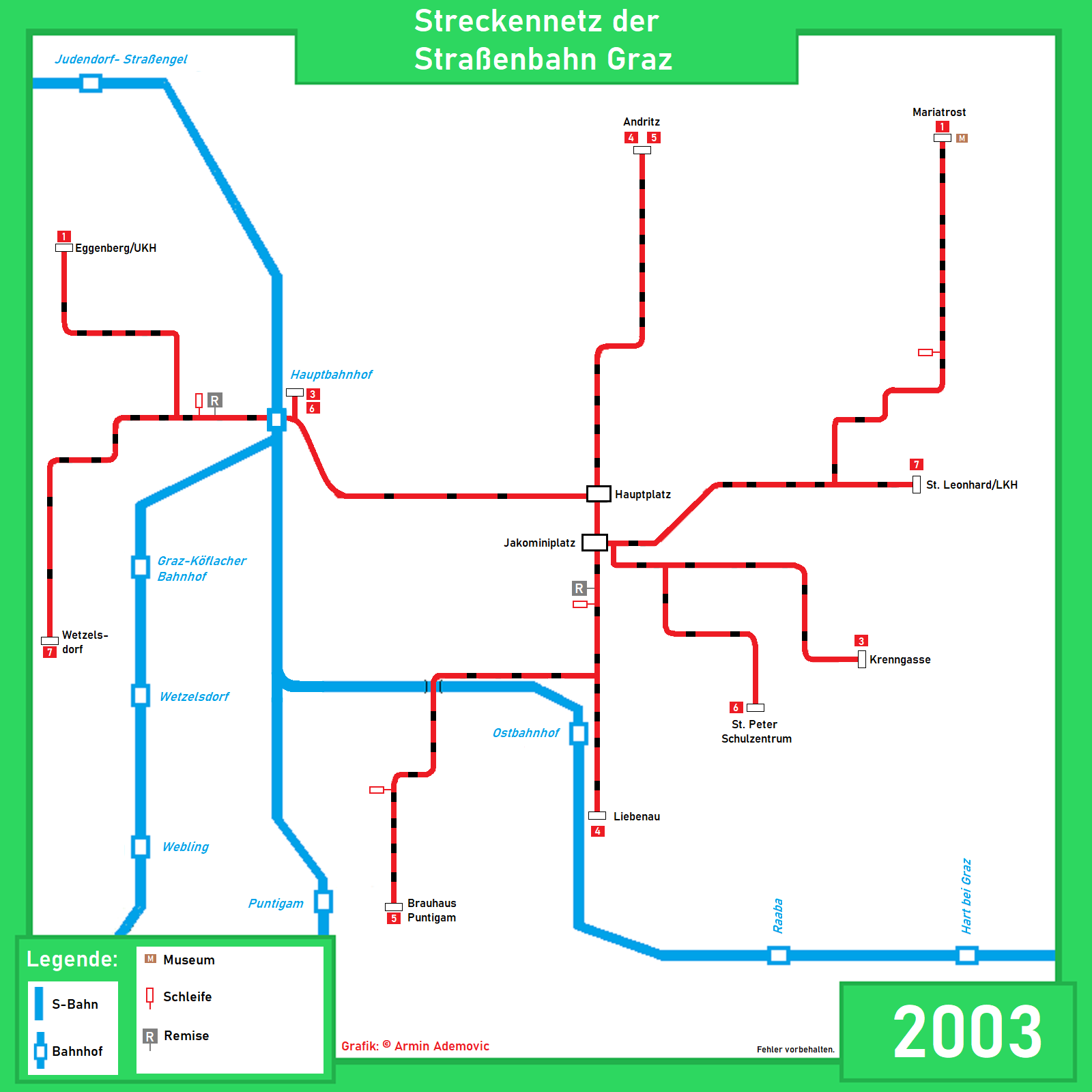
Streckenplan 2003
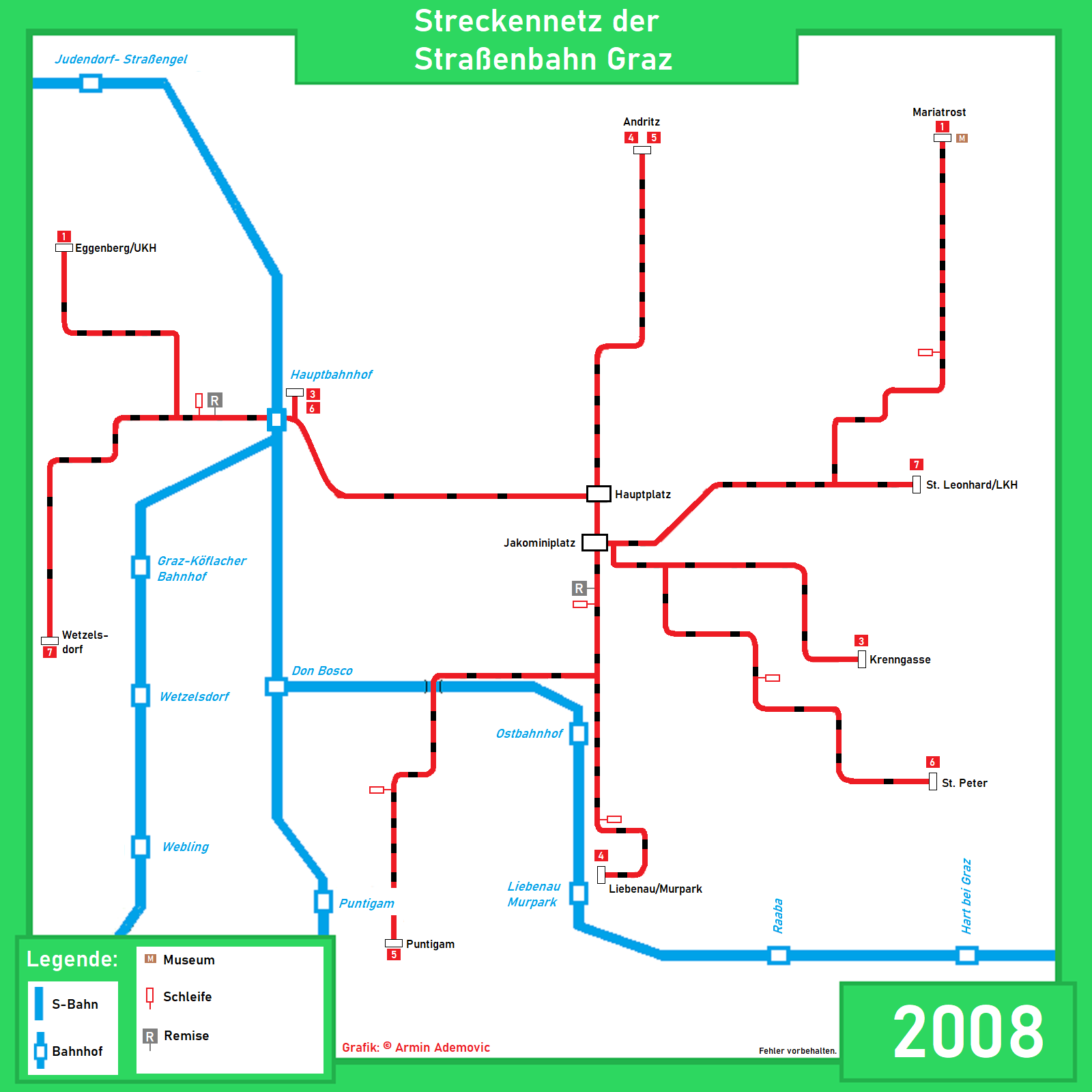
Streckenplan 2008
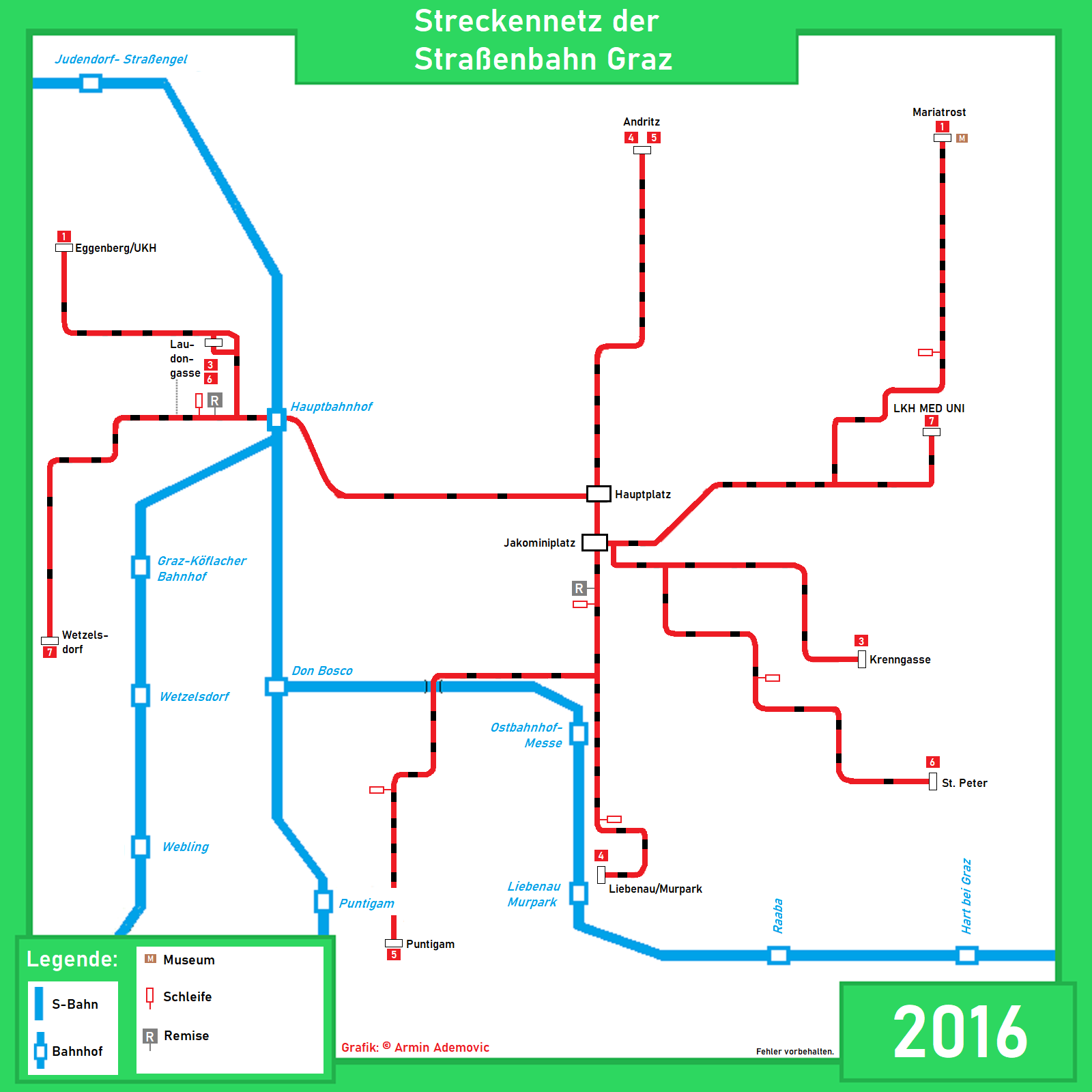
Streckenplan 2016
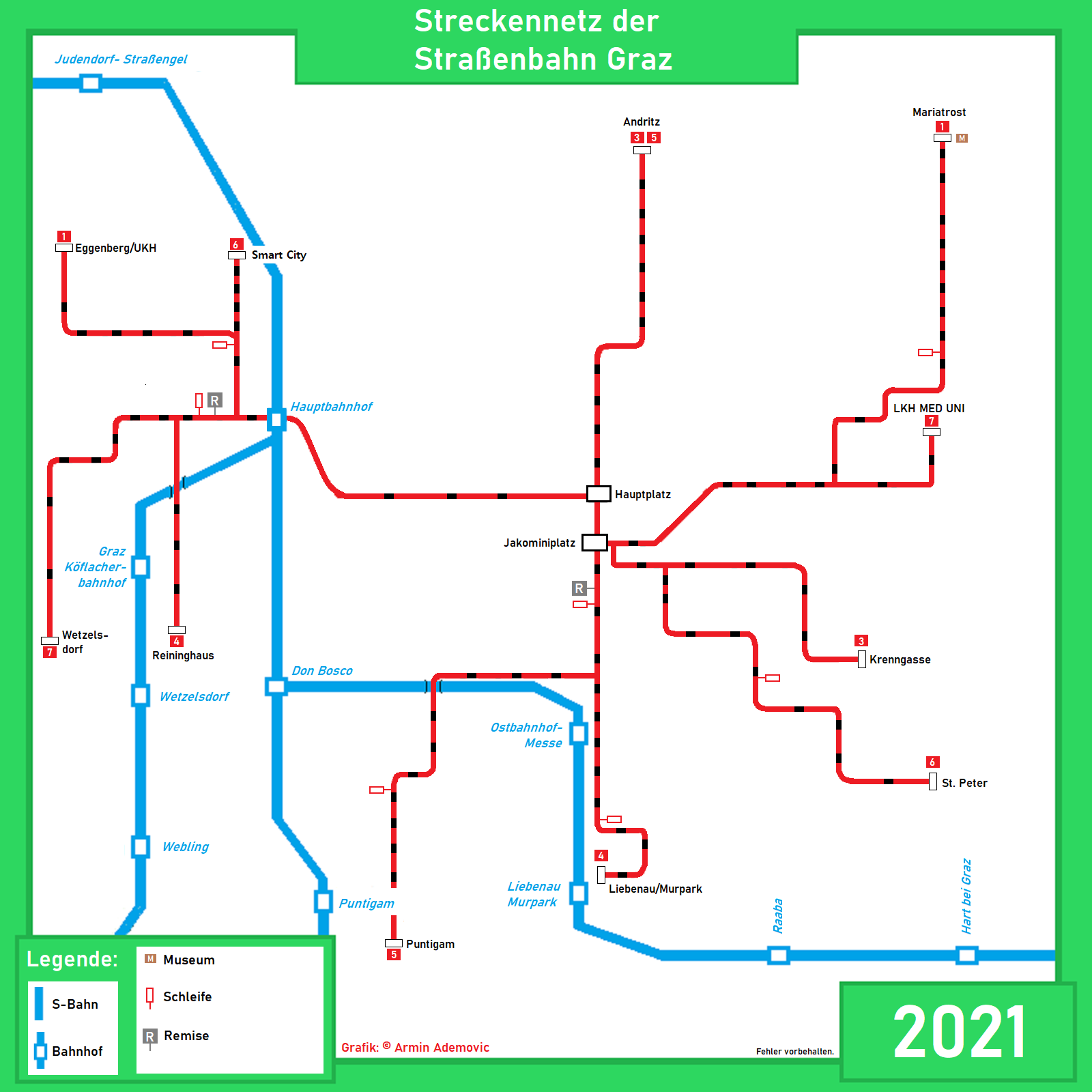
Streckenplan 2021
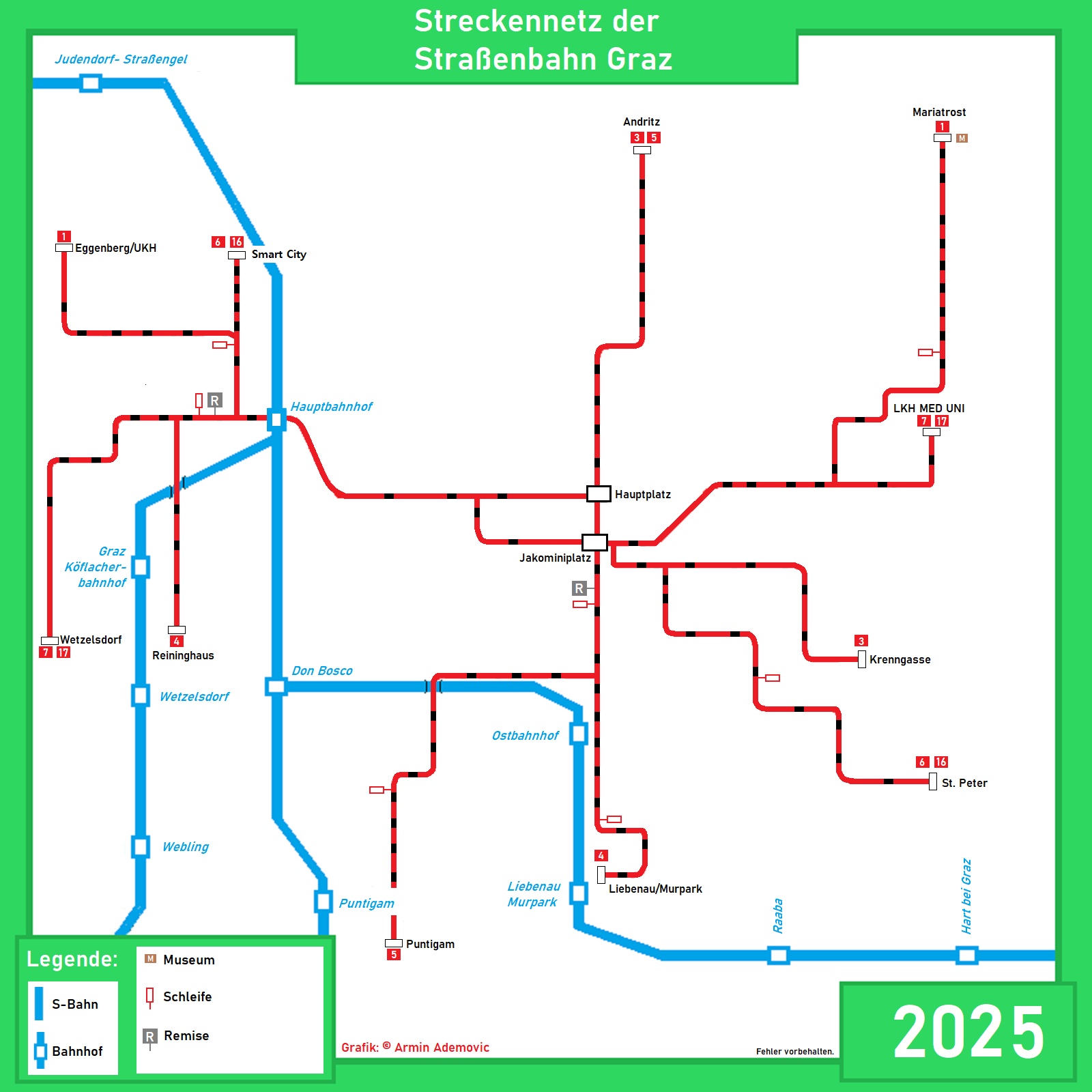
Streckenplan 2025

Zwei Strecken, und zwar die am Glacis und die am (Radetzkybrücke–Brückenkopfgasse) Griesplatz wurden vor 1992 aufgelassen, die Gleise mit Asphalt überdeckt.
Am 30. November 2024 wurde der zweigleisige Ausbau der 1,4 km langen Strecke der Linie 5 zwischen Zentralfriedhof und Brauquartier/tim abgeschlossen.
Ab 2024 kam es zur Errichtung der Innenstadtentflechtung, also einer Entlastung der Strecke Jakominiplatz–Hauptplatz–Murgasse–Südtirolerplatz–(Annenstraße) durch eine neue Parallelstrecke via Radetzkystraße–Neutorgasse–Andreas-Hofer-Platz–Tegethoffbrücke (mit 2 neuen Tragwerken)–Belgiergasse–Vorbeckgasse.

### Pferdebahn (1878–1895)

Pferdewagen 22 (1898)

Nachdem am 6. Mai 1878 eine Begehung der geplanten Trasse durch eine Kommission stattgefunden hatte, konnten die Bauarbeiten unverzüglich beginnen. Am 7. Juni folgte die polizeitechnische Überprüfung der Strecke und 31 Tage später wurde die zweigleisige, 2,2 km lange Tramway vom Südbahnhof zum Jakominiplatz feierlich eröffnet. Am ersten Betriebstag beförderte die Grazer Tramway 1765 Fahrgäste. Das Tramway-Unternehmen beschäftigte zu diesem Zeitpunkt insgesamt 44 Personen.

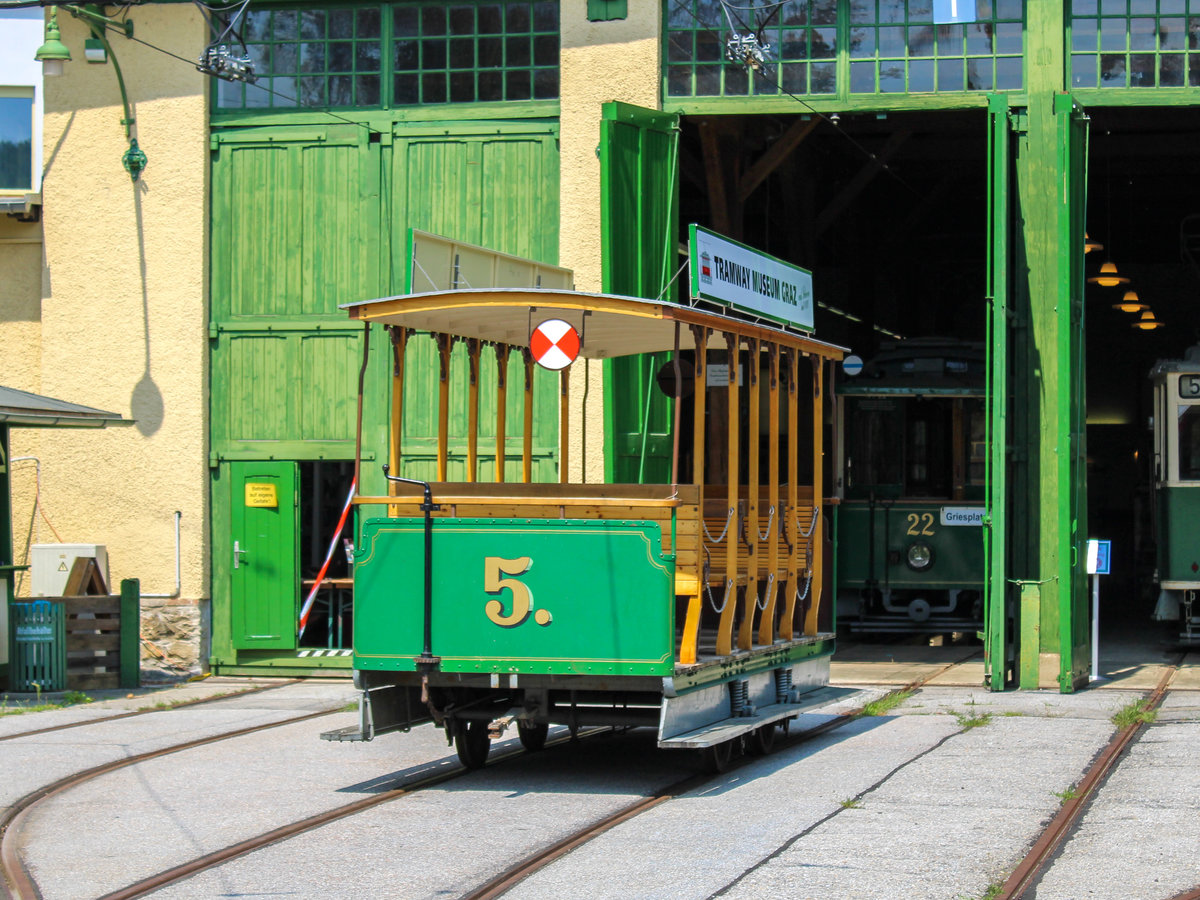
Ehemaliger Pferdebahnwagen 5, heute Ausstellungsstück des Tramway Museum Graz.

Die in der Konzession festgelegte Verlängerung zum Geidorfplatz konnte am 28. Juni 1879 eröffnet werden. Ein Jahr später wurde der Bau einer Stichstrecke zum Jakominigürtel, nahe der heutigen Messehalle, die am 12. Juli 1880 in Betrieb genommen wurde, abgeschlossen. Die GT verfügte für den Betrieb ihres nunmehr 6,1 km langen Streckennetzes über einen Wagenbestand von fünf offenen (Nummer 1–5) und 24 geschlossenen (Nummer 10–33) Pferdewagen. Die Fahrzeuge und Pferde wurden in einem Gebäude in der Nähe des Südbahnhofs untergebracht.
Da der Gründer der GT am 26. Jänner 1885 starb und sich seine Erben und die Stadtgemeinde nicht über einen Verkauf an die Stadtverwaltung einigen konnten, ging das Unternehmen an ein deutsches Konsortium, das eine neue Betreibergesellschaft, die Grazer Tramway-Gesellschaft (GTG), gründete. Die GTG musste sich zum weiteren Netzausbau verpflichten und übernahm am 6. August 1887 den Betrieb. Die GTG erwarb kurz nach der Übernahme des Betriebes vier weitere Sommerwagen, die als Nummer 6–9 in den Bestand aufgenommen wurden. Ein Jahr später gingen neben der ersten Kehrschleife auch weitere zweigleisig ausgeführte Streckenabschnitte in Betrieb.
Der Stadtbaumeister Andrea Franz erhielt 1894 eine Konzession zum Bau einer Dampfstraßenbahn nach Mariatrost. Am 31. Oktober 1895 wurde mit der Strecke Jakominiplatz–Schillerplatz die letzte Pferdebahn in Betrieb genommen. Die GTG verfügte zu diesem Zeitpunkt über ein 11 Kilometer langes Streckennetz sowie 40 geschlossene und neun offene, grün lackierte Pferdewagen, die je nach Streckenprofil von einem oder zwei Pferden gezogen wurden. Jede der fünf Linien war mit einem eigenen, farbigen Symbol gekennzeichnet.

### Elektrifizierung und neue Kennzeichnung (1897–1911)

Triebwagen 1 der Elektrischen Kleinbahn Graz-Mariatrost (1899)

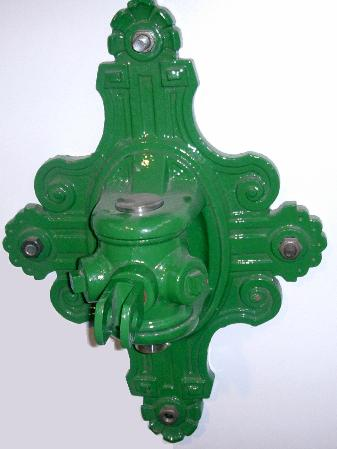
Mauerrosette aus Gusseisen für 3 Abspanndrähte zur Oberleitung

Triebwagen 19 beim Südbahnhof (1901)

Straßenbahngarnitur in der Herrengasse (1902)

1897 begann Andrea Franz abweichend von der 1894 erteilten Konzession für eine dampfbetriebene Kleinbahn mit der Errichtung einer elektrischen, meterspurigen Straßenbahn. Nach den Testfahrten mit den Triebfahrzeugen am 15. und 16. Dezember 1897 konnten am 25. und 26. Jänner 1898 die notwendigen polizeitechnischen Überprüfungsfahrten absolviert werden; am 29. Jänner 1898 wurde die Elektrische Kleinbahn Graz–Mariatrost feierlich eröffnet.
Die 5,247 km lange Bahn führte von der Ecke Zinzendorfgasse/Glacisstraße im Grazer Stadtzentrum nach Mariatrost. Als Betriebsspannung wurden 500 Volt Gleichspannung gewählt. Beim Endpunkt der Bahn gab es eine Remise samt Drehscheibe, Schiebebühne und Werkstätte sowie ein Kraftwerk. An der Endhaltestelle in der Glacisstraße bestand eine Umstiegsmöglichkeit zur GTG. Die Kleinbahn verfügte über einen Fuhrpark von acht zweiachsigen Triebwagen und acht Beiwagen der Grazer Waggonfabrik. Wegen der roten Farbgebung des Fahrzeugparks wurde die elektrische Bahn von der Grazer Bürgerschaft als Die Rote bezeichnet. Andrea Franz verkaufte die Bahn Ende des Jahres 1898 an das Bankhaus Dutschka & Comp. aus Wien.
Die GTG begann im Juli 1898 mit den Elektrifizierungsarbeiten auf dem gesamten Streckennetz. Die Arbeiten wurden von Siemens & Halske ausgeführt; als Betriebsspannung wählte die GTG 550 Volt Gleichspannung. Während der Elektrifizierungsarbeiten wurde auch der Oberbau verstärkt. Neben Oberleitungsmasten wurden in Bereichen beidseitiger Häuserbebauung Mauerrosetten an den Hauswänden zum Abspannen der Oberleitung angebracht. Auf den Linien Jakominiplatz–Staatsbahnhof (später Ostbahnhof, seit 12. Dezember 2010 Graz Ostbahnhof-Messe) und Schillerplatz–Annenstraße waren die Arbeiten bereits am 15. Juni 1899 abgeschlossen. Ab dem 24. Juni wurden alle Linien elektrisch betrieben. Einen Tag vorher verkehrte der letzte Pferdetramwagen in Graz.
Die Versorgung des Oberleitungsnetzes mit Gleichstrom sicherte ein neu erbautes Dampfkraftwerk in der Steyrergasse. Dort entstanden auch eine weitere Remise und ein Betriebsgebäude. Die GTG beschaffte 40 neue Triebwagen für den elektrischen Betrieb. Um den Ankauf neuer Beiwagen zu vermeiden, wurden von den 49 vorhandenen Pferdetramwagen 23 an den elektrischen Betrieb angepasst.
Gegen Ende des Jahres 1899 beschäftigte die Grazer Tramway-Gesellschaft insgesamt 191 Personen. Die GTG knüpfte durch einen massiven Netzausbau zwischen 1899 und 1906 einige Vororte an das Straßenbahnnetz an. In diesem Zeitraum wuchs das Netz um 21 Kilometer. Durch den Ausbau kam es auch zu einem starken Anstieg der Nutzungsfrequenz, der die Anschaffung neuer Fahrzeuge mit sich brachte. Für die neuen Fahrzeuge wurde eine weitere Remise in der Alten Poststraße errichtet. 1902 verfügte die GTG über 70 Triebwagen, 40 Beiwagen und sieben Salzwagen für den Winterbetrieb. Neuer Eigentümer der Kleinbahn nach Mariatrost wurde am 1. Juli 1900 die Aktiengesellschaft Elektrische Kleinbahn Graz-Mariatrost.
Am 12. Mai 1903 erwarb nach Beschluss der Generalversammlung der Grazer Tramway-Gesellschaft die GTG einen großen Teil der Aktien der Elektrischen Kleinbahn. 1906 beschaffte die GTG sechs neue Triebwagen, die als Nummer 71–76 in den Bestand aufgenommen wurden. Zwei Jahre später kam es erneut zur Anschaffung von Neubaufahrzeugen. Das waren acht Beiwagen (70B–77B) und neun Triebwagen (80–88). Da in den beiden vorhandenen Remisen keine Abstellplätze für die neu erworbenen Fahrzeuge mehr frei waren, entschloss sich die GTG zum Bau einer weiteren Remise in der Nähe des nun zum Hauptbahnhof erklärten Südbahnhofs.
| Liniennummerierung (1911) | Liniennummerierung (1911)    |
| Nummer                    | Linienführung                |
| ------------------------- | ---------------------------- |
| 1                         | Hauptbahnhof – Hilmteich     |
| 2                         | Hauptbahnhof – Hauptbahnhof  |
| 3                         | Gösting – Schillerplatz      |
| 4                         | Andritz – Ostbahnhof         |
| 5                         | St. Leonhard – Hartenaugasse |
| 6                         | Puntigam – St. Peter         |
| 7                         | Eggenberg – St. Peter        |
| 8                         | Wetzelsdorf – Annenstraße    |

1911 ersetzte die Grazer Tramway-Gesellschaft die farbigen Liniensymbole durch Nummern (siehe Tabelle). Alle Fahrzeuge erhielten beleuchtete Signalscheiben zur Linienkennzeichnung.

### Erster Weltkrieg (1914–1918)
Durch den Einzug von privaten Automobilen und Kutschpferden zu Kriegszwecken und durch die Notwendigkeit, Waren des täglichen Bedarfs beschaffen zu müssen, stiegen die Fahrgastzahlen während des Ersten Weltkriegs sprunghaft an. Gleichzeitig wurde das bisher vorwiegend männliche Personal knapp. Sowohl die Grazer Tramway-Gesellschaft als auch die Elektrische Kleinbahn Graz-Mariatrost stellten 1914 verstärkt Frauen ein, die vor allem als Schaffnerinnen eingesetzt wurden. Die Elektrische Kleinbahn beschaffte 1914 zwei neue Beiwagen, die fortan als 7B und 8B bezeichnet wurden. Sie waren baugleich zu den Wagen 5B und 6B. Im selben Jahr beschaffte auch die GTG neue Fahrzeuge. Dabei handelte es sich um zwölf Beiwagen, die als 101B–112B in den Bestand aufgenommen wurden. Zu diesem Zeitpunkt verfügte die GTG über 149 Fahrzeuge, während die Elektrische Kleinbahn nur acht Triebwagen und acht Beiwagen besaß.
Da die Stadt Graz wegen Pferdemangel nicht ausreichend von Pferdefuhrwerken mit Kohle versorgt werden konnte, erklärte sich die GTG 1915 zum Kohletransport per Straßenbahn bereit. Es wurden 16 Kohleloren (K1–K16) beschafft und eigene Kohlegleise verlegt. Ab dem Jahr 1916 errichtete die GTG an den Endstellen vermehrt Kehrschleifen, um das Umspannen der Beiwagen zu vermeiden. Die Linien 5 (Sankt Leonhard–Hartenaugasse) und 8 (Wetzelsdorf–Annenstraße) wurden 1917 zur Linie 5 (Sankt Leonhard–Annenstraße) zusammengelegt. Neben der Anschaffung neuer Fahrzeuge im selben Jahr übernahm die Gesellschaft gebrauchte Beiwagen aus Wien. Die Straßenbahn wurde neben dem Kohle- und Verwundetentransport auch zum Transport von Militärfahrzeugen genutzt, indem die Triebwagen die Lastkraftwagen des Militärs durch die Stadt zogen. Der Linienbetrieb war in dieser Zeit nur eingeschränkt möglich, da Ersatzteilmangel schadhafte Fahrzeuge in die Remisen zwang.

### Zwischenkriegszeit (1918–1939)

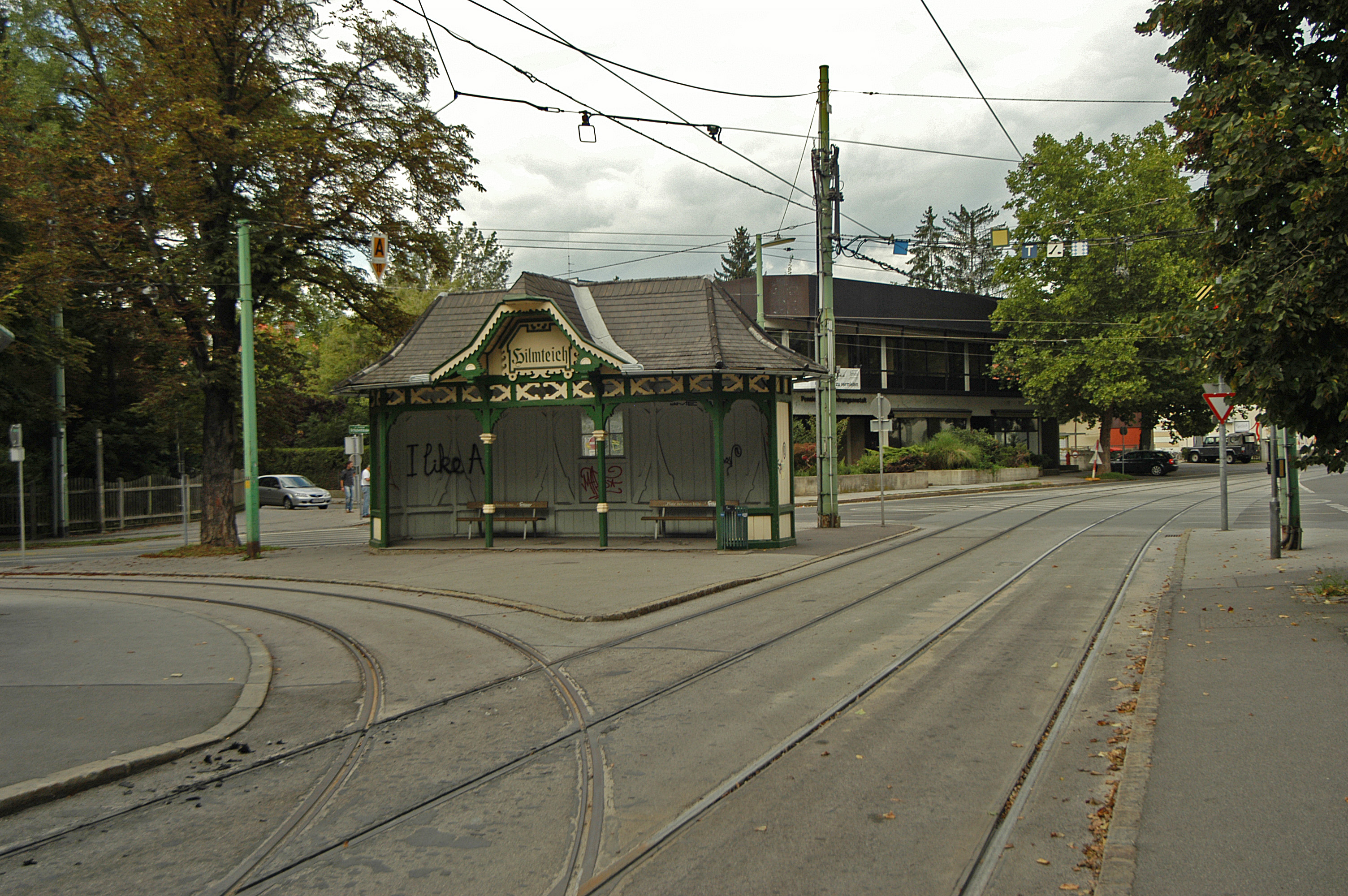
Historische Station Hilmteich

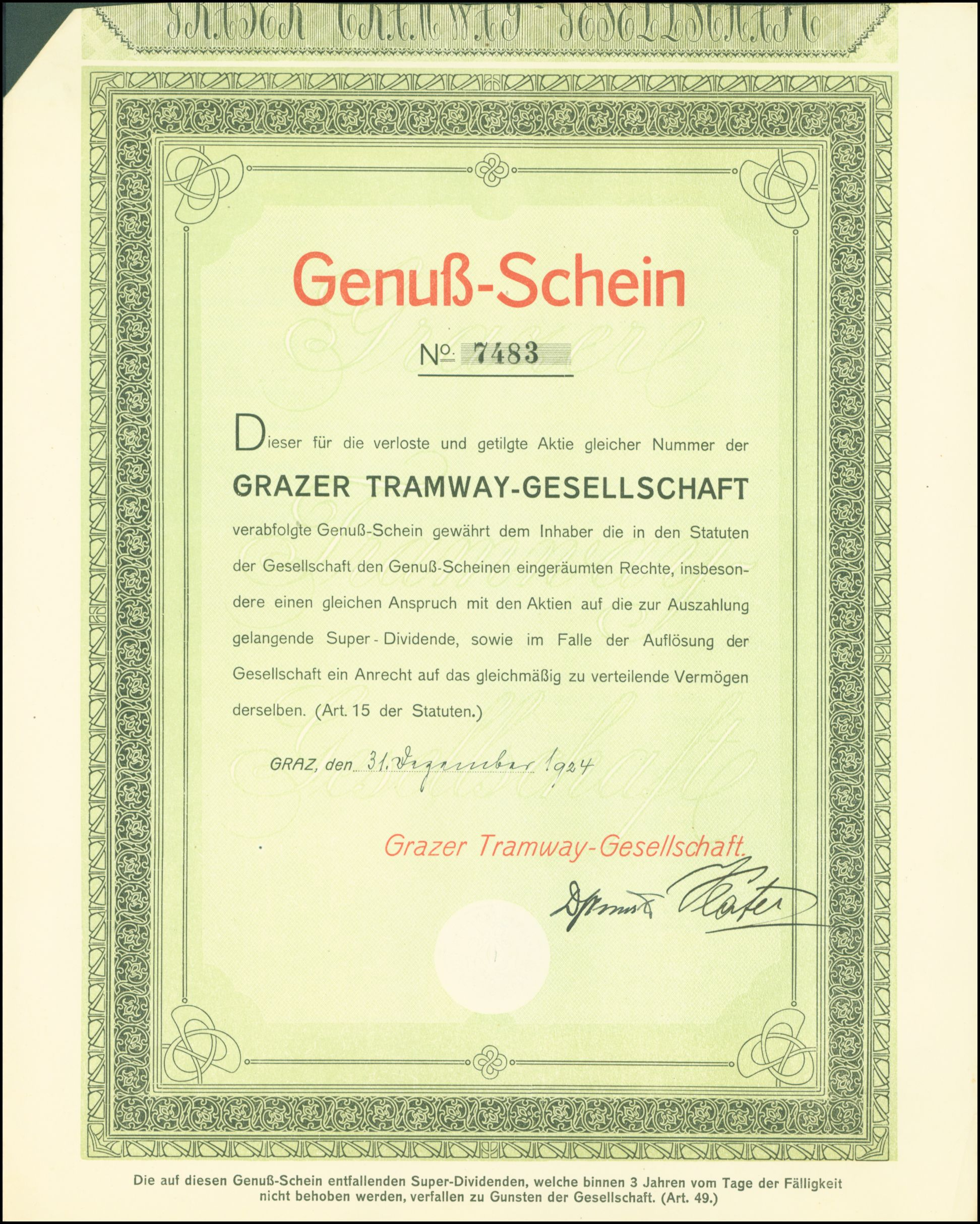
Genuß-Schein der Grazer Tramway-Gesellschaft vom 31. Dezember 1924

Nach Kriegsende (1918) wurden alle beschädigten Fahrzeuge repariert und der Betrieb konnte wieder ohne Einschränkungen geführt werden. Da die Beförderungszahlen 1919 wieder stark anstiegen, entschied sich die GTG, in der Remise III neue Beiwagen zu bauen. Zwischen 1919 und 1920 wurden acht dieser Wagen gebaut, die fortan als 51B–59B bezeichnet wurden. Die Grazer Tramway-Gesellschaft setzte zudem den Ausbau des Straßenbahnnetzes fort. Mit der Eröffnung von zahlreichen neuen Streckenabschnitten bis 1926 erreichte das Liniennetz mit 42,6 km seine größte Ausdehnung in der Geschichte der GTG.
Am 10. Dezember 1924 übernahm die GTG weitere Straßenbahnfahrzeuge aus Wien. Bis auf das Fahrzeug 1662, das wegen seines zu schlechten Erhaltungszustands nicht mehr verwendet werden konnte, wurden alle Fahrzeuge für den Betrieb in Graz angepasst. In den Jahren 1925 und 1926 stellte die Werkstätte der Remise III erneut drei Fahrzeuge (170B–172B) im Eigenbau her. 1927 kam es zu einer Neuauflage der Linie 8 (Wetzelsdorf–Annenstraße), allerdings nur als Verstärkungslinie für die Linien 3 (Gösting–Schillerplatz) und 4 (Andritz–Ostbahnhof). In den 1930er Jahren gab es nur mehr auf den Außenstrecken eingleisige Streckenabschnitte, ansonsten war das gesamte Liniennetz zweigleisig ausgebaut. Mit dem Kauf eines 4800 m² großen Areals konnte das Gelände der Remise III erweitert und neue Abstellgleise errichtet werden.
Wegen der hohen Kosten für die Beschaffung von Neubaufahrzeugen entschloss sich die GTG, Beiwagen in Triebwagen umbauen zu lassen. Diese Aufgabe wurde von der Hauptwerkstätte ausgeführt. Neben dem Umbau von Fahrzeugen baute die Werkstätte auch Güterwagen und Waggons als Arbeitswagen für die Instandhaltung des Streckennetzes. Zwischen 1929 und 1933 wurden zahlreiche gebrauchte Fahrzeuge von der Wiener Straßenbahn angekauft. Der weitere Rückgang der Fahrgastzahlen, der auf die einsetzende Weltwirtschaftskrise zurückzuführen war, zwang die GTG jedoch zu Sparmaßnahmen: Bei allen Früh- und Spätzügen wurde bis 1937 im Einmannbetrieb gefahren.
Nach dem Anschluss Österreichs an das Deutsche Reich 1938 wurde die Rechtsfahrordnung eingeführt (bislang wurde üblicherweise links gefahren) und die Fahrzeuge wurden mit Fahrtrichtungsanzeigern ausgestattet. Diese Umstellung war insofern unproblematisch, da die Einstiegsplattformen aller eingesetzten Fahrzeuge von beiden Seiten bestiegen werden konnten. Der massive Anstieg der Fahrgastzahlen auf das Dreifache machte die Anschaffung neuer Fahrzeuge notwendig.
Durch den Ankauf sämtlicher Restaktien gelangte die Grazer Tramway-Gesellschaft erstmals 1939 vollständig in den Besitz der Elektrische Kleinbahn Graz-Mariatrost. Die Kleinbahn hörte damit auf, als eigenständiges Unternehmen zu existieren.

### Zweiter Weltkrieg (1939–1945)
Nach der Übernahme der Elektrischen Kleinbahn stellte die GTG deren unwirtschaftlichen Parallelbetrieb auf der Strecke zwischen der Endhaltestelle Glacisstraße und Hilmteich am 16. Oktober 1939 ein. Da sich der überalterte Fahrzeugpark der Roten größtenteils in einem schlechten Zustand befand, wurden außer einer Kohlenlore alle anderen Fahrzeuge nach Łódź verkauft. Im selben Jahr wurden elf zweiachsige Triebwagen aus Düsseldorf übernommen und ein Jahr später begann die GTG mit der etappenweisen Umspurung der meterspurigen Kleinbahn auf Normalspur. Der 23. Oktober 1941 war der letzte Betriebstag der Roten. Ab 18. November verkehrte auf dem Gleiskörper der Kleinbahn die Linie 1 (Hauptbahnhof–Mariatrost).
Die Grazer Tramway-Gesellschaft übernahm 1941 zwölf zweiachsige Triebfahrzeuge aus Nürnberg. Im selben Jahr änderte die GTG ihren Namen in Grazer Verkehrs-Gesellschaft (GVG). 1943 wurden 20 gebrauchte Beiwagen von den Wiener Verkehrsbetrieben gekauft. Zudem wurde das ehemalige Kleinbahn-Depot in Mariatrost umgebaut und als Remise IV weitergeführt. Ein Jahr später kamen fünf Triebwagen der Type D1 aus Wien zum Fuhrpark. Von den 20 beschafften Beiwagen der Typen s, s1 und s2 wurden aufgrund des schlechten Zustandes der Wagen nicht mehr alle für den Betrieb auf den Grazer Linien adaptiert. Fünf Fahrzeuge kamen somit nie zum Einsatz, die anderen 15 Beiwagen wurden bereits 1946 ausgemustert. Während des Zweiten Weltkriegs gab es an mehr als 150 Tagen Fliegeralarm, der immer wieder zur vorübergehenden Betriebseinstellung führte. Sowohl die Fahrzeuge, als auch die Gleisanlagen wurden durch Bombentreffer oftmals schwer beschädigt. Trotz dieser Einschränkungen konnte die GVG den Straßenbahnbetrieb bis zum Einmarsch der Roten Armee aufrechterhalten.

### Nachkriegszeit (1945–1950)
| Netz bis 1951 | Netz bis 1951                                           | Netz bis 1951 |
| Nummer        | Laufweg                                                 |               |
| ------------- | ------------------------------------------------------- | ------------- |
| 1             | Hauptbahnhof – Mariatrost                               |               |
| 2             | Ringlinie                                               |               |
| 3             | Gösting – Krenngasse (über Griesplatz)                  |               |
| 4             | Andritz – Liebenau                                      |               |
| 5             | Eggenberg – Zentralfriedhof                             |               |
| 6             | Puntigam – St. Peter (über Griesplatz)                  |               |
| 7             | Wetzelsdorf – St. Leonhard                              |               |
| 8             | Andritz – Krenngasse (werktags) [lt. Fahrplan von 1948] |               |

| Streckenlänge: | ~6,0 km              |                                           |                                           |
| Spurweite: | 1435 mm (Normalspur) |                                           |                                           |
| Stromsystem: | 600 V =              |                                           |                                           |
| |                      |                                           |                                           |
| Streckenverlauf \| \| km \| Gleisschema von 1950 \| Gleisschema von 1950 \| \| \| \| \| \| \| \| 0,0/~6,0 \| Südbahnhof (Hauptbahnhof) \| Südbahnhof (Hauptbahnhof) \| \| \| \| re: ab 1953 getrennte Haltestellen am Hbf \| \| \| \| \| li: Eggenberg, Wetzelsdorf \| \| \| \| 0,3 \| Annenstraße \| Annenstraße \| \| \| 5,7 \| Babenbergerstraße \| Babenbergerstraße \| \| \| 0,6 \| Esperantoplatz \| Esperantoplatz \| \| \| 5,5 \| Marienplatz \| Marienplatz \| \| \| 5,4 \| rechter Mühlgang \| rechter Mühlgang \| \| \| 5,0 \| Lendplatz Gösting \| Lendplatz Gösting \| \| \| 0,9 \| Roseggerhaus , Krenngasse \| Roseggerhaus , Krenngasse \| \| \| \| Mühlgang Elisabethstraße \| \| \| \| 1,3 \| Südtirolerplatz \| Südtirolerplatz \| \| \| 1,4/4,6 \| Mur Erzherzog-Johann-Brücke/Keplerbrücke \| Mur Erzherzog-Johann-Brücke/Keplerbrücke \| \| \| 4,5 \| linker Mühlgang (bis ca. 1977) \| linker Mühlgang (bis ca. 1977) \| \| \| \| ab 1962 Streckenende \| \| \| \| 4,5 \| Schloßbergplatz/Keplerbrücke Andritz \| Schloßbergplatz/Keplerbrücke Andritz \| \| \| 1,7 \| Hauptplatz \| Hauptplatz \| \| \| 4,1 \| Grabenstraße \| Grabenstraße \| \| \| \| Gösting, Puntigam \| \| \| \| 2,2 \| Jakominiplatz \| Jakominiplatz \| \| \| \| Liebenau, Zentralfriedhof \| \| \| \| \| Krenngasse, St. Peter \| \| \| \| \| ab 1963 Streckenende \| \| \| \| 3,9 \| Wormgasse \| Wormgasse \| \| \| 2,6 \| Kaiser-Josef-Platz \| Kaiser-Josef-Platz \| \| \| 3,7 \| Geidorfplatz \| Geidorfplatz \| \| \| 2,8 \| Rechbauerstraße \| Rechbauerstraße \| \| \| 3,3 \| Zinzendorfgasse bis 1971 \| Zinzendorfgasse bis 1971 \| \| \| \| Mariatrost und St. Leonhard/LKH \| \| |                      |                                           |                                           |
| | km                   | Gleisschema von 1950                      | Gleisschema von 1950                      |
| |                      |                                           |                                           |
| U-Bahn-Kopfbahnhof Strecke bis hier außer Betrieb · U-Bahn-Haltepunkt / Haltestelle Streckenanfang (Strecke außer Betrieb) | 0,0/~6,0             | Südbahnhof (Hauptbahnhof)                 | Südbahnhof (Hauptbahnhof)                 |
| U-Bahn-Strecke (außer Betrieb) · U-Bahn-Strecke · U-Bahn-Strecke (außer Betrieb) |                      | re: ab 1953 getrennte Haltestellen am Hbf | re: ab 1953 getrennte Haltestellen am Hbf |
| U-Bahn-Abzweig ehemals geradeaus, ehemals nach links und von links · U-Bahn-Abzweig nach rechts und ehemals nach links · U-Bahn-Abzweig geradeaus und von rechts (Strecke außer Betrieb) |                      | li: Eggenberg, Wetzelsdorf                | li: Eggenberg, Wetzelsdorf                |
| ehemaliger U-Bahn-Haltepunkt / Haltestelle · U-Bahn-Strecke (außer Betrieb) | 0,3                  | Annenstraße                               | Annenstraße                               |
| U-Bahn-Strecke · U-Bahn-Haltepunkt / Haltestelle (Strecke außer Betrieb) | 5,7                  | Babenbergerstraße                         | Babenbergerstraße                         |
| U-Bahn-Haltepunkt / Haltestelle · U-Bahn-Strecke (außer Betrieb) | 0,6                  | Esperantoplatz                            | Esperantoplatz                            |
| U-Bahn-Strecke · U-Bahn-Haltepunkt / Haltestelle (Strecke außer Betrieb) | 5,5                  | Marienplatz                               | Marienplatz                               |
| U-Bahn-Strecke · U-Bahn-Brücke über Wasserlauf (Strecke außer Betrieb) | 5,4                  | rechter Mühlgang                          | rechter Mühlgang                          |
| U-Bahn-Strecke · U-Bahn-Strecke geradeaus (im Tunnel) · ehemaliger U-Bahn-Turmbahnhof Strecke bis hier außer Betrieb und quer (Strecke geradeaus außer Betrieb) | 5,0                  | Lendplatz Gösting                         | Lendplatz Gösting                         |
| U-Bahn-Turmhaltepunkt · U-Bahn-Kreuzung (Querstrecke außer Betrieb) (im Tunnel) · U-Bahn-Abzweig geradeaus und nach rechts (Strecke außer Betrieb) | 0,9                  | Roseggerhaus , Krenngasse                 | Roseggerhaus , Krenngasse                 |
| U-Bahn-Strecke nach rechts (im Tunnel) · U-Bahn-Strecke (außer Betrieb) |                      | Mühlgang Elisabethstraße                  | Mühlgang Elisabethstraße                  |
| U-Bahn-Haltepunkt / Haltestelle · U-Bahn-Strecke (außer Betrieb) | 1,3                  | Südtirolerplatz                           | Südtirolerplatz                           |
| U-Bahn-Brücke über Wasserlauf · U-Bahn-Brücke über Wasserlauf (Strecke außer Betrieb) | 1,4/4,6              | Mur Erzherzog-Johann-Brücke/Keplerbrücke  | Mur Erzherzog-Johann-Brücke/Keplerbrücke  |
| U-Bahn-Strecke · U-Bahn-Brücke über Wasserlauf (Strecke außer Betrieb) | 4,5                  | linker Mühlgang (bis ca. 1977)            | linker Mühlgang (bis ca. 1977)            |
| U-Bahn-Strecke |                      | ab 1962 Streckenende                      | ab 1962 Streckenende                      |
| U-Bahn-Abzweig geradeaus und von links · U-Bahn-Haltepunkt / Haltestelle quer · U-Bahn-Turmhaltepunkt (Strecke geradeaus außer Betrieb) | 4,5                  | Schloßbergplatz/Keplerbrücke Andritz      | Schloßbergplatz/Keplerbrücke Andritz      |
| U-Bahn-Bahnhof · U-Bahn-Strecke (außer Betrieb) | 1,7                  | Hauptplatz                                | Hauptplatz                                |
| U-Bahn-Strecke · U-Bahn-Haltepunkt / Haltestelle (Strecke außer Betrieb) | 4,1                  | Grabenstraße                              | Grabenstraße                              |
| U-Bahn-Abzweig geradeaus und von rechts · U-Bahn-Strecke (außer Betrieb) |                      | Gösting, Puntigam                         | Gösting, Puntigam                         |
| U-Bahn-Bahnhof · U-Bahn-Strecke (außer Betrieb) | 2,2                  | Jakominiplatz                             | Jakominiplatz                             |
| U-Bahn-Abzweig geradeaus und nach rechts · U-Bahn-Strecke (außer Betrieb) |                      | Liebenau, Zentralfriedhof                 | Liebenau, Zentralfriedhof                 |
| U-Bahn-Abzweig geradeaus und nach rechts · U-Bahn-Strecke (außer Betrieb) |                      | Krenngasse, St. Peter                     | Krenngasse, St. Peter                     |
| U-Bahn-Strecke |                      | ab 1963 Streckenende                      | ab 1963 Streckenende                      |
| U-Bahn-Strecke · U-Bahn-Haltepunkt / Haltestelle (Strecke außer Betrieb) | 3,9                  | Wormgasse                                 | Wormgasse                                 |
| U-Bahn-Haltepunkt / Haltestelle · U-Bahn-Strecke (außer Betrieb) | 2,6                  | Kaiser-Josef-Platz                        | Kaiser-Josef-Platz                        |
| U-Bahn-Strecke · U-Bahn-Haltepunkt / Haltestelle (Strecke außer Betrieb) | 3,7                  | Geidorfplatz                              | Geidorfplatz                              |
| U-Bahn-Haltepunkt / Haltestelle · U-Bahn-Strecke (außer Betrieb) | 2,8                  | Rechbauerstraße                           | Rechbauerstraße                           |
| U-Bahn-Abzweig geradeaus und nach halblinks · U-Bahn-Haltepunkt / Haltestelle quer · U-Bahn-Strecke nach halbrechts | 3,3                  | Zinzendorfgasse bis 1971                  | Zinzendorfgasse bis 1971                  |
| |                      | Mariatrost und St. Leonhard/LKH           |                                           |

Triebwagen 68 war noch bis 1956 im Einsatz

In der Nachkriegszeit begann der Wiederaufbau der zerstörten Infrastruktur. Die GVG verfügte 1945 über 69 Trieb- und 63 Beiwagen. Bis zum 11. Mai 1946 waren alle Gleisschäden repariert und das ganze Netz befahrbar. Wegen Fahrzeugmangel konnte der Jakominiplatz nur noch im 10-Minuten-Takt angefahren werden, während Vorkriegsfahrpläne zur Hauptverkehrszeit etwa einen 5-Minuten-Takt auswiesen und 2007 diese zentrale Schnittstelle im 2-Minuten-Takt angefahren wird. Die beiden teilweise zerstörten Remisen I und III wurden bis 1948 wiederhergestellt. Da 1948 der 1885 mit dem deutschen Konsortium abgeschlossene Vertrag erlosch, ging die Grazer Straßenbahn wieder in den Besitz der Stadt Graz über. Der Betrieb wurde zum Bestandteil der Grazer Stadtwerke (heute Graz Linien) und fortan von den eigens gegründeten Graz AG Verkehrsbetrieben (GVB) geführt. Die GVB führten nach der Übernahme der Straßenbahn das Lackierungsschema grün/elfenbein ein, das bei allen im Personenverkehr eingesetzten Fahrzeugen angewandt wurde.
1949 baute die GVB die vollständig zerstörte Remise II wieder auf und schuf eine eigene Lackiererei. Zwischen 1949 und 1952 lieferte die Firma Simmering-Graz-Pauker (SGP) 50 zweiachsige Garnituren, deren Bestellung noch auf die GVG zurückging. Die Fahrzeuge der Reihe 200 wurden als 201–250 und 401B–450B in den Bestand aufgenommen. Mit 158 Triebfahrzeugen und 145 Beiwagen erreichte der Wagenbestand den absoluten Höchststand in der Geschichte der Grazer Straßenbahn. Die neuen Fahrzeuge machten die Altbaufahrzeuge entbehrlich, weshalb ab 1950 die Triebwagen 1–70 sowie alle Beiwagen mit offenen Plattformen ausgemustert wurden.
| Eingestellte Streckenabschnitte | Eingestellte Streckenabschnitte             | Eingestellte Streckenabschnitte |
| Linie                           | Streckenabschnitt                           | Stilllegungsdatum               |
| ------------------------------- | ------------------------------------------- | ------------------------------- |
| 5                               | Eggenberg – Georgistraße                    | 27.01.1951                      |
| 3                               | Gösting – Ibererstraße                      | 11.12.1955                      |
| 3                               | Ibererstraße – Kalvariengürtel              | 31.03.1957                      |
| 3                               | Kalvariengürtel – Griesplatz                | 23.04.1957                      |
| 2                               | Hauptbahnhof – Keplerbrücke                 | 05.06.1962                      |
| 2                               | Keplerbrücke – Wormgasse                    | 14.11.1963                      |
| 6                               | St. Peter – Schulzentrum (= Maut St. Peter) | 30.11.1969                      |
| 2                               | Wormgasse – Maiffredygasse                  | 16.01.1971                      |
| 6                               | Jakominiplatz – Karlauer Gürtel             | 16.01.1971                      |

### Linieneinstellungen und Bedarfslinien
Der zunehmende motorisierte Individualverkehr führte ab den 1950er Jahren zu sogenannten „autogerechten Verkehrslösungen“. In der Innenstadt wurden zunehmend Gleiskörper durch Überpflasterung in die Straße mit einbezogen, um weitere Fahrspuren für den Kfz-Verkehr zu gewinnen. Bald empfanden die damals bevorzugten Kraftfahrer die Straßenbahn zunehmend als hinderlich. Dieses und die ständig zurückgehenden Fahrgastzahlen dienten den Graz AG Verkehrsbetrieben als Argument, bis 1971 auf neun Streckenabschnitten den Betrieb einzustellen.
Ab 1948 wurden sukzessive Hauptverkehrszeit-Verstärker, Abend- und Ausflugslinien sowie eine Bedarfslinie zum Messegelände eingeführt, die nur im April, Mai, September und November verkehrte. Die Sonderlinien unterschieden sich durch zweistellige Liniennummern von den regulären Linien, die sich aus einer Kombination der befahrenen Linien zusammensetzte. Alle Verstärkerlinien, die nur ein Teilstück einer Linie befuhren, erhielten das Liniensignal E (Einschublinie) in Kombination mit der befahrenen Linie.

### 1960er – 1990er Jahre

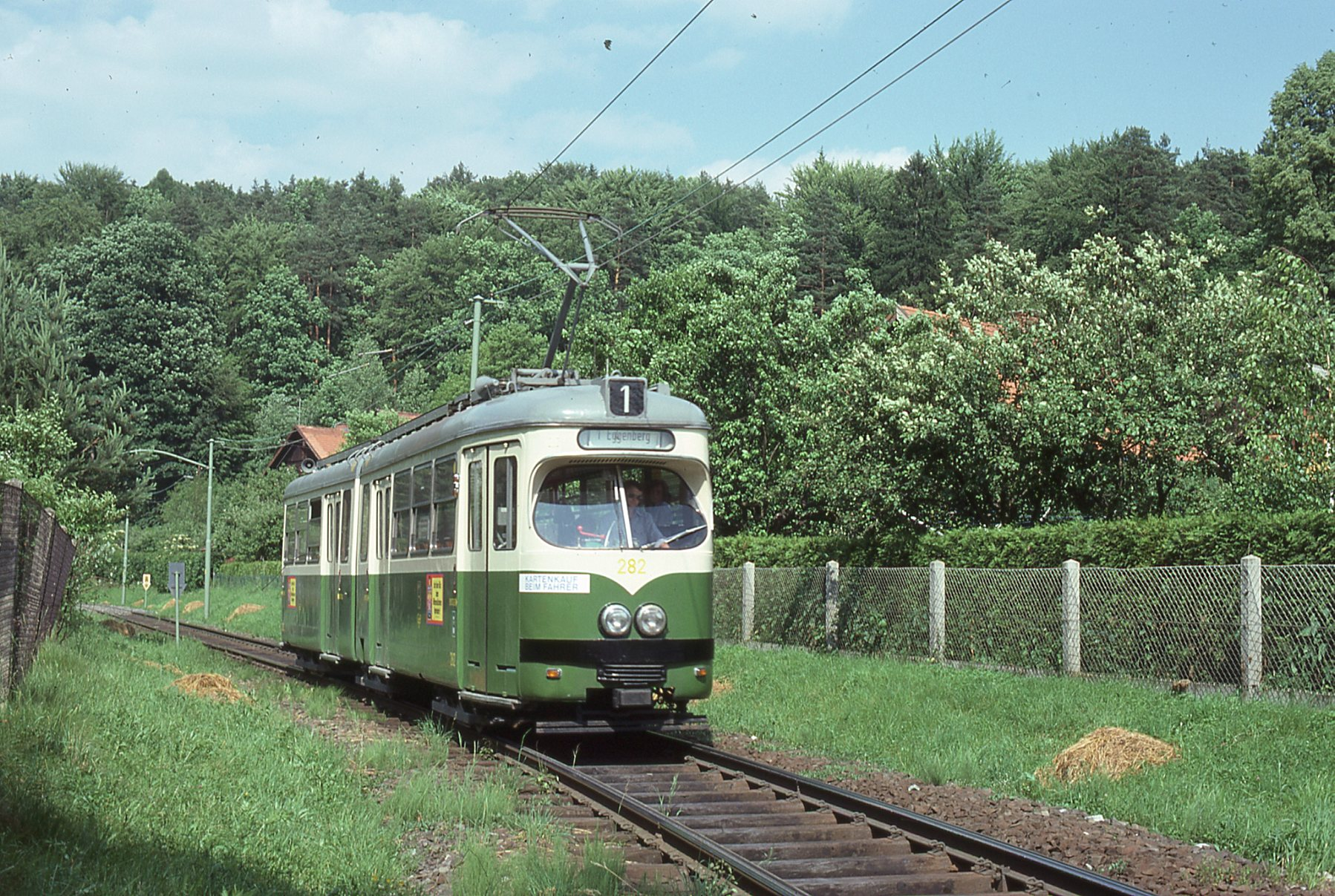
Lohner-Gelenktriebwagen auf der Überlandstrecke der Linie 1 zwischen St. Johann und Kroisbach (1977)

1961 wurden bei SGP und Lohner 13 sechsachsige Gelenkwagen in Auftrag gegeben. Auf Verlangen des Verkehrsministeriums mussten die Graz AG Verkehrsbetriebe bis 1963 alle vor dem Ersten Weltkrieg gebauten Fahrzeuge sowie die Fahrzeuge 141–144 ausmustern. Da die Altbaufahrzeuge den größten Teil des Fuhrparks darstellten, ließen die GVB 1962 auf Reservefahrgestellen der 201er–Serie zwei Triebwagen aufbauen. Ab 1967 wurden 35 Zweiachser–Garnituren für den schaffnerlosen Betrieb adaptiert.
Ab 1978 begannen die Graz AG Verkehrsbetriebe die zweiachsigen Garnituren der Reihe 200 durch achtachsige Gelenkwagen mit stufenloser, vollelektronischer Choppersteuerung (Serie 501–510, SGP Graz, Lizenz Duewag) zu ersetzen. Zusätzlich wurden 1984 eine Reihe achtachsiger Fahrzeuge aus Wuppertal beschafft, die die Triebwagen mit Holzkästen ablösen sollten. Vier ebenfalls aus diesem Einkauf stammende Doppelgelenkwagen waren jedoch in einem derart schlechten Zustand, dass sie nicht aufgearbeitet werden konnten. Diese Wagen wurden deshalb zunächst abgestellt und 1990 verschrottet. Die anderen Wuppertaler Wagen wurden ab September 1988 als 551–560 und 562–571 eingesetzt. 1987 lieferte Simmering-Graz-Pauker (SGP) neue Sechsachser der Serie 601–612. Am 9. September 1990 wurde die 500 Meter lange Verlängerung der Linie 1 bis zum Unfallkrankenhaus Eggenberg in Betrieb genommen. Es handelte sich dabei um die erste Neubaustrecke seit 64 Jahren. Des Weiteren wurde der Streckenabschnitt in der Georgigasse zweispurig ausgebaut. Am 2. November 1989 verkehrte der letzte Triebwagen mit Holzkasten auf dem Grazer Straßenbahnnetz.

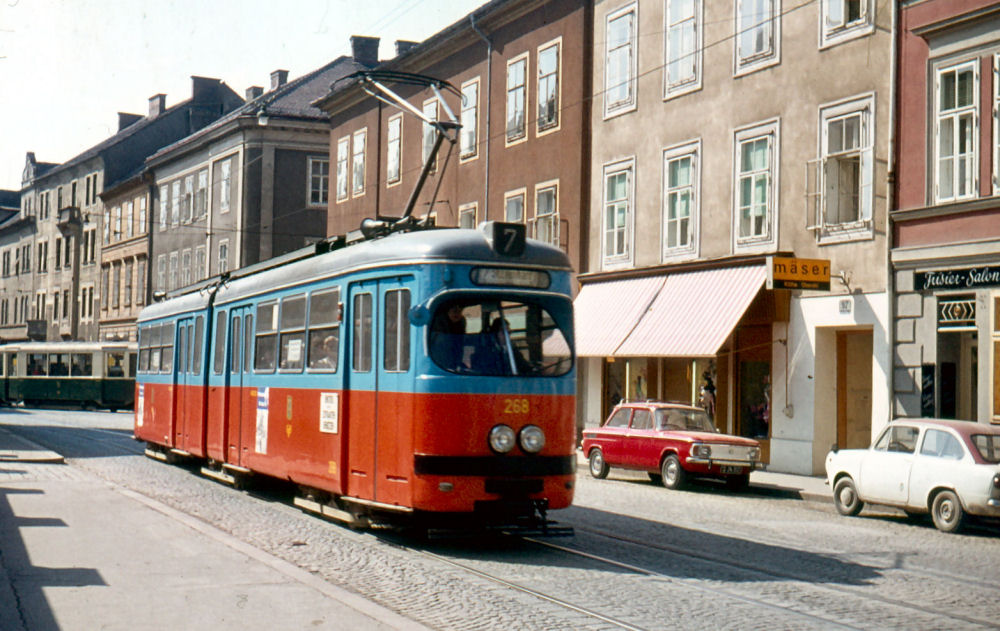
Zeitgenössische orange-hellblaue Versuchslackierung im Jahr 1971, die sich letztlich nicht durchsetzen konnte

1990 waren immer noch zweiachsige Triebwagen (251 und 252) im Einsatz; sie waren die letzten beiden planmäßig verkehrenden Zweiachser Österreichs. Bis 1991 wurden 17 Gelenkwagen aus Duisburg beschafft, die ab Juni 1994 eingesetzt wurden. Die Fahrzeuge aus Wuppertal wurden ab 1993 nach und nach ausgemustert. Unter Verwendung von Mittelteilen und Drehgestellen der „Wuppertaler“ bauten die betriebseigenen Werkstätten vier Fahrzeuge zu Achtachsern um, die als 581–584 bezeichnet wurden.
In den Jahren 1995 und 1996 wurden die Gleisanlagen des Jakominiplatzes umgebaut. Die Anlage neuer Gleisverbindungen und Kehrschleifen sollte es allen Linien ermöglichen, den Jakominiplatz als gemeinsame Haltestelle festzulegen. Die Bauarbeiten wurden im September 1996 fertiggestellt. Seitdem ist es allen Fahrzeugen auf allen Linien und aus allen Richtungen möglich, dort zu wenden oder auf eine andere Linie zu gelangen. Seit damals muss bei Großveranstaltungen mit Sperre der Herrengasse (Stadtfeste, Fronleichnamsprozession, Faschingsumzug) nicht mehr der komplette Straßenbahnbetrieb eingestellt werden. Für die Strecken nach Andritz und zum Bahnhof muss jedoch weiterhin ein Schienenersatzverkehr eingerichtet werden.

### Nach der Jahrtausendwende

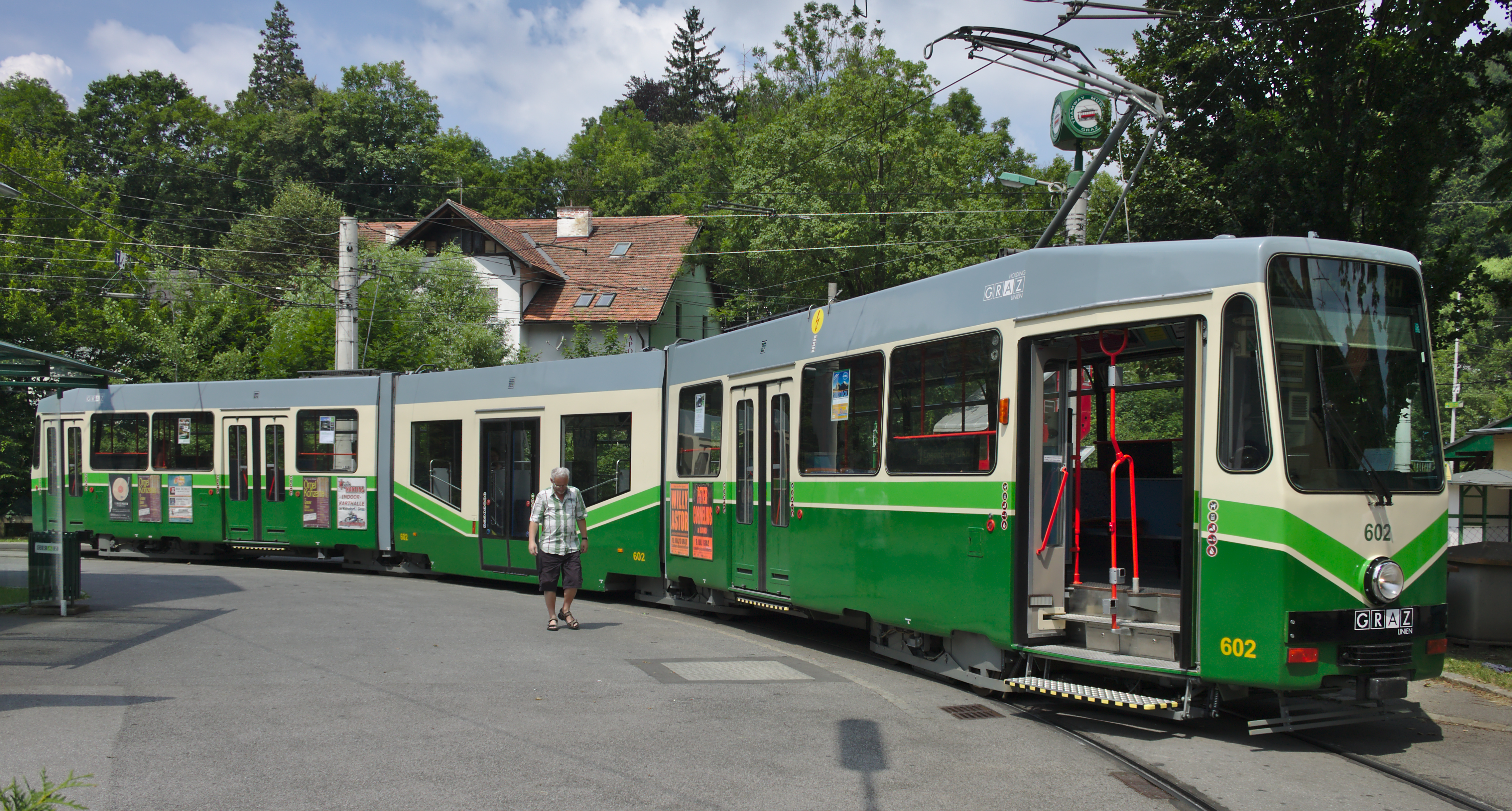
Triebwagen 602 im Mariatrost (2013). Gut zu erkennen ist der ab 1999 ergänzte mittige Niederflurteil.

Die Fahrzeuge 601–612 wurden 1999 zu Achtachsern umgebaut, die erstmals einen Niederfluranteil aufwiesen. 2001 ging der erste Cityrunner in Betrieb. Insgesamt wurden 18 solche Fahrzeuge beschafft und als 651–668 in den Bestand aufgenommen.
2005 wurde mit dem weiteren Ausbau des Straßenbahnnetzes begonnen. Die Verlängerung der Linie 5 von Andritz kommend bis zum Nahverkehrszentrum Puntigam konnte bereits ein Jahr später realisiert werden. Diese Neubaustrecke wurde am 1. Dezember 2006 freigegeben. Am 21. Mai 2007 konnte eine weitere Neubaustrecke – die Verlängerung der ebenfalls von Andritz kommenden Linie 4 über den bisherigen Endpunkt Liebenau hinaus bis zum Einkaufszentrum Murpark – dem Verkehr übergeben werden. Im selben Jahr begann die Verlängerung der Linie 6 (Hauptbahnhof – St. Peter) bis ins Peterstal.
Um den nach der Eröffnung von Streckenverlängerungen aufgetretenen Fahrzeugengpass zu beseitigen, übernahmen die GVB 2007 als Übergangsmaßnahme bis zur Beschaffung neuer Fahrzeuge drei Fahrzeuge der Wiener Type E1 und adaptierten sie für den Betrieb in Graz. Am 9. November 2007 wurde die Verlängerung der Linie 6 eröffnet. Somit kamen ab dem Schulzentrum St. Peter fünf neue Haltestellen hinzu, die neue Endstation ist St. Peter.
Im September 2016 gab es weitere Änderungen im Netz der Grazer Straßenbahn. So konnte die schon länger geplante Verlängerung der Linie 7 um eine Haltestelle, beim LKH Graz, eröffnet werden. Statt der bisherigen Schleife St. Leonhard/LKH, die aufgelassen wurde, endet die Straßenbahn jetzt in der neuen zweigleisigen Endstelle LKH MED UNI/Klinikum Nord.
Ebenfalls im September 2016 gab es die schon länger geplante Streckenverlegung der Linie 1 im Bereich Alte Poststraße. Der Abschnitt zwischen Laudongasse und Eggenberger Straße wurde aufgelassen, die Linie 1 fährt jetzt über die Asperngasse/Laudongasse. Ab der Schleife Laudongasse wurde hierfür der Gleiskörper komplett neu gebaut.

### Ab 2020
Von 2018 bis Herbst 2021 arbeitete man an der Verlängerung der Linie 4 (die ab 2020 statt der Linie 3 zur Laudongasse fuhr), nach Reininghaus und der Linie 6 zur Smart City. Die Eröffnung der neuen Strecken war zeitgleich am 26. November 2021.
In einem zweiten Schritt ist bis 2025 die Errichtung einer Innenstadt-Entlastung durch die Neutorgasse geplant. Diese Strecke soll von den ab 2025 neu eingeführten Linien 16 und 17, die die Linien 6 und 7 zwischen St. Peter und Smart City bzw. LKH Med Uni und Wetzelsdorf verstärken werden, befahren werden. Die Linien 1, 4, 6 und 7 werden zwischen Jakominiplatz und Roseggerhaus weiterhin über die Bestandsstrecke über den Hauptplatz fahren, während die Linien 16 und 17 über die Neubaustrecke durch die Neutorgasse geführt werden. Mit Inbetriebnahme der Linie 16 ist geplant, die Linie 6 künftig nur mehr ab Schulzentrum St. Peter fahren zu lassen und die Endstation St. Peter nur mehr durch die Linie 16 anzubinden.
Weiters begann am 8. Juli 2023 der Ausbau des bisher eingleisigen Bereichs der Linie 5 zwischen Zentralfriedhof und Brauhaus Puntigam zu einer zweigleisigen Strecke. Um Platz für ein zweites Gleis zu schaffen, wurde die gesamte vierspurige Triester Straße auf einer Länge von ca. 1.300 Metern um eine Gleisbreite nach Westen versetzt. Die Bauarbeiten für diese Maßnahme sind mit November 2024 abgeschlossen.
Für den Zeitraum nach 2025 sind 4 große Ausbauprojekte vorgesehen: Errichtung der inneren Südwestlinie entweder von Jakominiplatz über Radetzkystraße, Griesplatz, Citypark zur S-Bahn-Station „Don Bosco“ und weiter nach Reininghaus (inklusive Lückenschluss zur Linie 5 am Karlauplatz), Errichtung der äußeren Südwestlinie von der S-Bahn-Station „Don Bosco“ nach Straßgang, Errichtung der Nordwestlinie von Roseggerhaus über Lendplatz, Fröbelpark, Wiener Straße zur neu zu errichtenden S-Bahn-Station beim Wohnpark Gösting in der Exerzierplatzstraße und Errichtung einer Neubaustrecke vom Hauptbahnhof (inklusive neuer oberirdischer Wendeschleife) über Lendplatz, Geidorfplatz, Uni ReSoWi zur Leonhardstraße. Obwohl ursprünglich gedacht war, sowohl die Südwestline (zukünftige Linie 8) und die Nordwestlinie (geplante Linie 9) am Jakominiplatz starten bzw. enden zu lassen, wurde zusammen mit der Präsentation der Trasse der inneren Südwestline (am 5. Juli 2022) von einer Durchbindung beider Linien geredet. Diese würde unter den Liniennummern 8 (Südwest – Nordwest über Herrengasse) bzw. 18 (Südwest – Nordwest über Neutorgasse) fahren. Auch wurde an diesem Tag der Lückenschluss zur Linie 5 am Karlauplatz vorgestellt. Dieser wird von der Linie 15 befahren. Gemeinsam mit anderen kleineren Ausbauprojekten ergäben sich dadurch folgende neue Linien (bzw. Verlängerungen/Umlegungen bestehender Linien):
- Linie 1: Umlegung der Strecke von der Leonhardstraße zur Uni ReSoWi
- Linie 2: Hauptbahnhof – Lendplatz/tim – Geidorfplatz – Uni ReSoWi – LKH Med Uni
- Linie 4: Verlängerung ab Reininghaus über Don Bosco nach Straßgang
- Linie 15: Verstärkung der Linie 5 von Andritz bis Puntigam über Griesplatz und Karlauerstraße/Karlauplatz
- Linie 6: Kürzung bis zum Schulzentrum St. Peter
- Linie 16: Smart City – St. Peter (Verstärker Linie 6) über Andreas-Hofer-Platz und Neutorgasse
- Linie 7: Verlängerung ab Wetzelsdorf zur Belgiergasse
- Linie 17: Wetzelsdorf – LKH Med Uni (Verstärker Linie 7) über Andreas-Hofer-Platz und Neutorgasse
- Linie 8: Gösting – Fröbelpark – Lendplatz – Roseggerhaus – Hauptplatz – Jakominiplatz – Griesplatz & Citypark – Don Bosco – Straßgang

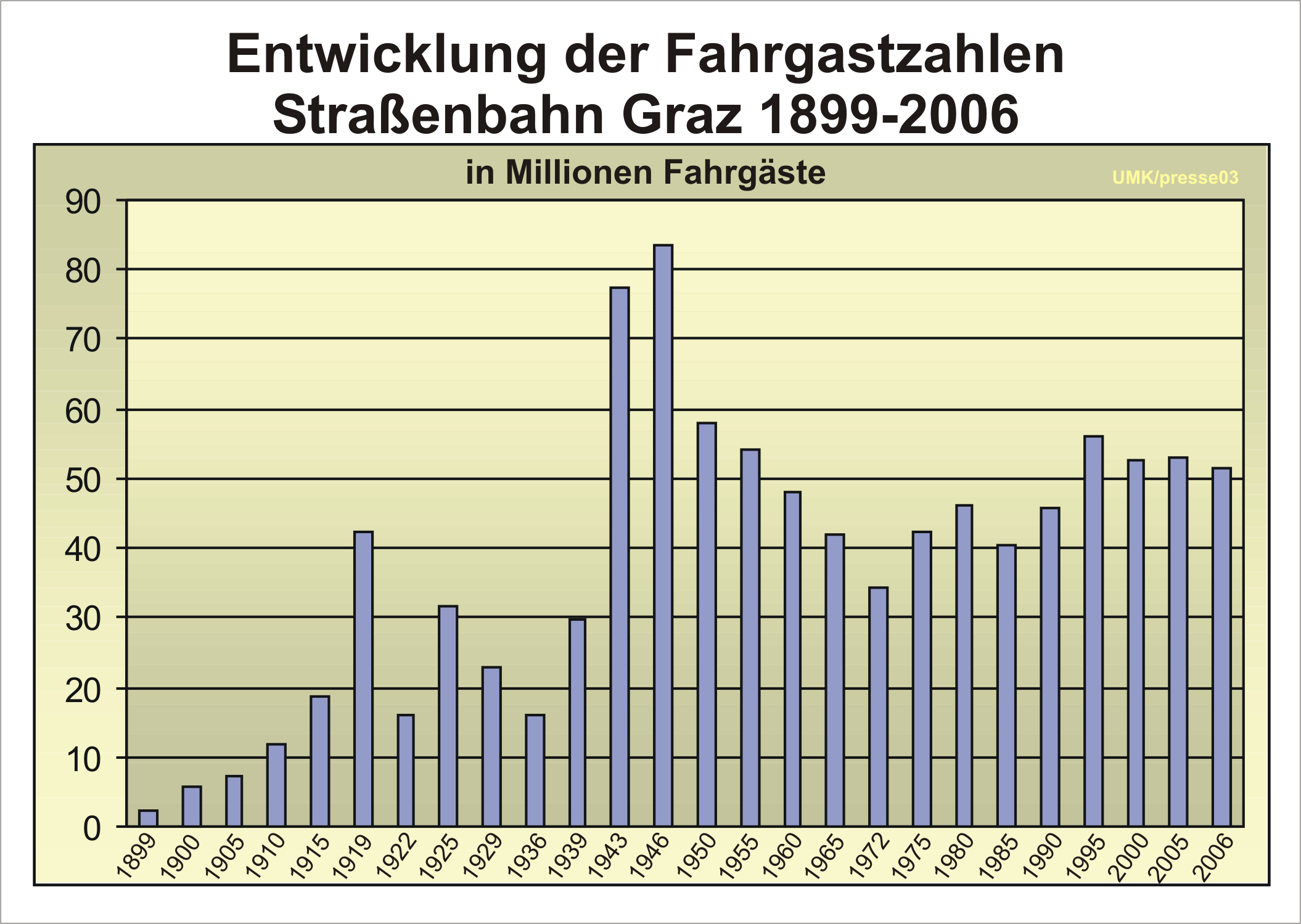
Entwicklung der Fahrgastzahlen 1899–2006

- Linie 18: Gösting – Fröbelpark – Lendplatz – Roseggerhaus – Andreas-Hofer-Platz – Jakominiplatz – Griesplatz & Citypark – Don Bosco – Straßgang

### Entwicklung der Fahrgastzahlen
Bereits im ersten Jahr nach Elektrifizierung der Pferdebahnstrecken, der Erweiterung des Netzes um eine Linie und der Übernahme der Kleinbahn nach Mariatrost beförderte die Straßenbahn 1899 mehr als 2,3 Millionen Fahrgäste und ein Jahr später über 5,8 Mio. Die Beförderungszahlen stiegen bis 1919 aufgrund umfangreicher Netzerweiterungen kontinuierlich auf 42,2 Mio., um dann in nur drei Jahren wieder auf 16,2 Mio. abzufallen. Ein kurzer Aufschwung endete 1929 mit Beginn der Weltwirtschaftskrise. Die Zahl der jährlich beförderten Personen sank bis 1936 auf 16,0 Mio.
Der leichten Erholung der Fahrgastzahlen bis 1939 (29,8 Mio.) folgte ein anhaltender, rasanter Anstieg bis über das Ende des Zweiten Weltkriegs hinaus. 1946 erreichte die Zahl der beförderten Personen mit nahezu 83,6 Mio. den höchsten Stand in der bis dahin vergangenen und auch der folgenden Geschichte der Straßenbahn Graz. Bedingt durch den sich immer stärker entwickelnden Individualverkehr der Wirtschaftswunderzeit fiel die jährliche Beförderungszahl zunächst langsam, dann immer rascher auf ein Nachkriegstief von 34,5 Mio. im Jahr 1972. Dann erst setzte ein langsamer, 30 Jahre dauernder Anstieg ein, bis sich ab 2002 die Fahrgastzahlen auf rund 52 Mio. im Jahr einpendelten.

### Besonderheiten
Die Murgasse (zwischen Hauptplatz und Erzherzog-Johann-Brücke (vormals Hauptbrücke)) ist eine geringfügig gekurvte Engstelle, die um 2010 neu trassiert wurde und um 2020 mit einem 20-km/h-Geschwindigkeitslimit für die Straßenbahn versehen wurde.
Selbständige Gleistrassen bestehen (linienweise im Uhrzeigersinn) am Kaiser-Franz-Josef-Kai sowie zwischen Körnerstraße (Andritzer Maut) und Andritzer Hauptplatz; zwischen Kaiser-Josef-Platz und Leonhardstraße, ein Stück beim Hilmteich, weite Bereiche bis Mariatrost; in der Conrad-von-Hötzendorf-Straße und zwischen Stadion und Murpark; am Schönau- und Karlauergürtel, von der Lauzilgasse bis zum Nahverkehrsknoten Puntigam; im Reininhaus-Quartier; in der Eggenberger Allee.

### Vorfälle, Unfälle
Ein Kampagne, um 2005 initiiert von Vorständin Barbara Muhr führte zu sanfterem Verhalten von Straßenbahnführern und Buslenkern der GVB gegenüber anderen, insbesondere nichtmotorisierten, Verkehrsteilnehmern.
Nach einem tödlichen Unfall um 2020 in der engen Murgasse mit einer querenden, jungen Fußgängerin wurde hier ein 20 km/h-Tempolimit für die Straßenbahn eingeführt und eine Geschwindigkeitsmessstation (mit Tempoanzeige) für Fahrzeuge, die ostwärts einfahren.
Um 2023 wurde ein Radfahrer von der Straßenbahn längs der Conrad-von-Hötzendorfstraße getötet. Der junge Radler querte die Bimtrasse im Zuge der Brockmanngasse. Zum Aufstellen eines Fahrrades besteht zwischen Bimtrasse und Fahrbahn nur etwa 1,5 m lang Platz.

## Betrieb in der Gegenwart

### Linien
| Streckenlänge: | 11,2 km              |                                                           |                                                        |
| Spurweite: | 1435 mm (Normalspur) |                                                           |                                                        |
| Stromsystem: | 600 V =              |                                                           |                                                        |
| Streckengeschwindigkeit: | 70 km/h              |                                                           |                                                        |
| |                      |                                                           |                                                        |
| Streckenverlauf \| \| \| \| \| \| \| 0,0 \| Eggenberg/UKH \| 380 m ü. A. \| \| \| 0,4 \| Alt-Eggenberg \| 376 m ü. A. \| \| \| 0,8 \| Schloss Eggenberg \| 371 m ü. A. \| \| \| 1,2 \| Auster Sport- und Wellnessbad \| 369 m ü. A. \| \| \| 1,5 \| Vinzenzgasse \| 365 m ü. A. \| \| \| 1,7 \| Georgigasse \| 365 m ü. A. \| \| \| 2,0 \| zur Wendeschleife Laudongasse \| zur Wendeschleife Laudongasse \| \| \| \| (Laudongasse) \| 365 m ü. A. \| \| \| 2,2 \| Asperngasse (Zugang Hbf -) \| 365 m ü. A. \| \| \| 2,2 \| Smart City \| 365 m ü. A. \| \| \| 2,2 \| von Wendeschleife Laudongasse \| 364 m ü. A. \| \| \| 2,4 \| Reininghaus, Wetzelsdorf \| 364 m ü. A. \| \| \| 2,5 \| Köflacher Straße/PVA (Zugang ) \| 362 m ü. A. \| \| \| 2,7 \| Unterflurabschnitt Nahverkehrsdrehscheibe Hauptbahnhof \| Unterflurabschnitt Nahverkehrsdrehscheibe Hauptbahnhof \| \| \| 2,7 \| Südbahn und Graz-Köflacher Eisenbahn/Graz Hbf \| 364 m ü. A. \| \| \| 2,9 \| Hauptbahnhof - \| 357 m ü. A. \| \| \| 3,3 \| Esperantoplatz/Arbeiterkammer \| 355 m ü. A. \| \| \| 3,6 \| Roseggerhaus \| 351 m ü. A. \| \| \| \| Mühlgang rechts \| \| \| \| 3,8 \| Neubau Entlastungsstrecke (Fertigstellung 2025) \| 350 m ü. A. \| \| \| 4,0 \| Südtirolerplatz/Kunsthaus \| 350 m ü. A. \| \| \| 4,1 \| Mur Erzherzog-Johann-Brücke \| 351 m ü. A. \| \| \| 4,3 \| Andritz \| 350 m ü. A. \| \| \| 4,4 \| Hauptplatz-Congress \| 350 m ü. A. \| \| \| 4,8 \| Liebenau/Murpark, Puntigam \| 350 m ü. A. \| \| \| 4,9 \| Krenngasse, St. Peter, Wendeschleife Steirerhof \| 351 m ü. A. \| \| \| 4,9 \| Jakominiplatz \| 351 m ü. A. \| \| \| 5,0 \| von Wendeschleife Johanneumring/Neubau Entlastungsstrecke \| 352 m ü. A. \| \| \| 5,0 \| von Krenngasse und von St. Peter \| 352 m ü. A. \| \| \| 5,0 \| von Wendeschleife Steirerhof \| 352 m ü. A. \| \| \| 5,3 \| Kaiser-Josef-Platz/Oper \| 355 m ü. A. \| \| \| 5,6 \| Hist. Linie 2 (bis 1971) \| Hist. Linie 2 (bis 1971) \| \| \| 5,6 \| Maiffredygasse \| 358 m ü. A. \| \| \| 5,9 \| Lichtenfelsgasse/Kunstuniversität \| 360 m ü. A. \| \| \| 6,2 \| Merangasse \| 364 m ü. A. \| \| \| 6,4 \| Reiterkaserne \| 367 m ü. A. \| \| \| 6,5 \| LKH MED UNI/Klinikum Nord \| LKH MED UNI/Klinikum Nord \| \| \| 6,6 \| Tegetthoffplatz \| 367 m ü. A. \| \| \| 6,9 \| Lenaugasse \| 369 m ü. A. \| \| \| 7,3 \| von Wendeschleife Hilmteich \| 374 m ü. A. \| \| \| 7,4 \| Hilmteich/Botanischer Garten \| 375 m ü. A. \| \| \| 7,4 \| zur Wendeschleife Hilmteich \| 375 m ü. A. \| \| \| 7,8 \| Schönbrunngasse \| 379 m ü. A. \| \| \| 8,2 \| Mariagrün \| 384 m ü. A. \| \| \| 8,8 \| Kroisbach \| 389 m ü. A. \| \| \| 9,3 \| St. Johann \| 394 m ü. A. \| \| \| 9,8 \| Rettenbach \| 400 m ü. A. \| \| \| 10,0 \| Wagnesweg \| 403 m ü. A. \| \| \| 10,2 \| Waldhof/Rettenbachklamm \| 405 m ü. A. \| \| \| 10,6 \| Teichhof \| 412 m ü. A. \| \| \| 10,9 \| Tannhof \| 415 m ü. A. \| \| \| 11,0 \| von Wendeschleife Mariatrost \| von Wendeschleife Mariatrost \| \| \| 11,2 \| Mariatrost \| 417 m ü. A. \| \| \| \| zur Wendeschleife Mariatrost \| \| \| \| \| Tramway Museum Graz \| 418 m ü. A. \| \| Altstadtbim: Freifahrt in diesem Streckenabschnitt \| \| \| \| \| eingleisig/Gleisverschlingung mit Ausweichen \| \| \| \| |                      |                                                           |                                                        |
| |                      |                                                           |                                                        |
| | 0,0                  | Eggenberg/UKH                                             | 380 m ü. A.                                            |
| U-Bahn-Haltepunkt / Haltestelle | 0,4                  | Alt-Eggenberg                                             | 376 m ü. A.                                            |
| U-Bahn-Haltepunkt / Haltestelle | 0,8                  | Schloss Eggenberg                                         | 371 m ü. A.                                            |
| U-Bahn-Haltepunkt / Haltestelle | 1,2                  | Auster Sport- und Wellnessbad                             | 369 m ü. A.                                            |
| U-Bahn-Haltepunkt / Haltestelle | 1,5                  | Vinzenzgasse                                              | 365 m ü. A.                                            |
| U-Bahn-Haltepunkt / Haltestelle | 1,7                  | Georgigasse                                               | 365 m ü. A.                                            |
| U-Bahn-Strecke von links · U-Bahn-Abzweig geradeaus und von rechts | 2,0                  | zur Wendeschleife Laudongasse                             | zur Wendeschleife Laudongasse                          |
| U-Bahn-Haltepunkt / Haltestelle · U-Bahn-Strecke |                      | (Laudongasse)                                             | 365 m ü. A.                                            |
| U-Bahn-Strecke · U-Bahn-Haltepunkt / Haltestelle | 2,2                  | Asperngasse (Zugang Hbf -)                                | 365 m ü. A.                                            |
| U-Bahn-Strecke · U-Bahn-Abzweig geradeaus und von links | 2,2                  | Smart City                                                | 365 m ü. A.                                            |
| U-Bahn-Strecke nach links · U-Bahn-Abzweig geradeaus und von rechts | 2,2                  | von Wendeschleife Laudongasse                             | 364 m ü. A.                                            |
| U-Bahn-Abzweig geradeaus, nach rechts und von rechts | 2,4                  | Reininghaus, Wetzelsdorf                                  | 364 m ü. A.                                            |
| U-Bahn-Haltepunkt / Haltestelle | 2,5                  | Köflacher Straße/PVA (Zugang )                            | 362 m ü. A.                                            |
| U-Bahn-Tunnelanfang | 2,7                  | Unterflurabschnitt Nahverkehrsdrehscheibe Hauptbahnhof    | Unterflurabschnitt Nahverkehrsdrehscheibe Hauptbahnhof |
| U-Bahn-Kreuzung (im Tunnel) | 2,7                  | Südbahn und Graz-Köflacher Eisenbahn/Graz Hbf             | 364 m ü. A.                                            |
| U-Bahn-Bahnhof Tunnelende | 2,9                  | Hauptbahnhof -                                            | 357 m ü. A.                                            |
| U-Bahn-Haltepunkt / Haltestelle | 3,3                  | Esperantoplatz/Arbeiterkammer                             | 355 m ü. A.                                            |
| U-Bahn-Haltepunkt / Haltestelle | 3,6                  | Roseggerhaus                                              | 351 m ü. A.                                            |
| |                      | Mühlgang rechts                                           |                                                        |
| U-Bahn-Strecke von links (außer Betrieb) · U-Bahn-Abzweig geradeaus und ehemals nach rechts | 3,8                  | Neubau Entlastungsstrecke (Fertigstellung 2025)           | 350 m ü. A.                                            |
| U-Bahn-Haltepunkt / Haltestelle | 4,0                  | Südtirolerplatz/Kunsthaus                                 | 350 m ü. A.                                            |
| U-Bahn-Brücke über Wasserlauf | 4,1                  | Mur Erzherzog-Johann-Brücke                               | 351 m ü. A.                                            |
| U-Bahn-Abzweig geradeaus und von links | 4,3                  | Andritz                                                   | 350 m ü. A.                                            |
| U-Bahn-Bahnhof | 4,4                  | Hauptplatz-Congress                                       | 350 m ü. A.                                            |
| U-Bahn-Abzweig geradeaus und nach rechts | 4,8                  | Liebenau/Murpark, Puntigam                                | 350 m ü. A.                                            |
| U-Bahn-Abzweig geradeaus und nach rechts | 4,9                  | Krenngasse, St. Peter, Wendeschleife Steirerhof           | 351 m ü. A.                                            |
| U-Bahn-Bahnhof | 4,9                  | Jakominiplatz                                             | 351 m ü. A.                                            |
| U-Bahn-Abzweig geradeaus und von rechts | 5,0                  | von Wendeschleife Johanneumring/Neubau Entlastungsstrecke | 352 m ü. A.                                            |
| U-Bahn-Abzweig geradeaus und nach rechts | 5,0                  | von Krenngasse und von St. Peter                          | 352 m ü. A.                                            |
| U-Bahn-Abzweig geradeaus und nach rechts | 5,0                  | von Wendeschleife Steirerhof                              | 352 m ü. A.                                            |
| U-Bahn-Haltepunkt / Haltestelle | 5,3                  | Kaiser-Josef-Platz/Oper                                   | 355 m ü. A.                                            |
| U-Bahn-Abzweig geradeaus und ehemals nach links | 5,6                  | Hist. Linie 2 (bis 1971)                                  | Hist. Linie 2 (bis 1971)                               |
| U-Bahn-Haltepunkt / Haltestelle | 5,6                  | Maiffredygasse                                            | 358 m ü. A.                                            |
| U-Bahn-Haltepunkt / Haltestelle | 5,9                  | Lichtenfelsgasse/Kunstuniversität                         | 360 m ü. A.                                            |
| U-Bahn-Haltepunkt / Haltestelle | 6,2                  | Merangasse                                                | 364 m ü. A.                                            |
| U-Bahn-Haltepunkt / Haltestelle | 6,4                  | Reiterkaserne                                             | 367 m ü. A.                                            |
| U-Bahn-Abzweig geradeaus und nach rechts | 6,5                  | LKH MED UNI/Klinikum Nord                                 | LKH MED UNI/Klinikum Nord                              |
| U-Bahn-Haltepunkt / Haltestelle | 6,6                  | Tegetthoffplatz                                           | 367 m ü. A.                                            |
| U-Bahn-Haltepunkt / Haltestelle | 6,9                  | Lenaugasse                                                | 369 m ü. A.                                            |
| U-Bahn-Abzweig geradeaus und nach links · U-Bahn-Strecke von rechts | 7,3                  | von Wendeschleife Hilmteich                               | 374 m ü. A.                                            |
| U-Bahn-Haltepunkt / Haltestelle · U-Bahn-Strecke | 7,4                  | Hilmteich/Botanischer Garten                              | 375 m ü. A.                                            |
| U-Bahn-Abzweig geradeaus und nach links · U-Bahn-Strecke nach rechts | 7,4                  | zur Wendeschleife Hilmteich                               | 375 m ü. A.                                            |
| U-Bahn-Haltepunkt / Haltestelle | 7,8                  | Schönbrunngasse                                           | 379 m ü. A.                                            |
| U-Bahn-Haltepunkt / Haltestelle | 8,2                  | Mariagrün                                                 | 384 m ü. A.                                            |
| U-Bahn-Haltepunkt / Haltestelle | 8,8                  | Kroisbach                                                 | 389 m ü. A.                                            |
| U-Bahn-Haltepunkt / Haltestelle | 9,3                  | St. Johann                                                | 394 m ü. A.                                            |
| U-Bahn-Haltepunkt / Haltestelle | 9,8                  | Rettenbach                                                | 400 m ü. A.                                            |
| U-Bahn-Haltepunkt / Haltestelle | 10,0                 | Wagnesweg                                                 | 403 m ü. A.                                            |
| U-Bahn-Haltepunkt / Haltestelle | 10,2                 | Waldhof/Rettenbachklamm                                   | 405 m ü. A.                                            |
| U-Bahn-Haltepunkt / Haltestelle | 10,6                 | Teichhof                                                  | 412 m ü. A.                                            |
| U-Bahn-Haltepunkt / Haltestelle | 10,9                 | Tannhof                                                   | 415 m ü. A.                                            |
| U-Bahn-Abzweig geradeaus und nach links · U-Bahn-Strecke von rechts | 11,0                 | von Wendeschleife Mariatrost                              | von Wendeschleife Mariatrost                           |
| U-Bahn-Bahnhof · U-Bahn-Strecke | 11,2                 | Mariatrost                                                | 417 m ü. A.                                            |
| U-Bahn-Abzweig geradeaus und nach links · U-Bahn-Strecke nach rechts |                      | zur Wendeschleife Mariatrost                              | zur Wendeschleife Mariatrost                           |
| U-Bahn-Betriebs-/Güterbahnhof Streckenende |                      | Tramway Museum Graz                                       | 418 m ü. A.                                            |
| Altstadtbim: Freifahrt in diesem Streckenabschnitt |                      |                                                           |                                                        |
| eingleisig/Gleisverschlingung mit Ausweichen |                      |                                                           |                                                        |

Stand: 30.11.2024
| Streckenlänge: | 6,5 km               |                                         |                             |
| Spurweite: | 1435 mm (Normalspur) |                                         |                             |
| Stromsystem: | 600 V =              |                                         |                             |
| Streckengeschwindigkeit: | 70 km/h              |                                         |                             |
| |                      |                                         |                             |
| Streckenverlauf \| \| \| \| \| \| \| 0,0 \| Andritz \| 363 m ü. A. \| \| \| 0,4 \| Grazer Straße \| 360 m ü. A. \| \| \| 0,8 \| Grabenstraße \| 358 m ü. A. \| \| \| 1,0 \| Maut Andritz \| 358 m ü. A. \| \| \| 1,5 \| Robert-Stolz-Gasse \| 357 m ü. A. \| \| \| 1,8 \| Carnerigasse \| 355 m ü. A. \| \| \| 2,1 \| Seniorenzentrum \| 354 m ü. A. \| \| \| 2,4 \| Hasnerplatz/Pädagog. Hochsch./tim \| 352 m ü. A. \| \| \| 2,7 \| Lange Gasse \| 351 m ü. A. \| \| \| 3,1 \| Keplerbrücke \| 352 m ü. A. \| \| \| 3,4 \| Schloßbergbahn \| 353 m ü. A. \| \| \| 3,6 \| Schloßbergplatz/Murinsel Schloßberglift \| 351 m ü. A. \| \| \| 3,8 \| Hauptbahnhof \| 350 m ü. A. \| \| \| 3,9 \| Hauptplatz-Congress \| 350 m ü. A. \| \| \| \| Wendeschleife Radetzkyspitz \| \| \| \| 4,7 \| Murpark, Puntigam \| Murpark, Puntigam \| \| \| \| \| \| \| \| 0,0/4,8 \| Jakominiplatz \| 352 m ü. A. \| \| \| \| \| \| \| \| 0,0/4,8 \| Mariatrost LKH MED UNI/Klinikum Nord \| 352 m ü. A. \| \| \| 0,1/4,9 \| Wendeschleife Steirerhof \| 352 m ü. A. \| \| \| 0,4/5,2 \| St. Peter \| 354 m ü. A. \| \| \| 0,4/5,2 \| Dietrichsteinplatz \| 354 m ü. A. \| \| \| 0,7/5,5 \| Mandellstraße \| 357 m ü. A. \| \| \| 0,9/5,7 \| Rechbauerstraße \| 360 m ü. A. \| \| \| 1,2/6,0 \| Herz-Jesu-Kirche \| 361 m ü. A. \| \| \| 1,5/6,3 \| Schillerplatz \| 365 m ü. A. \| \| \| 1,7/6,5 \| Krenngasse \| 365 m ü. A. \| \| \| \| \| \| \| Altstadtbim: Freifahrt in diesem Streckenabschnitt \| \| \| \| \| Doppelte km-Auszeichnung ab Jakominiplatz: Linie \| \| \| \| |                      |                                         |                             |
| |                      |                                         |                             |
| U-Bahn-Kopfbahnhof Streckenanfang | 0,0                  | Andritz                                 | 363 m ü. A.                 |
| U-Bahn-Haltepunkt / Haltestelle | 0,4                  | Grazer Straße                           | 360 m ü. A.                 |
| | 0,8                  | Grabenstraße                            | 358 m ü. A.                 |
| U-Bahn-Haltepunkt / Haltestelle | 1,0                  | Maut Andritz                            | 358 m ü. A.                 |
| U-Bahn-Haltepunkt / Haltestelle | 1,5                  | Robert-Stolz-Gasse                      | 357 m ü. A.                 |
| U-Bahn-Haltepunkt / Haltestelle | 1,8                  | Carnerigasse                            | 355 m ü. A.                 |
| U-Bahn-Haltepunkt / Haltestelle | 2,1                  | Seniorenzentrum                         | 354 m ü. A.                 |
| U-Bahn-Haltepunkt / Haltestelle | 2,4                  | Hasnerplatz/Pädagog. Hochsch./tim       | 352 m ü. A.                 |
| U-Bahn-Haltepunkt / Haltestelle | 2,7                  | Lange Gasse                             | 351 m ü. A.                 |
| U-Bahn-Haltepunkt / Haltestelle | 3,1                  | Keplerbrücke                            | 352 m ü. A.                 |
| U-Bahn-Haltepunkt / Haltestelle | 3,4                  | Schloßbergbahn                          | 353 m ü. A.                 |
| U-Bahn-Haltepunkt / Haltestelle | 3,6                  | Schloßbergplatz/Murinsel Schloßberglift | 351 m ü. A.                 |
| U-Bahn-Abzweig geradeaus und von rechts | 3,8                  | Hauptbahnhof                            | 350 m ü. A.                 |
| U-Bahn-Bahnhof | 3,9                  | Hauptplatz-Congress                     | 350 m ü. A.                 |
| U-Bahn-Strecke |                      | Wendeschleife Radetzkyspitz             | Wendeschleife Radetzkyspitz |
| U-Bahn-Kreuzung links und rechts · U-Bahn-Abzweig geradeaus und nach rechts | 4,7                  | Murpark, Puntigam                       | Murpark, Puntigam           |
| U-Bahn-Strecke · U-Bahn-Abzweig geradeaus und nach links · U-Bahn-Strecke von rechts |                      |                                         |                             |
| U-Bahn-Bahnhof · U-Bahn-Bahnhof · U-Bahn-Bahnhof | 0,0/4,8              | Jakominiplatz                           | 352 m ü. A.                 |
| U-Bahn-Strecke nach links · U-Bahn-Abzweig geradeaus, von links und von rechts · U-Bahn-Abzweig geradeaus und nach rechts |                      |                                         |                             |
| U-Bahn-Kreuzung · U-Bahn-Abzweig quer und nach links | 0,0/4,8              | Mariatrost LKH MED UNI/Klinikum Nord    | 352 m ü. A.                 |
| U-Bahn-Abzweig geradeaus und nach links | 0,1/4,9              | Wendeschleife Steirerhof                | 352 m ü. A.                 |
| U-Bahn-Abzweig geradeaus und nach rechts | 0,4/5,2              | St. Peter                               | 354 m ü. A.                 |
| U-Bahn-Haltepunkt / Haltestelle | 0,4/5,2              | Dietrichsteinplatz                      | 354 m ü. A.                 |
| U-Bahn-Haltepunkt / Haltestelle | 0,7/5,5              | Mandellstraße                           | 357 m ü. A.                 |
| U-Bahn-Haltepunkt / Haltestelle | 0,9/5,7              | Rechbauerstraße                         | 360 m ü. A.                 |
| U-Bahn-Haltepunkt / Haltestelle | 1,2/6,0              | Herz-Jesu-Kirche                        | 361 m ü. A.                 |
| U-Bahn-Haltepunkt / Haltestelle | 1,5/6,3              | Schillerplatz                           | 365 m ü. A.                 |
| U-Bahn-Kopfbahnhof Streckenende | 1,7/6,5              | Krenngasse                              | 365 m ü. A.                 |
| |                      |                                         |                             |
| Altstadtbim: Freifahrt in diesem Streckenabschnitt |                      |                                         |                             |
| Doppelte km-Auszeichnung ab Jakominiplatz: Linie |                      |                                         |                             |

| Streckenlänge: | ~8,5 km              |                                                         |             |
| Spurweite: | 1435 mm (Normalspur) |                                                         |             |
| Stromsystem: | 600 V =              |                                                         |             |
| Streckengeschwindigkeit: | 70 km/h              |                                                         |             |
| |                      |                                                         |             |
| Streckenverlauf \| \| \| \| \| \| \| 0,0 \| Reininghaus \| 358 m ü. A. \| \| \| 0,3 \| Jochen-Rindt-Platz \| 360 m ü. A. \| \| \| 0,8 \| Reininghauspark/tim \| 364 m ü. A. \| \| \| 1,1 \| Reininghausstraße \| 365 m ü. A. \| \| \| 1,3 \| Graz-Köflacher Eisenbahn \| 360 m ü. A. \| \| \| 1,8 \| Wetzelsdorf \| 365 m ü. A. \| \| \| 1,8 \| Alte Poststraße \| 365 m ü. A. \| \| \| 1,9 \| Remise 3 (Alte Poststraße) \| 364 m ü. A. \| \| \| 2,0 \| Eggenberger Straße \| 364 m ü. A. \| \| \| 2,2 \| Eggenberg/UKH, Smart City \| 364 m ü. A. \| \| \| 2,3 \| Köflacher Gasse/PVA \| 364 m ü. A. \| \| \| 2,4 \| Unterflurabschnitt Nahverkehrsdrehscheibe Hauptbahnhof \| 361 m ü. A. \| \| \| 2,4 \| Südbahn und Graz-Köflacher Eisenbahn/Graz Hbf \| 360 m ü. A. \| \| \| 2,6 \| Hauptbahnhof - \| 357 m ü. A. \| \| \| 3,0 \| Esperantoplatz/Arbeiterkammer \| 357 m ü. A. \| \| \| 3,3 \| Roseggerhaus \| 355 m ü. A. \| \| \| 3,5 \| Neubau Entlastungsstrecke (Fertigstellung 2025) \| 351 m ü. A. \| \| \| 3,7 \| Südtirolerplatz/Kunsthaus \| 354 m ü. A. \| \| \| 3,8 \| Mur Erzherzog-Johann-Brücke \| 353 m ü. A. \| \| \| 4,0 \| Andritz \| 357 m ü. A. \| \| \| 4,0 \| Hauptplatz-Congress \| 357 m ü. A. \| \| \| 4,4 \| in östliche Richtungen \| 353 m ü. A. \| \| \| 4,5 \| Jakominiplatz \| 354 m ü. A. \| \| \| 4,5 \| Ws. Johanneumring/Entlastungsstrecke und Ws. Steirerhof \| 354 m ü. A. \| \| \| 4,6 \| Gleisverschlingung Jakoministraße \| 355 m ü. A. \| \| \| 5,0 \| Finanzamt \| 351 m ü. A. \| \| \| 5,2 \| Steyrergasse \| 350 m ü. A. \| \| \| 5,2 \| Remise 1 (Steyrergasse) \| 350 m ü. A. \| \| \| 5,2 \| Steyrergasse \| 349 m ü. A. \| \| \| 5,4 \| Jakominigürtel/tim \| 349 m ü. A. \| \| \| 5,4 \| Puntigam \| 348 m ü. A. \| \| \| 5,6 \| Stadthalle \| 347 m ü. A. \| \| \| 5,7 \| Fröhlichgasse/Messe \| 345 m ü. A. \| \| \| 6,0 \| Ostbahnhof \| 346 m ü. A. \| \| \| 6,4 \| Jauerburggasse \| 345 m ü. A. \| \| \| 6,8 \| Wendeschleife Station Liebenau \| 343 m ü. A. \| \| \| 6,8 \| Stadion Liebenau/Bertha v. Suttner Platz \| 343 m ü. A. \| \| \| 6,8 \| Wendeschleife Station Liebenau \| 343 m ü. A. \| \| \| 6,8 \| Stadion Liebenau/Bertha v. Suttner Platz \| 344 m ü. A. \| \| \| 7,2 \| Dr.-Lister-Gasse \| 349 m ü. A. \| \| \| 7,6 \| Karl-Huber-Gasse \| 351 m ü. A. \| \| \| 7,9 \| P+R MURPARK \| 345 m ü. A. \| \| \| 8,0 \| \| \| \| \| 8,5 \| Liebenau/MURPARK \| 347 m ü. A. \| \| \| \| \| \| \| Altstadtbim: Freifahrt in diesem Streckenabschnitt \| \| \| \| |                      |                                                         |             |
| |                      |                                                         |             |
| U-Bahn-Kopfbahnhof Streckenanfang | 0,0                  | Reininghaus                                             | 358 m ü. A. |
| U-Bahn-Haltepunkt / Haltestelle | 0,3                  | Jochen-Rindt-Platz                                      | 360 m ü. A. |
| U-Bahn-Haltepunkt / Haltestelle | 0,8                  | Reininghauspark/tim                                     | 364 m ü. A. |
| U-Bahn-Haltepunkt / Haltestelle | 1,1                  | Reininghausstraße                                       | 365 m ü. A. |
| U-Bahn-Kreuzung mit Eisenbahn geradeaus unten | 1,3                  | Graz-Köflacher Eisenbahn                                | 360 m ü. A. |
| U-Bahn-Abzweig geradeaus und von links | 1,8                  | Wetzelsdorf                                             | 365 m ü. A. |
| U-Bahn-Haltepunkt / Haltestelle | 1,8                  | Alte Poststraße                                         | 365 m ü. A. |
| U-Bahn-Abzweig geradeaus, nach links und von links | 1,9                  | Remise 3 (Alte Poststraße)                              | 364 m ü. A. |
| U-Bahn-Bahnhof | 2,0                  | Eggenberger Straße                                      | 364 m ü. A. |
| U-Bahn-Abzweig geradeaus, nach links und von links | 2,2                  | Eggenberg/UKH, Smart City                               | 364 m ü. A. |
| U-Bahn-Haltepunkt / Haltestelle | 2,3                  | Köflacher Gasse/PVA                                     | 364 m ü. A. |
| U-Bahn-Tunnelanfang | 2,4                  | Unterflurabschnitt Nahverkehrsdrehscheibe Hauptbahnhof  | 361 m ü. A. |
| U-Bahn-Kreuzung (im Tunnel) | 2,4                  | Südbahn und Graz-Köflacher Eisenbahn/Graz Hbf           | 360 m ü. A. |
| | 2,6                  | Hauptbahnhof -                                          | 357 m ü. A. |
| U-Bahn-Haltepunkt / Haltestelle | 3,0                  | Esperantoplatz/Arbeiterkammer                           | 357 m ü. A. |
| U-Bahn-Haltepunkt / Haltestelle | 3,3                  | Roseggerhaus                                            | 355 m ü. A. |
| U-Bahn-Abzweig geradeaus und ehemals nach rechts | 3,5                  | Neubau Entlastungsstrecke (Fertigstellung 2025)         | 351 m ü. A. |
| U-Bahn-Haltepunkt / Haltestelle | 3,7                  | Südtirolerplatz/Kunsthaus                               | 354 m ü. A. |
| U-Bahn-Brücke über Wasserlauf | 3,8                  | Mur Erzherzog-Johann-Brücke                             | 353 m ü. A. |
| U-Bahn-Abzweig geradeaus und von links | 4,0                  | Andritz                                                 | 357 m ü. A. |
| U-Bahn-Bahnhof | 4,0                  | Hauptplatz-Congress                                     | 357 m ü. A. |
| U-Bahn-Abzweig geradeaus und nach links | 4,4                  | in östliche Richtungen                                  | 353 m ü. A. |
| U-Bahn-Bahnhof | 4,5                  | Jakominiplatz                                           | 354 m ü. A. |
| U-Bahn-Kreuzung rechts | 4,5                  | Ws. Johanneumring/Entlastungsstrecke und Ws. Steirerhof | 354 m ü. A. |
| U-Bahn-Überleitstelle / Spurwechsel | 4,6                  | Gleisverschlingung Jakoministraße                       | 355 m ü. A. |
| U-Bahn-Haltepunkt / Haltestelle | 5,0                  | Finanzamt                                               | 351 m ü. A. |
| U-Bahn-Bahnhof | 5,2                  | Steyrergasse                                            | 350 m ü. A. |
| U-Bahn-Abzweig geradeaus, nach rechts und von rechts | 5,2                  | Remise 1 (Steyrergasse)                                 | 350 m ü. A. |
| U-Bahn-Bahnhof | 5,2                  | Steyrergasse                                            | 349 m ü. A. |
| U-Bahn-Haltepunkt / Haltestelle | 5,4                  | Jakominigürtel/tim                                      | 349 m ü. A. |
| U-Bahn-Abzweig geradeaus und nach rechts | 5,4                  | Puntigam                                                | 348 m ü. A. |
| U-Bahn-Haltepunkt / Haltestelle | 5,6                  | Stadthalle                                              | 347 m ü. A. |
| U-Bahn-Haltepunkt / Haltestelle | 5,7                  | Fröhlichgasse/Messe                                     | 345 m ü. A. |
| U-Bahn-Haltepunkt / Haltestelle | 6,0                  | Ostbahnhof                                              | 346 m ü. A. |
| U-Bahn-Haltepunkt / Haltestelle | 6,4                  | Jauerburggasse                                          | 345 m ü. A. |
| U-Bahn-Abzweig geradeaus und nach links · U-Bahn-Strecke von rechts | 6,8                  | Wendeschleife Station Liebenau                          | 343 m ü. A. |
| U-Bahn-Bahnhof · U-Bahn-Strecke | 6,8                  | Stadion Liebenau/Bertha v. Suttner Platz                | 343 m ü. A. |
| U-Bahn-Abzweig geradeaus und nach links · U-Bahn-Strecke nach rechts | 6,8                  | Wendeschleife Station Liebenau                          | 343 m ü. A. |
| U-Bahn-Bahnhof | 6,8                  | Stadion Liebenau/Bertha v. Suttner Platz                | 344 m ü. A. |
| U-Bahn-Haltepunkt / Haltestelle | 7,2                  | Dr.-Lister-Gasse                                        | 349 m ü. A. |
| U-Bahn-Haltepunkt / Haltestelle | 7,6                  | Karl-Huber-Gasse                                        | 351 m ü. A. |
| U-Bahn-Haltepunkt / Haltestelle | 7,9                  | P+R MURPARK                                             | 345 m ü. A. |
| U-Bahn-Strecke von rechts | 8,0                  |                                                         |             |
| U-Bahn-Bahnhof links · U-Bahn-Bahnhof rechts | 8,5                  | Liebenau/MURPARK                                        | 347 m ü. A. |
| |                      |                                                         |             |
| Altstadtbim: Freifahrt in diesem Streckenabschnitt |                      |                                                         |             |

| Streckenlänge: | ~9,8 km              |                                            |                                            |
| Spurweite: | 1435 mm (Normalspur) |                                            |                                            |
| Stromsystem: | 600 V =              |                                            |                                            |
| Streckengeschwindigkeit: | 70 km/h              |                                            |                                            |
| |                      |                                            |                                            |
| Streckenverlauf \| \| \| \| \| \| \| 0,0 \| Andritz \| 365 m ü. A. \| \| \| 0,4 \| Grazerstrasse \| 362 m ü. A. \| \| \| 0,8 \| Grabenstraße \| 360 m ü. A. \| \| \| 1,0 \| Maut Andritz \| 360 m ü. A. \| \| \| 1,5 \| Robert-Stolz-Gasse \| 358 m ü. A. \| \| \| 1,8 \| Carnerigasse \| 357 m ü. A. \| \| \| 2,1 \| Seniorenzentrum \| 356 m ü. A. \| \| \| 2,4 \| Hasnerplatz/Pädagog. Hochsch./tim \| 354 m ü. A. \| \| \| 2,7 \| Lange Gasse \| 353 m ü. A. \| \| \| 3,1 \| Keplerbrücke \| 357 m ü. A. \| \| \| 3,4 \| Schloßbergbahn \| 363 m ü. A. \| \| \| 3,6 \| Schloßbergplatz/Murinsel Schloßberglift \| 366 m ü. A. \| \| \| 3,8 \| Hauptbahnhof \| 357 m ü. A. \| \| \| 3,9 \| Hauptplatz-Congress \| 357 m ü. A. \| \| \| 4,7 \| in östliche Richtungen \| in östliche Richtungen \| \| \| 4,8 \| Jakominiplatz \| 353 m ü. A. \| \| \| 4,8 \| Wendeschleife Radetzkyspitz und Steirerhof \| Wendeschleife Radetzkyspitz und Steirerhof \| \| \| 4,9 \| Gleisverschlingung Jakoministraße \| Gleisverschlingung Jakoministraße \| \| \| 5,2 \| Finanzamt \| 349 m ü. A. \| \| \| 5,4 \| Steyrergasse \| 348 m ü. A. \| \| \| 5,4 \| Remise I und II (Steyrergasse) \| Remise I und II (Steyrergasse) \| \| \| 5,4 \| Steyrergasse \| 348 m ü. A. \| \| \| 5,6 \| Jakominigürtel/tim \| 346 m ü. A. \| \| \| 5,6 \| Liebenau \| Liebenau \| \| \| 6,0 \| Josefkirche \| 346 m ü. A. \| \| \| 6,2 \| Neuholdaugasse-Augartenbad \| 345 m ü. A. \| \| \| 6,3 \| Mur Bertha von Suttner-Brücke \| Mur Bertha von Suttner-Brücke \| \| \| 6,4 \| Karlauergürtel \| 346 m ü. A. \| \| \| 6,6 \| Steirische Ostbahn \| Steirische Ostbahn \| \| \| 7,0 \| Puchstraße \| 344 m ü. A. \| \| \| 7,3 \| Dornschneidergasse \| 343 m ü. A. \| \| \| 7,7 \| Lauzilgasse \| 344 m ü. A. \| \| \| 7,9 \| Wendeschleife Zentralfriedhof \| Wendeschleife Zentralfriedhof \| \| \| 7,9 \| Zentralfriedhof \| 346 m ü. A. \| \| \| 8,3 \| Plachelhofstraße \| 346 m ü. A. \| \| \| 8,8 \| Maut Puntigam \| 348 m ü. A. \| \| \| 9,3 \| Brauquartier/tim \| 348 m ü. A. \| \| \| 9,5 \| Brauhaus Puntigam \| 347 m ü. A. \| \| \| 9,5 \| Triester Straße \| Triester Straße \| \| \| 9,7 \| Südbahn \| Südbahn \| \| \| 9,8 \| Puntigam \| 341 m ü. A. \| \| \| \| \| \| \| Altstadtbim: Freifahrt in diesem Streckenabschnitt \| \| \| \| |                      |                                            |                                            |
| |                      |                                            |                                            |
| U-Bahn-Kopfbahnhof Streckenanfang | 0,0                  | Andritz                                    | 365 m ü. A.                                |
| U-Bahn-Haltepunkt / Haltestelle | 0,4                  | Grazerstrasse                              | 362 m ü. A.                                |
| | 0,8                  | Grabenstraße                               | 360 m ü. A.                                |
| U-Bahn-Haltepunkt / Haltestelle | 1,0                  | Maut Andritz                               | 360 m ü. A.                                |
| U-Bahn-Haltepunkt / Haltestelle | 1,5                  | Robert-Stolz-Gasse                         | 358 m ü. A.                                |
| U-Bahn-Haltepunkt / Haltestelle | 1,8                  | Carnerigasse                               | 357 m ü. A.                                |
| U-Bahn-Haltepunkt / Haltestelle | 2,1                  | Seniorenzentrum                            | 356 m ü. A.                                |
| U-Bahn-Haltepunkt / Haltestelle | 2,4                  | Hasnerplatz/Pädagog. Hochsch./tim          | 354 m ü. A.                                |
| U-Bahn-Haltepunkt / Haltestelle | 2,7                  | Lange Gasse                                | 353 m ü. A.                                |
| U-Bahn-Haltepunkt / Haltestelle | 3,1                  | Keplerbrücke                               | 357 m ü. A.                                |
| U-Bahn-Haltepunkt / Haltestelle | 3,4                  | Schloßbergbahn                             | 363 m ü. A.                                |
| U-Bahn-Haltepunkt / Haltestelle | 3,6                  | Schloßbergplatz/Murinsel Schloßberglift    | 366 m ü. A.                                |
| U-Bahn-Abzweig geradeaus und von rechts | 3,8                  | Hauptbahnhof                               | 357 m ü. A.                                |
| U-Bahn-Bahnhof | 3,9                  | Hauptplatz-Congress                        | 357 m ü. A.                                |
| U-Bahn-Abzweig geradeaus und nach links · U-Bahn-Strecke von rechts | 4,7                  | in östliche Richtungen                     | in östliche Richtungen                     |
| U-Bahn-Bahnhof · U-Bahn-Bahnhof | 4,8                  | Jakominiplatz                              | 353 m ü. A.                                |
| U-Bahn-Kreuzung rechts · U-Bahn-Abzweig quer und nach links | 4,8                  | Wendeschleife Radetzkyspitz und Steirerhof | Wendeschleife Radetzkyspitz und Steirerhof |
| U-Bahn-Überleitstelle / Spurwechsel | 4,9                  | Gleisverschlingung Jakoministraße          | Gleisverschlingung Jakoministraße          |
| U-Bahn-Haltepunkt / Haltestelle | 5,2                  | Finanzamt                                  | 349 m ü. A.                                |
| U-Bahn-Bahnhof | 5,4                  | Steyrergasse                               | 348 m ü. A.                                |
| U-Bahn-Abzweig geradeaus, nach rechts und von rechts | 5,4                  | Remise I und II (Steyrergasse)             | Remise I und II (Steyrergasse)             |
| U-Bahn-Bahnhof | 5,4                  | Steyrergasse                               | 348 m ü. A.                                |
| U-Bahn-Haltepunkt / Haltestelle | 5,6                  | Jakominigürtel/tim                         | 346 m ü. A.                                |
| U-Bahn-Abzweig geradeaus und nach links | 5,6                  | Liebenau                                   | Liebenau                                   |
| U-Bahn-Haltepunkt / Haltestelle | 6,0                  | Josefkirche                                | 346 m ü. A.                                |
| U-Bahn-Haltepunkt / Haltestelle | 6,2                  | Neuholdaugasse-Augartenbad                 | 345 m ü. A.                                |
| U-Bahn-Brücke über Wasserlauf | 6,3                  | Mur Bertha von Suttner-Brücke              | Mur Bertha von Suttner-Brücke              |
| U-Bahn-Haltepunkt / Haltestelle | 6,4                  | Karlauergürtel                             | 346 m ü. A.                                |
| U-Bahn-Kreuzung mit Eisenbahn geradeaus unten | 6,6                  | Steirische Ostbahn                         | Steirische Ostbahn                         |
| U-Bahn-Haltepunkt / Haltestelle | 7,0                  | Puchstraße                                 | 344 m ü. A.                                |
| U-Bahn-Haltepunkt / Haltestelle | 7,3                  | Dornschneidergasse                         | 343 m ü. A.                                |
| U-Bahn-Haltepunkt / Haltestelle | 7,7                  | Lauzilgasse                                | 344 m ü. A.                                |
| U-Bahn-Strecke von links · U-Bahn-Abzweig geradeaus und nach rechts | 7,9                  | Wendeschleife Zentralfriedhof              | Wendeschleife Zentralfriedhof              |
| U-Bahn-Haltepunkt / Haltestelle | 7,9                  | Zentralfriedhof                            | 346 m ü. A.                                |
| U-Bahn-Haltepunkt / Haltestelle | 8,3                  | Plachelhofstraße                           | 346 m ü. A.                                |
| U-Bahn-Haltepunkt / Haltestelle | 8,8                  | Maut Puntigam                              | 348 m ü. A.                                |
| U-Bahn-Haltepunkt / Haltestelle | 9,3                  | Brauquartier/tim                           | 348 m ü. A.                                |
| U-Bahn-Haltepunkt / Haltestelle | 9,5                  | Brauhaus Puntigam                          | 347 m ü. A.                                |
| | 9,5                  | Triester Straße                            | Triester Straße                            |
| U-Bahn-Kreuzung mit Eisenbahn geradeaus unten | 9,7                  | Südbahn                                    | Südbahn                                    |
| U-Bahn-Kopfbahnhof Streckenende | 9,8                  | Puntigam                                   | 341 m ü. A.                                |
| |                      |                                            |                                            |
| Altstadtbim: Freifahrt in diesem Streckenabschnitt |                      |                                            |                                            |

| Streckenlänge: | ~8,2 km              |                                                          |                                                          |
| Spurweite: | 1435 mm (Normalspur) |                                                          |                                                          |
| Stromsystem: | 600 V =              |                                                          |                                                          |
| Streckengeschwindigkeit: | 70 km/h              |                                                          |                                                          |
| |                      |                                                          |                                                          |
| Streckenverlauf \| \| \| \| \| \| \| 0,0 \| Smart City/P.Tunner-Gasse/tim \| 366 m ü. A. \| \| \| 0,3 \| Nikolaus-Harnoncourt-Park \| 367 m ü. A. \| \| \| 0,5 \| Dreierschützengasse/H. List Halle \| 366 m ü. A. \| \| \| 0,8 \| Starhemberggasse \| 365 m ü. A. \| \| \| 1,2 \| Daungasse/Hauptbahnhof \| 364 m ü. A. \| \| \| \| Eggenberg/UKH und Wendeschleife Laudongasse \| \| \| \| \| Reininghaus, Wetzelsdorf \| 364 m ü. A. \| \| \| 1,6 \| Köflacher Straße/PVA (Zugang ) \| 362 m ü. A. \| \| \| 1,7 \| Unterflurabschnitt Nahverkehrsdrehscheibe Hauptbahnhof \| Unterflurabschnitt Nahverkehrsdrehscheibe Hauptbahnhof \| \| \| 1,7 \| Südbahn und Graz-Köflacher Eisenbahn/Graz Hbf \| 364 m ü. A. \| \| \| 1,9 \| Hauptbahnhof - \| 357 m ü. A. \| \| \| 2,4 \| Esperantoplatz/Arbeiterkammer \| 355 m ü. A. \| \| \| 2,8 \| Roseggerhaus \| 351 m ü. A. \| \| \| 3,0 \| Neubau Entlastungsstrecke Linie 16 (Fertigstellung 2025) \| Neubau Entlastungsstrecke Linie 16 (Fertigstellung 2025) \| \| \| \| (Belgiergasse) (Fertigstellung 2025) \| \| \| \| 3,2 \| Südtirolerplatz/Kunsthaus \| 350 m ü. A. \| \| \| 3,3 \| Mur Tegetthoffbrücke/Erzherzog-Johann-Brücke \| Mur Tegetthoffbrücke/Erzherzog-Johann-Brücke \| \| \| 3,5 \| Andritz \| Andritz \| \| \| 3,6 \| Hauptplatz-Congress \| 350 m ü. A. \| \| \| \| (Neutorgasse) (Fertigstellung 2025) \| \| \| \| \| Wendeschleife Radetzkyspitz \| \| \| \| 4,1 \| Liebenau/Murpark, Puntigam \| Liebenau/Murpark, Puntigam \| \| \| \| \| \| \| \| \| von Ws. Radetzkyspitz/Entlastungsstrecke \| \| \| \| 4,1 \| Jakominiplatz \| 352 m ü. A. \| \| \| \| \| \| \| \| 4,2 \| Wendeschleife Steirerhof \| Wendeschleife Steirerhof \| \| \| \| Mariatrost, St. Leonhard/LKH \| \| \| \| 4,5 \| Dietrichsteinplatz \| 354 m ü. A. \| \| \| \| Krenngasse \| \| \| \| 5,0 \| Neue Technik \| 351 m ü. A. \| \| \| 5,2 \| Münzgrabenkirche \| 352 m ü. A. \| \| \| 5,5 \| Moserhofgasse/Messe \| 353 m ü. A. \| \| \| 6,0 \| St. Peter Friedhof \| 359 m ü. A. \| \| \| 6,3 \| Schulzentrum St.Peter \| 361 m ü. A. \| \| \| \| Wendeschleife Schulzentrum St. Peter \| \| \| \| 6,4 \| Schulzentrum St.Peter \| 361 m ü. A. \| \| \| 6,4 \| Wende Linie (ab 2025) \| Wende Linie (ab 2025) \| \| \| 6,8 \| Plüddemanngasse \| 364 m ü. A. \| \| \| 7,1 \| Eisteichgasse \| 372 m ü. A. \| \| \| 7,4 \| Breitenweg \| 370 m ü. A. \| \| \| 7,7 \| Prof.-Franz-Spath-Ring \| 365 m ü. A. \| \| \| 8,2 \| St. Peter \| 372 m ü. A. \| \| \| \| \| \| \| Altstadtbim: Freifahrt in diesem Streckenabschnitt \| \| \| \| |                      |                                                          |                                                          |
| |                      |                                                          |                                                          |
| U-Bahn-Kopfbahnhof Streckenanfang | 0,0                  | Smart City/P.Tunner-Gasse/tim                            | 366 m ü. A.                                              |
| U-Bahn-Haltepunkt / Haltestelle | 0,3                  | Nikolaus-Harnoncourt-Park                                | 367 m ü. A.                                              |
| U-Bahn-Haltepunkt / Haltestelle | 0,5                  | Dreierschützengasse/H. List Halle                        | 366 m ü. A.                                              |
| U-Bahn-Haltepunkt / Haltestelle | 0,8                  | Starhemberggasse                                         | 365 m ü. A.                                              |
| U-Bahn-Haltepunkt / Haltestelle | 1,2                  | Daungasse/Hauptbahnhof                                   | 364 m ü. A.                                              |
| U-Bahn-Abzweig geradeaus und von rechts |                      | Eggenberg/UKH und Wendeschleife Laudongasse              | Eggenberg/UKH und Wendeschleife Laudongasse              |
| U-Bahn-Abzweig geradeaus, nach rechts und von rechts |                      | Reininghaus, Wetzelsdorf                                 | 364 m ü. A.                                              |
| U-Bahn-Haltepunkt / Haltestelle | 1,6                  | Köflacher Straße/PVA (Zugang )                           | 362 m ü. A.                                              |
| U-Bahn-Tunnelanfang | 1,7                  | Unterflurabschnitt Nahverkehrsdrehscheibe Hauptbahnhof   | Unterflurabschnitt Nahverkehrsdrehscheibe Hauptbahnhof   |
| U-Bahn-Kreuzung (im Tunnel) | 1,7                  | Südbahn und Graz-Köflacher Eisenbahn/Graz Hbf            | 364 m ü. A.                                              |
| U-Bahn-Bahnhof Tunnelende | 1,9                  | Hauptbahnhof -                                           | 357 m ü. A.                                              |
| U-Bahn-Haltepunkt / Haltestelle | 2,4                  | Esperantoplatz/Arbeiterkammer                            | 355 m ü. A.                                              |
| U-Bahn-Haltepunkt / Haltestelle | 2,8                  | Roseggerhaus                                             | 351 m ü. A.                                              |
| U-Bahn-Strecke von links (außer Betrieb) · U-Bahn-Abzweig geradeaus und ehemals nach rechts | 3,0                  | Neubau Entlastungsstrecke Linie 16 (Fertigstellung 2025) | Neubau Entlastungsstrecke Linie 16 (Fertigstellung 2025) |
| U-Bahn-Haltepunkt / Haltestelle (Strecke außer Betrieb) · U-Bahn-Strecke |                      | (Belgiergasse) (Fertigstellung 2025)                     | (Belgiergasse) (Fertigstellung 2025)                     |
| U-Bahn-Strecke (außer Betrieb) · U-Bahn-Haltepunkt / Haltestelle | 3,2                  | Südtirolerplatz/Kunsthaus                                | 350 m ü. A.                                              |
| U-Bahn-Brücke über Wasserlauf (Strecke außer Betrieb) · U-Bahn-Brücke über Wasserlauf | 3,3                  | Mur Tegetthoffbrücke/Erzherzog-Johann-Brücke             | Mur Tegetthoffbrücke/Erzherzog-Johann-Brücke             |
| U-Bahn-Strecke (außer Betrieb) · U-Bahn-Abzweig geradeaus und von links | 3,5                  | Andritz                                                  | Andritz                                                  |
| U-Bahn-Strecke (außer Betrieb) · U-Bahn-Bahnhof | 3,6                  | Hauptplatz-Congress                                      | 350 m ü. A.                                              |
| U-Bahn-Haltepunkt / Haltestelle (Strecke außer Betrieb) · U-Bahn-Strecke |                      | (Neutorgasse) (Fertigstellung 2025)                      | (Neutorgasse) (Fertigstellung 2025)                      |
| U-Bahn-Strecke |                      | Wendeschleife Radetzkyspitz                              | Wendeschleife Radetzkyspitz                              |
| U-Bahn-Kreuzung links und rechts · U-Bahn-Abzweig geradeaus und nach rechts | 4,1                  | Liebenau/Murpark, Puntigam                               | Liebenau/Murpark, Puntigam                               |
| U-Bahn-Strecke · U-Bahn-Abzweig geradeaus und nach links · U-Bahn-Strecke von rechts |                      |                                                          |                                                          |
| U-Bahn-Strecke nach links · U-Bahn-Abzweig geradeaus und von rechts · U-Bahn-Strecke geradeaus |                      | von Ws. Radetzkyspitz/Entlastungsstrecke                 | von Ws. Radetzkyspitz/Entlastungsstrecke                 |
| U-Bahn-Bahnhof · U-Bahn-Bahnhof | 4,1                  | Jakominiplatz                                            | 352 m ü. A.                                              |
| U-Bahn-Abzweig geradeaus und von links · U-Bahn-Abzweig geradeaus und nach rechts |                      |                                                          |                                                          |
| U-Bahn-Abzweig geradeaus und nach links · U-Bahn-Abzweig geradeaus und nach rechts | 4,2                  | Wendeschleife Steirerhof                                 | Wendeschleife Steirerhof                                 |
| U-Bahn-Strecke · U-Bahn-Strecke nach links |                      | Mariatrost, St. Leonhard/LKH                             | Mariatrost, St. Leonhard/LKH                             |
| U-Bahn-Haltepunkt / Haltestelle | 4,5                  | Dietrichsteinplatz                                       | 354 m ü. A.                                              |
| U-Bahn-Abzweig geradeaus und nach links |                      | Krenngasse                                               | Krenngasse                                               |
| U-Bahn-Haltepunkt / Haltestelle | 5,0                  | Neue Technik                                             | 351 m ü. A.                                              |
| U-Bahn-Haltepunkt / Haltestelle | 5,2                  | Münzgrabenkirche                                         | 352 m ü. A.                                              |
| U-Bahn-Haltepunkt / Haltestelle | 5,5                  | Moserhofgasse/Messe                                      | 353 m ü. A.                                              |
| U-Bahn-Haltepunkt / Haltestelle | 6,0                  | St. Peter Friedhof                                       | 359 m ü. A.                                              |
| U-Bahn-Bahnhof | 6,3                  | Schulzentrum St.Peter                                    | 361 m ü. A.                                              |
| U-Bahn-Abzweig geradeaus und nach links · U-Bahn-Strecke von rechts |                      | Wendeschleife Schulzentrum St. Peter                     | Wendeschleife Schulzentrum St. Peter                     |
| U-Bahn-Bahnhof · U-Bahn-Strecke | 6,4                  | Schulzentrum St.Peter                                    | 361 m ü. A.                                              |
| U-Bahn-Abzweig geradeaus und nach links · U-Bahn-Strecke nach rechts | 6,4                  | Wende Linie (ab 2025)                                    | Wende Linie (ab 2025)                                    |
| U-Bahn-Haltepunkt / Haltestelle | 6,8                  | Plüddemanngasse                                          | 364 m ü. A.                                              |
| U-Bahn-Haltepunkt / Haltestelle | 7,1                  | Eisteichgasse                                            | 372 m ü. A.                                              |
| U-Bahn-Haltepunkt / Haltestelle | 7,4                  | Breitenweg                                               | 370 m ü. A.                                              |
| U-Bahn-Haltepunkt / Haltestelle | 7,7                  | Prof.-Franz-Spath-Ring                                   | 365 m ü. A.                                              |
| U-Bahn-Kopfbahnhof Streckenende | 8,2                  | St. Peter                                                | 372 m ü. A.                                              |
| |                      |                                                          |                                                          |
| Altstadtbim: Freifahrt in diesem Streckenabschnitt |                      |                                                          |                                                          |

| Streckenlänge: | 7,7 km               |                                                          |                                                          |
| Spurweite: | 1435 mm (Normalspur) |                                                          |                                                          |
| Stromsystem: | 600 V =              |                                                          |                                                          |
| Streckengeschwindigkeit: | 70 km/h              |                                                          |                                                          |
| |                      |                                                          |                                                          |
| Streckenverlauf \| \| \| \| \| \| \| 0,0 \| Wetzelsdorf \| Wetzelsdorf \| \| \| \| Handelstraße \| \| \| \| \| Johann-Haiden-Straße \| \| \| \| \| Baierdorf \| \| \| \| \| Absengerstraße \| \| \| \| \| Karl-Morre-Str./Gemeindeamt \| \| \| \| \| Franz-Steiner-Gasse \| \| \| \| \| Fachhochschule Joanneum \| \| \| \| \| Reininghaus \| \| \| \| \| Alte Poststraße \| \| \| \| \| Remise 3 (Alte Poststraße) \| \| \| \| \| Eggenberg/UKH, Smart City/P.Tunner-Gasse/tim \| \| \| \| 2,5 \| Köflacher Straße/PVA \| Köflacher Straße/PVA \| \| \| 2,7 \| Unterflurabschnitt Nahverkehrsdrehscheibe Hauptbahnhof \| Unterflurabschnitt Nahverkehrsdrehscheibe Hauptbahnhof \| \| \| 2,7 \| Südbahn und Graz-Köflacher Eisenbahn/Graz Hbf \| 364 m ü. A. \| \| \| 2,9 \| Hauptbahnhof - \| 357 m ü. A. \| \| \| 3,3 \| Esperantoplatz/Arbeiterkammer \| Esperantoplatz/Arbeiterkammer \| \| \| 3,6 \| Roseggerhaus \| Roseggerhaus \| \| \| 3,8 \| Neubau Entlastungsstrecke Linie 17 (Fertigstellung 2025) \| Neubau Entlastungsstrecke Linie 17 (Fertigstellung 2025) \| \| \| \| (Belgiergasse) (Fertigstellung 2025) \| \| \| \| 4,0 \| Südtirolerplatz/Kunsthaus \| Südtirolerplatz/Kunsthaus \| \| \| 4,1 \| Mur Thegethoffbrücke/Erzherzog-Johann-Brücke \| Mur Thegethoffbrücke/Erzherzog-Johann-Brücke \| \| \| 4,3 \| Andritz \| Andritz \| \| \| 4,4 \| Hauptplatz-Congress \| 350 m ü. A. \| \| \| \| (Neutorgasse) (Fertigstellung 2025) \| \| \| \| \| Wendeschleife Radetzkyspitz \| \| \| \| 4,8 \| Liebenau/Murpark, Puntigam \| Liebenau/Murpark, Puntigam \| \| \| 4,9 \| \| \| \| \| 4,9 \| Jakominiplatz \| Jakominiplatz \| \| \| 5,0 \| Linie 17, Wendeschleife Radetzkyspitz \| Linie 17, Wendeschleife Radetzkyspitz \| \| \| 5,0 \| Wendeschleife Steirerhof \| Wendeschleife Steirerhof \| \| \| \| Krenngasse, St. Peter \| \| \| \| 5,3 \| Kaiser-Josef-Platz/Oper \| Kaiser-Josef-Platz/Oper \| \| \| 5,6 \| Maiffredygasse \| Maiffredygasse \| \| \| 5,9 \| Lichtenfelsgasse/Kunstuniversität \| Lichtenfelsgasse/Kunstuniversität \| \| \| 6,2 \| Merangasse \| Merangasse \| \| \| 6,4 \| Reiterkaserne \| Reiterkaserne \| \| \| \| Mariatrost \| \| \| \| \| Odilien-Institut/Klinikum Süd \| \| \| \| 7,7 \| St. Leonhard/Klinikum Mitte \| St. Leonhard/Klinikum Mitte \| \| \| 7,7 \| LKH Med Uni/Klinikum Nord \| LKH Med Uni/Klinikum Nord \| \| \| \| \| \| \| Altstadtbim: Freifahrt in diesem Streckenabschnitt \| \| \| \| |                      |                                                          |                                                          |
| |                      |                                                          |                                                          |
| U-Bahn-Kopfbahnhof Streckenanfang | 0,0                  | Wetzelsdorf                                              | Wetzelsdorf                                              |
| U-Bahn-Haltepunkt / Haltestelle |                      | Handelstraße                                             | Handelstraße                                             |
| U-Bahn-Haltepunkt / Haltestelle |                      | Johann-Haiden-Straße                                     | Johann-Haiden-Straße                                     |
| U-Bahn-Haltepunkt / Haltestelle |                      | Baierdorf                                                | Baierdorf                                                |
| U-Bahn-Haltepunkt / Haltestelle |                      | Absengerstraße                                           | Absengerstraße                                           |
| U-Bahn-Haltepunkt / Haltestelle |                      | Karl-Morre-Str./Gemeindeamt                              | Karl-Morre-Str./Gemeindeamt                              |
| U-Bahn-Haltepunkt / Haltestelle |                      | Franz-Steiner-Gasse                                      | Franz-Steiner-Gasse                                      |
| U-Bahn-Haltepunkt / Haltestelle |                      | Fachhochschule Joanneum                                  | Fachhochschule Joanneum                                  |
| U-Bahn-Abzweig geradeaus und von rechts |                      | Reininghaus                                              | Reininghaus                                              |
| U-Bahn-Haltepunkt / Haltestelle |                      | Alte Poststraße                                          | Alte Poststraße                                          |
| U-Bahn-Abzweig geradeaus, nach links und von links |                      | Remise 3 (Alte Poststraße)                               | Remise 3 (Alte Poststraße)                               |
| U-Bahn-Abzweig geradeaus, nach links und von links |                      | Eggenberg/UKH, Smart City/P.Tunner-Gasse/tim             | Eggenberg/UKH, Smart City/P.Tunner-Gasse/tim             |
| U-Bahn-Haltepunkt / Haltestelle | 2,5                  | Köflacher Straße/PVA                                     | Köflacher Straße/PVA                                     |
| U-Bahn-Tunnelanfang | 2,7                  | Unterflurabschnitt Nahverkehrsdrehscheibe Hauptbahnhof   | Unterflurabschnitt Nahverkehrsdrehscheibe Hauptbahnhof   |
| U-Bahn-Kreuzung (im Tunnel) | 2,7                  | Südbahn und Graz-Köflacher Eisenbahn/Graz Hbf            | 364 m ü. A.                                              |
| U-Bahn-Bahnhof Tunnelende | 2,9                  | Hauptbahnhof -                                           | 357 m ü. A.                                              |
| U-Bahn-Haltepunkt / Haltestelle | 3,3                  | Esperantoplatz/Arbeiterkammer                            | Esperantoplatz/Arbeiterkammer                            |
| U-Bahn-Haltepunkt / Haltestelle | 3,6                  | Roseggerhaus                                             | Roseggerhaus                                             |
| U-Bahn-Strecke von links (außer Betrieb) · U-Bahn-Abzweig geradeaus und ehemals nach rechts | 3,8                  | Neubau Entlastungsstrecke Linie 17 (Fertigstellung 2025) | Neubau Entlastungsstrecke Linie 17 (Fertigstellung 2025) |
| U-Bahn-Haltepunkt / Haltestelle (Strecke außer Betrieb) · U-Bahn-Strecke |                      | (Belgiergasse) (Fertigstellung 2025)                     | (Belgiergasse) (Fertigstellung 2025)                     |
| U-Bahn-Strecke (außer Betrieb) · U-Bahn-Haltepunkt / Haltestelle | 4,0                  | Südtirolerplatz/Kunsthaus                                | Südtirolerplatz/Kunsthaus                                |
| U-Bahn-Brücke über Wasserlauf (Strecke außer Betrieb) · U-Bahn-Brücke über Wasserlauf | 4,1                  | Mur Thegethoffbrücke/Erzherzog-Johann-Brücke             | Mur Thegethoffbrücke/Erzherzog-Johann-Brücke             |
| U-Bahn-Strecke (außer Betrieb) · U-Bahn-Abzweig geradeaus und von links | 4,3                  | Andritz                                                  | Andritz                                                  |
| U-Bahn-Strecke (außer Betrieb) · U-Bahn-Bahnhof | 4,4                  | Hauptplatz-Congress                                      | 350 m ü. A.                                              |
| U-Bahn-Haltepunkt / Haltestelle (Strecke außer Betrieb) · U-Bahn-Strecke |                      | (Neutorgasse) (Fertigstellung 2025)                      | (Neutorgasse) (Fertigstellung 2025)                      |
| U-Bahn-Strecke |                      | Wendeschleife Radetzkyspitz                              | Wendeschleife Radetzkyspitz                              |
| U-Bahn-Kreuzung links und rechts · U-Bahn-Abzweig geradeaus und nach rechts | 4,8                  | Liebenau/Murpark, Puntigam                               | Liebenau/Murpark, Puntigam                               |
| U-Bahn-Abzweig geradeaus und von links · U-Bahn-Abzweig geradeaus und nach rechts | 4,9                  |                                                          |                                                          |
| U-Bahn-Bahnhof · U-Bahn-Bahnhof | 4,9                  | Jakominiplatz                                            | Jakominiplatz                                            |
| U-Bahn-Abzweig geradeaus und nach links · U-Bahn-Abzweig geradeaus und von rechts | 5,0                  | Linie 17, Wendeschleife Radetzkyspitz                    | Linie 17, Wendeschleife Radetzkyspitz                    |
| U-Bahn-Abzweig geradeaus und nach links · U-Bahn-Abzweig geradeaus und nach rechts | 5,0                  | Wendeschleife Steirerhof                                 | Wendeschleife Steirerhof                                 |
| U-Bahn-Strecke nach rechts · U-Bahn-Strecke |                      | Krenngasse, St. Peter                                    | Krenngasse, St. Peter                                    |
| U-Bahn-Haltepunkt / Haltestelle | 5,3                  | Kaiser-Josef-Platz/Oper                                  | Kaiser-Josef-Platz/Oper                                  |
| U-Bahn-Haltepunkt / Haltestelle | 5,6                  | Maiffredygasse                                           | Maiffredygasse                                           |
| U-Bahn-Haltepunkt / Haltestelle | 5,9                  | Lichtenfelsgasse/Kunstuniversität                        | Lichtenfelsgasse/Kunstuniversität                        |
| U-Bahn-Haltepunkt / Haltestelle | 6,2                  | Merangasse                                               | Merangasse                                               |
| U-Bahn-Haltepunkt / Haltestelle | 6,4                  | Reiterkaserne                                            | Reiterkaserne                                            |
| U-Bahn-Abzweig geradeaus und nach links |                      | Mariatrost                                               | Mariatrost                                               |
| U-Bahn-Haltepunkt / Haltestelle |                      | Odilien-Institut/Klinikum Süd                            | Odilien-Institut/Klinikum Süd                            |
| U-Bahn-Haltepunkt / Haltestelle | 7,7                  | St. Leonhard/Klinikum Mitte                              | St. Leonhard/Klinikum Mitte                              |
| U-Bahn-Kopfbahnhof Streckenende | 7,7                  | LKH Med Uni/Klinikum Nord                                | LKH Med Uni/Klinikum Nord                                |
| |                      |                                                          |                                                          |
| Altstadtbim: Freifahrt in diesem Streckenabschnitt |                      |                                                          |                                                          |

| Linie            | Strecke                                                 | Montag – Freitag 8 – 17 Uhr | Samstag 9 –17 Uhr | Sonn- und Feiertage 10 – 17 Uhr |
| ---------------- | ------------------------------------------------------- | --------------------------- | ----------------- | ------------------------------- |
| Straßenbahn Graz | Eggenberg/UKH – Jakominiplatz – Mariatrost              | 10 min                      | 10 min            | 15 min                          |
| Straßenbahn Graz | Andritz – Jakominiplatz – Krenngasse                    | 7–8 min                     | 10 min            | kein Betrieb                    |
| Straßenbahn Graz | Reininghaus – Jakominiplatz – Liebenau/Murpark          | 7–8 min                     | 10 min            | 15 min                          |
| Straßenbahn Graz | Andritz – Jakominiplatz – Puntigam                      | 7–8 min                     | 7–8 min           | 15 min                          |
| Straßenbahn Graz | Smart City – Jakominiplatz – St. Peter                  | 7–8 min                     | 7–8 min           | 15 min                          |
| Straßenbahn Graz | Wetzelsdorf – Jakominiplatz – LKH Med Uni/Klinikum Nord | 5 min                       | 7–8 min           | 15 min                          |
| Straßenbahn Graz | Krenngasse – Jakominiplatz                              | kein Betrieb                | kein Betrieb      | 11 – 17 Uhr: 15 min             |

### Elektrische Ausrüstung
Das Oberleitungsnetz ist in verschiedene Sektoren unterteilt. Jeder Sektor wird von bis zu zwei Unterwerken versorgt. Die Graz Linien besitzen 25 Unterwerke, die jeweils maximal etwa 2 kA bei 600 V Gleichspannung liefern. Auf dem Liniennetz werden unterschiedliche Oberleitungssysteme eingesetzt: im inneren Teil dominiert die Einfachfahrleitung (großteils fest abgespannt, teilweise jedoch auch mit Gewichtsnachspannung), während insbesondere auf neu errichteten Abschnitten an den Rändern des Netzes eine gewichtsnachgespannte Hochketten-Fahrleitung Verwendung findet, die größere Mastabstände sowie (aufgrund des größeren Leitungsquerschnitts) auch größere Unterwerkabstände erlaubt. Als Oberleitung wird ein Fahrdraht mit 100 mm² Querschnitt (in den Remisen 80 mm²) verwendet. Für die Wartung und den Betrieb des Oberleitungsnetzes setzen die Graz Linien 74 Fahrzeuge ein.

### Streckennetz
Das Straßenbahnnetz der Graz Linien wird aus sechs regulären Linien gebildet, die sternförmig aus den Außenbezirken von Graz kommend im Stadtzentrum am Jakominiplatz zusammenlaufen. Abends und an Wochenenden werden einige Linien verkürzt bzw. zusammengefasst geführt. Außerdem gibt es an bestimmten Feiertagen Sonderlinien (z. B. zu Allerheiligen/Allerseelen eine spezielle Allerheiligenlinie, die die beiden größten Friedhöfe verbindet).
Das Netz hatte 2008 eine Gesamtlänge von rund 66,4 Kilometern und bedient 165 Haltestellen mit einem durchschnittlichen Abstand von 361 Metern. An den Haltestellen Hauptbahnhof, Ostbahnhof-Messe, Liebenau-Murpark und am Bahnhof Puntigam ist der Übergang zur S-Bahn Steiermark beziehungsweise den Regional- und Fernzügen der Österreichischen Bundesbahnen möglich.
An der Haltestelle Schloßbergbahn der Linien 3 und 5 ist der Umstieg in die ebenfalls von Graz Linien betriebenen Standseilbahn zum Schloßberg möglich. In der Nähe des Hauptbahnhofs und in der Steyrergasse befindet sich jeweils eine Remise.

#### Gleisverschlingung, eingleisige Strecken

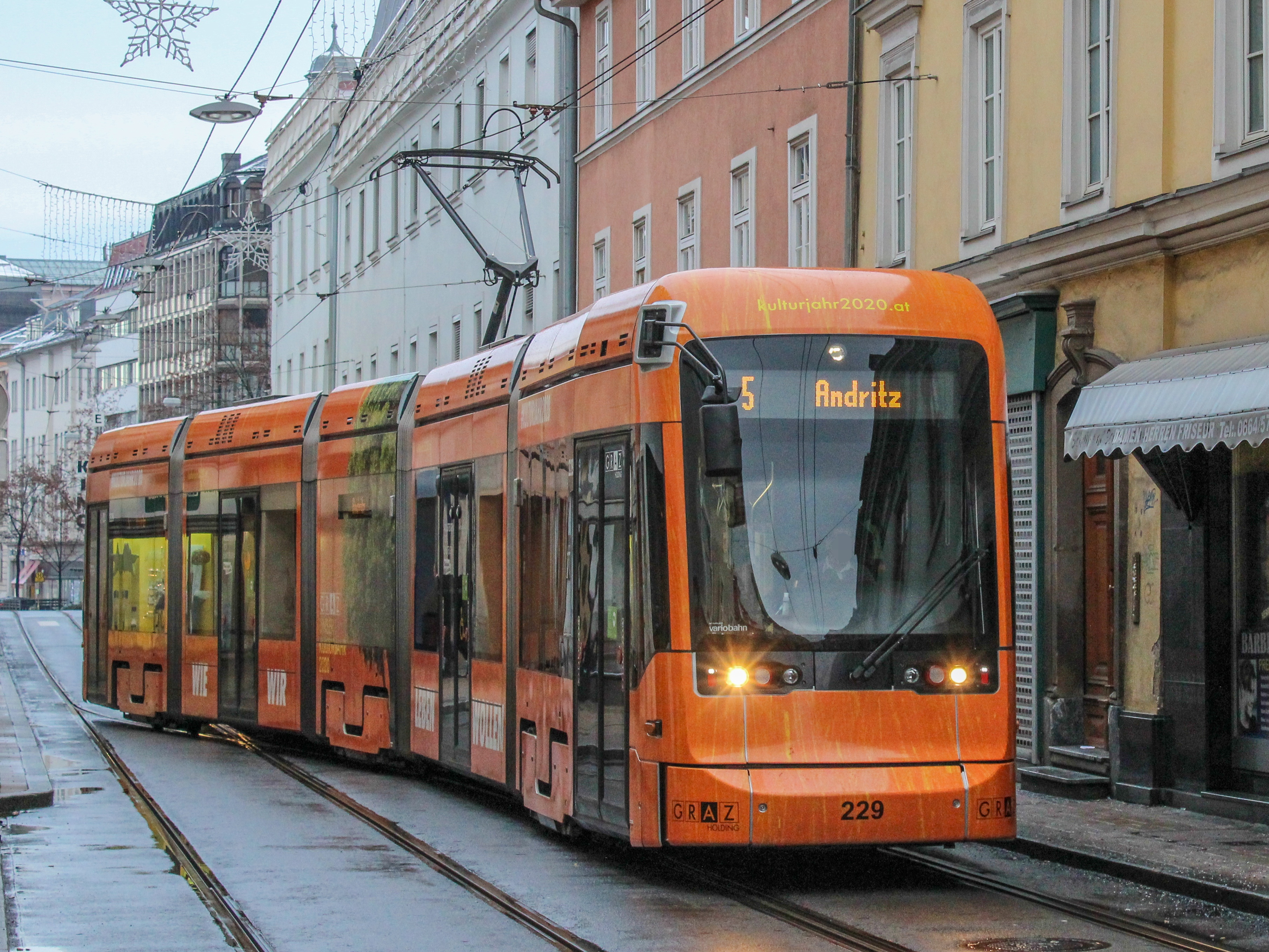
Variobahn beim Befahren der Gleisverschlingung Jakoministraße.

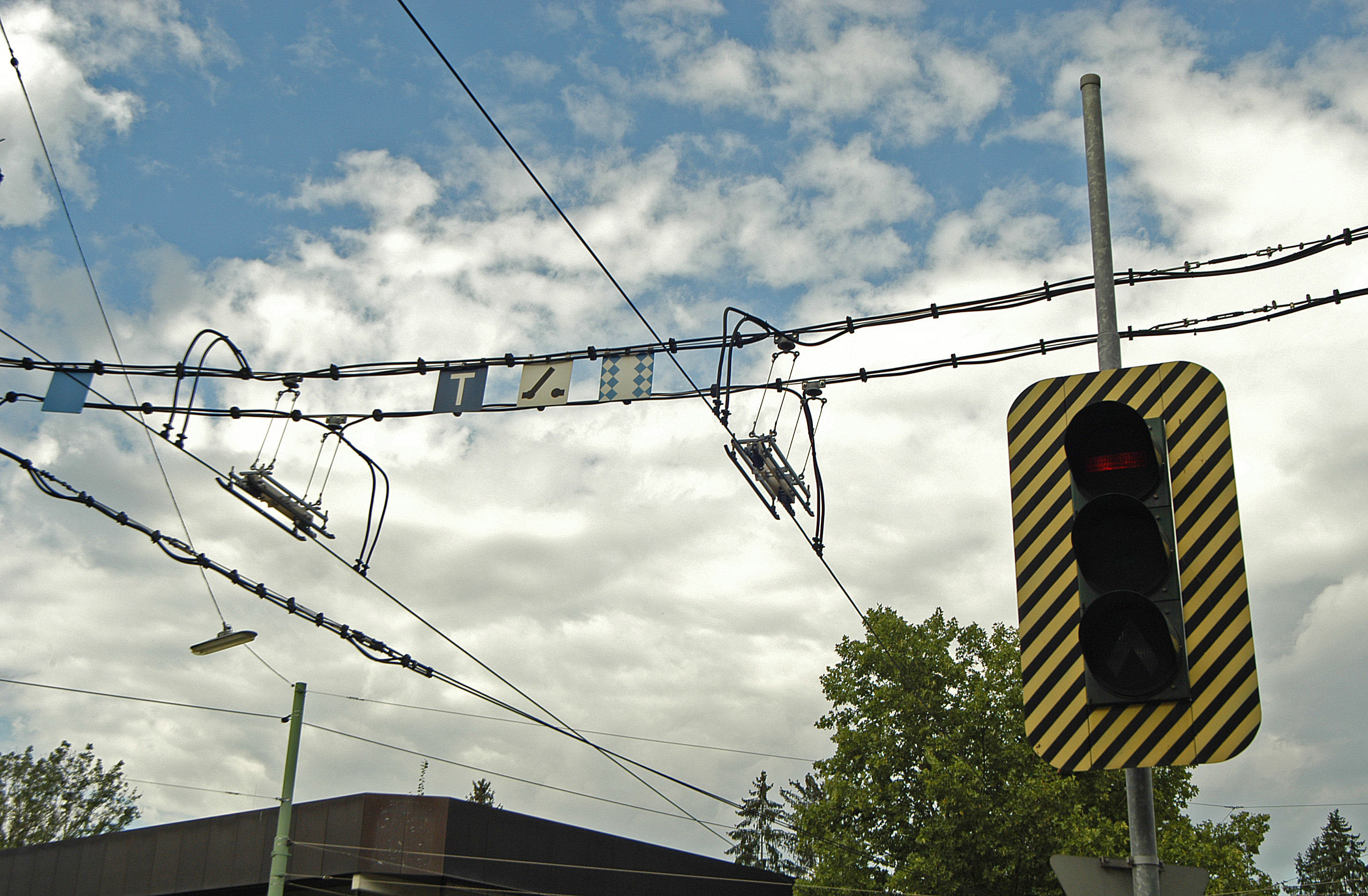
Fahrleitungstrennung vor eingleisigen Strecken

Zumindest seit dem Jakominiplatz-Umbau (1995/1996) besteht eine optionale Gleisverschlingung in der südlich anschließenden Jakoministraße, um in einem mittig liegenden Abschnitt der etwa 120 Meter langen Straße neben einem hier geringfügig schmäler gemachten Gehsteig eine temporäre Ladezone für Kfz an der Ostseite der Fahrbahn zu organisieren. Werktags von Montag bis Samstag 8:30–11:30 Uhr und 14:30–15:30 Uhr fahren die Garnituren nordwärts auf ein nach links abgelenktes Gleis. Dazu kommt ein Straßenbahner vom Jakominiplatz und stellt per Weichenstange die Einfahrtsweiche nach dem südlichen Viertel der Straße und mit einem Schlüsselschalter die Streckensicherung auf Eingleismodus (EGS) um. Die Ausfahrt im Norden erfolgt über eine Schleppweiche. (Stand Oktober 2017) Eine Zeit davor war die Ladezone an der Westseite eingerichtet, damals hatte ein allfälliger (Straßenbahnersatz-)Bus nordwärts (die Straße ist Einbahn in diese Richtung, ausgenommen Straßenbahn) Begegnungsverbot mit einer Straßenbahn.
Eine Geschäftsausweiche in dieser Art – möglicherweise war die Kfz-Ladezone jedoch auf der anderen Fahrbahnseite – besteht zumindest seit geschätzt 100 Jahren.
Echte eingleisige Strecken gibt es an der Peripherie des Netzes: Im Nordosten auf der Linie 1 zwischen Hilmteich und Mariatrost (fünf von neun Binnen-Haltestellen sind als Ausweiche ausgeführt) und bis 2024 auf der Linie 5 zwischen Zentralfriedhof und Brauhaus Puntigam (eine von zwei Haltestellen bildete eine Ausweiche).

#### Anbindung des Hauptbahnhofes

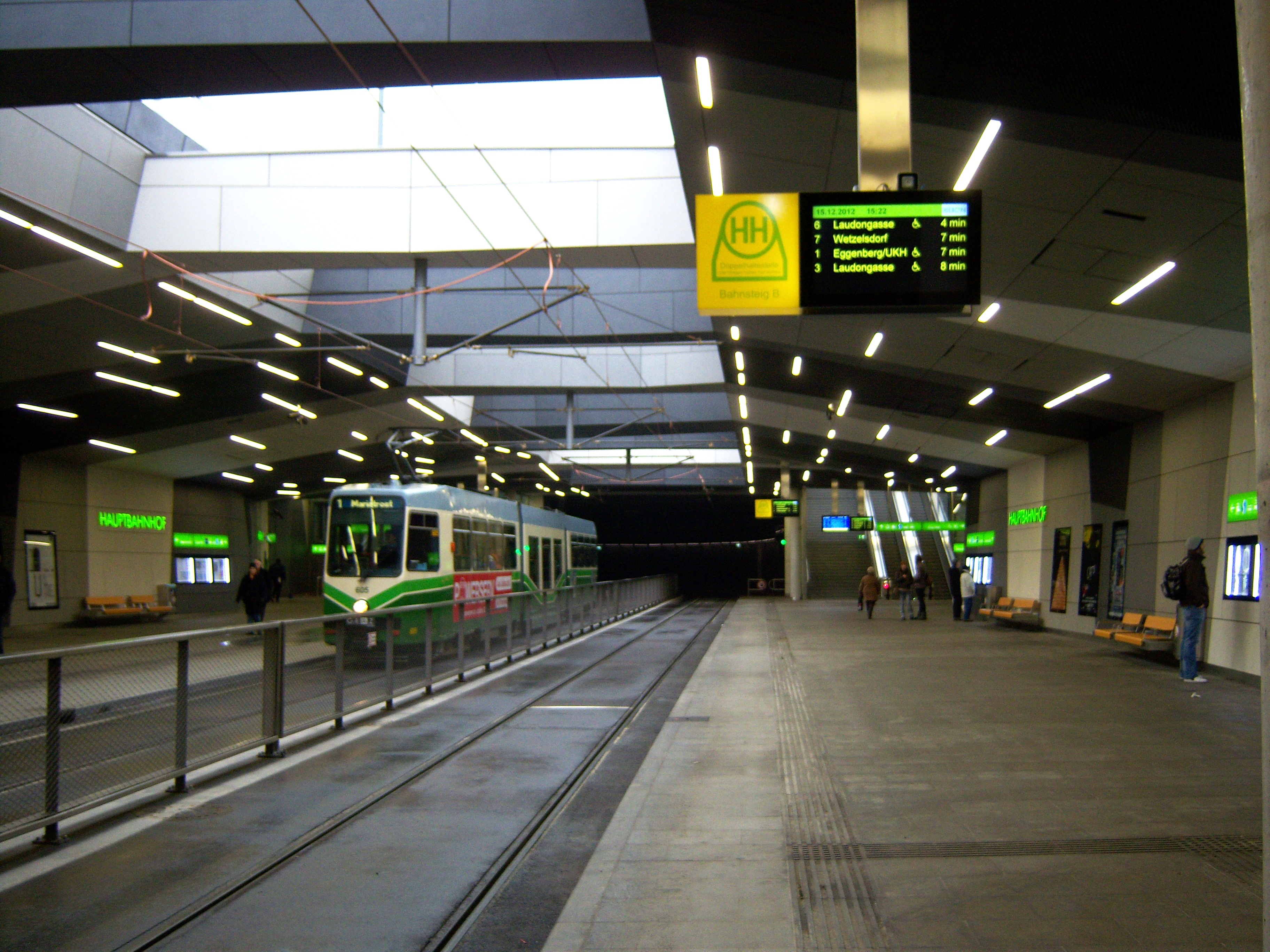
Die Straßenbahnstation Hauptbahnhof in Tieflage

Im Bereich des Hauptbahnhofes wurde in Tieflage eine neue, nach oben offene Haltestelle auf dem Europaplatz errichtet, die durch kurze Unterführungen an das bestehende Gleisnetz angeschlossen wurde. Durch diese Ausführung konnte eine teure Umstellung der Sicherheitssysteme auf Tunnelbetrieb vermieden werden. Früher fuhren nur die Straßenbahnlinien 3 und 6 direkt zum Hauptbahnhof, die Linien 1 und 7 führten ca. 200 Meter südlich des Bahnhofes an diesem vorbei. Seit der Eröffnung der neuen Strecke und Station beim Hauptbahnhof am 26. November 2012 wird dieser von den Linien 1, 4 (hat Ende 2020 mit Linie 3 den Streckenast getauscht), 6 und 7 angefahren.

### Streckensicherung
Ein Frontalzusammenstoß der Triebwagen 266 und 270 zwischen Rettenbach und St. Johann im Dezember 1995 sowie ein Frontalzusammenstoß zwischen den Triebwagen 272 und 534 auf der eingleisigen Strecke nach Puntigam gaben den Anlass, die Signalanlagen der eingleisigen Abschnitte zu erneuern und mit einer automatischen Fahrstromabschaltung auszurüsten, sodass Frontalzusammenstöße heute kaum möglich sind.
Ein Signal regelt die Einfahrt in einen eingleisigen Streckenabschnitt, wobei der sichtbare rote Balken die Grundstellung „Halt“ darstellt. Bei Annäherung eines Zuges wird entweder, wenn der eingleisige Abschnitt frei ist, auf „Frei“ (grüner Punkt, mittlere Lampe) umgeschaltet oder, wenn der Vorausabschnitt besetzt ist, in der untersten Lampe ein Anmeldesignal (ein auf dem Kopf stehendes „V“) angezeigt, das dem Fahrer mitteilt, dass die Signalanlage seinen Zug registriert hat.
Das Überfahren eines „Halt“ zeigenden Signals bewirkt ein sofortiges Abschalten des Fahrstromes für beide Fahrzeuge im eingleisigen Streckenabschnitt. Aus diesem Grund befinden sich an Einfahrten zu eingleisigen Streckenabschnitten sichtbare Trennstellen in der Oberleitung, die auch mit den Tafeln für Streckentrenner, Schaltpunkt und Fahrstromeinspeisung markiert sind.

### Schienenwartung
An Stellen starken Verschleißes der Rillenschienen werden kampagnenweise und mit Schwerpunkt abends Aufschweißungen vor allem auf der Fahrschulter oben als auch auf der Innenseite des Fahrprofils vorgenommen. Nachts fahren speziell Schleif- und Saugwagen, die Wellen auf der Fahrschulter egalisieren und die Rille säubern. Schienenbrüche, die vermehrt nach dem Einsatz der etwa 10 % schwereren Variobahnwagen auftraten, werden nach Freilegen der Schiene durch Thermitschweissung repariert.

### Fuhrpark
Der Fuhrpark der Grazer Straßenbahn besteht 2019 aus insgesamt 85 Triebwagen verschiedener Hersteller und Baureihen. 75 Fahrzeuge sind ganz oder teilweise barrierefrei zugänglich. Alle Straßenbahnwagen sind mit einem optischen und akustischen Fahrgastinformationssystem ausgestattet. Das Fahrziel wird mittels Matrixanzeigen an Bug, Heck und Fahrzeugseiten angegeben. Im Fahrzeuginneren wird die nächste Haltestelle auf LCD-Panels oder Monitoren angezeigt. Der Name der angefahrenen Haltestelle wird über Innenlautsprecher angekündigt.
Die ältesten Fahrzeuge sind die zehn achtachsigen Gelenkwagen der Serie 500 aus dem Jahr 1978. Die Garnituren der Reihe 500 werden an Schultagen auf allen Linien eingesetzt, während den Ferien werden diese Garnituren am Gelände der Remise Alte Poststraße und Steyrergasse abgestellt, da sie nicht gebraucht werden.
Zweitälteste Wagengeneration sind die zwölf 1986 beschafften und ursprünglich sechsachsige Gelenktriebwagen der Reihe 600, die 1999 ein Niederflur-Mittelteil erhielten und damit zu Achtachsern wurden. Durch eine ausklappbare Rampe kann die Einstieghöhe für Rollstühle und Kinderwagen auf Straßenniveau gesenkt werden.
18 vollständig in Niederflurtechnik ausgeführte Cityrunner-Gelenktriebwagen der Serie 650 mit ausfahrbarem Hublift vervollständigten 2001 den Fuhrpark. Am 25. Februar 2016 beschloss der Gemeinderat die Verlängerung aller 18 Cityrunner-Garnituren auf 37 m. Dieses Projekt wurde im September 2018 fallen gelassen.
Im August 2007 beschloss die Stadtwerke Graz AG die Anschaffung von 45 neuen Niederflurwagen der Firma Stadler Rail. Die Variobahn genannten Triebzüge wurden von 2009 bis 2015 in mehreren Tranchen geliefert. Die Gesamtkosten in Höhe von 97,2 Millionen Euro stellten die bislang größte Einzelinvestition im Bereich des öffentlichen Personennahverkehrs in Graz dar. Die ersten wurden Anfang 2010 geliefert. Seit der letzten Lieferung 2015 werden im Regelverkehr ausschließlich Straßenbahnwagen mit barrierefreien Zugängen
eingesetzt. Über die neuen Variobahnen gab es zunächst Anrainerbeschwerden über Lärmentwicklung und Erschütterungen. Die Variobahnen sind mit 2,3 Metern um zehn Zentimeter breiter als die zuvor verkehrenden Wagen, sodass von 2007 bis 2015 noch 25 Prozent des Streckennetzes auf diese Breite adaptiert werden mussten.

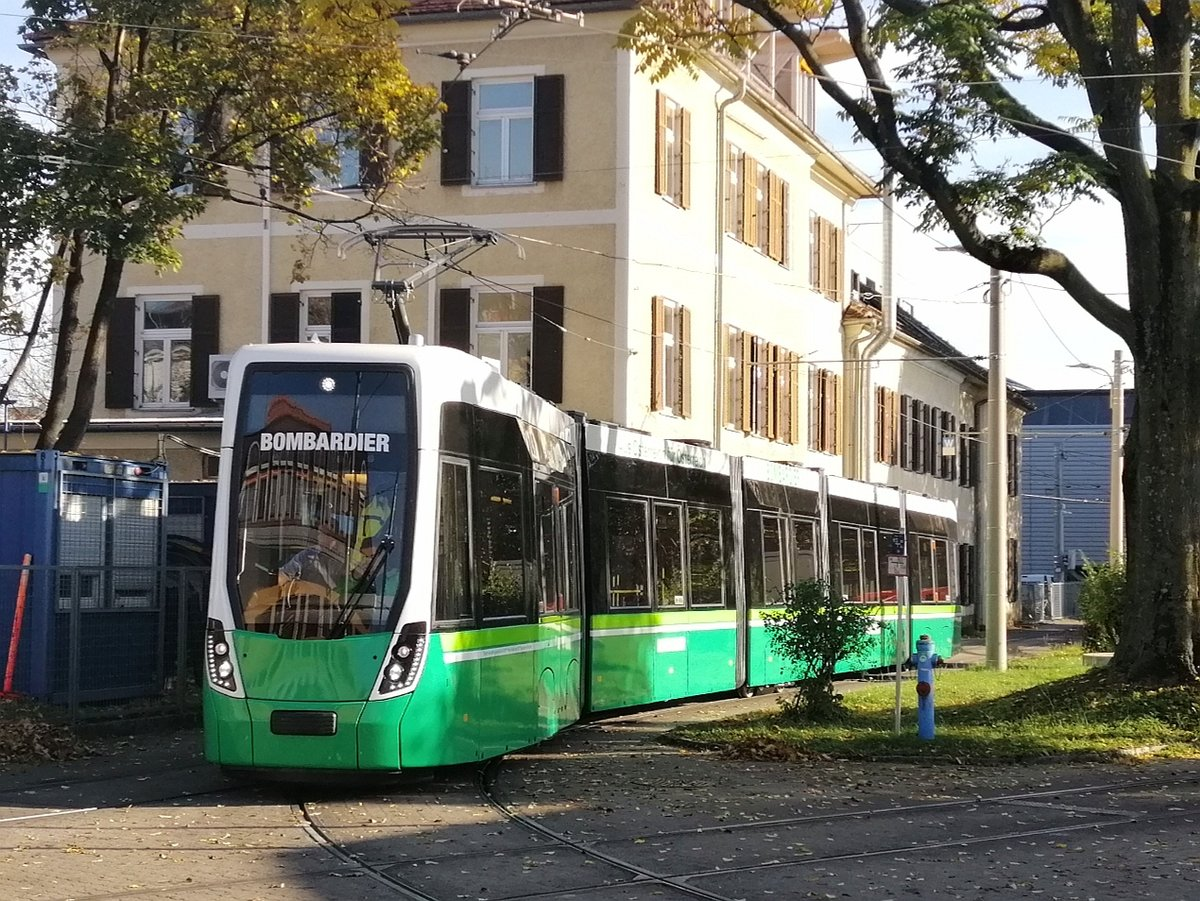
Flexity Testeinsatz Graz, Steyrergasse 2019

Für die Wartung und Instandhaltung des Gleisnetzes verfügen die Graz Linien über mehrere Arbeitsfahrzeuge. Darunter fielen die Triebwagen mit den Nummern 251 und 252. Diese wurden im Jahr 2018 an das Tramway Museum Graz übergeben. Im Jänner 2024 wurden 25 neue Fahrzeuge des Type Flexity von Alstom bestellt, die 2025 in Betrieb gehen sollen.
| Nr.     | Bild | Hersteller   | Baujahr(e) | Länge (mm) | Achsen | Achsstand (mm) | Plätze (Sitzend/Stehend) | Bemerkungen                                               |
| ------- | ---- | ------------ | ---------- | ---------- | ------ | -------------- | ------------------------ | --------------------------------------------------------- |
| 501–510 |      | SGP Graz     | 1978       | 25.343     | 8      | 6.000          | 132 (36/96)              | Typ Mannheim                                              |
| 601–612 |      | SGP Graz     | 1986–1987  | 27.000     | 8      | 6.000          | 166 (38/128)             | 1999 Niederflur-Mittelteile eingebaut                     |
| 651–668 |      | Bombardier   | 2000–2001  | 27.000     | 6      | 6.000          | 141 (47/94)              | Cityrunner, 100 % Niederflur                              |
| 201–245 |      | Stadler Rail | 2009–2015  | 27.470     | 6      | 6.000          | 145 (47/98)              | Stadler Rail Variobahn, 100 % Niederflur                  |
| 541–565 |      | Alstom       | ab 2024    | 33.810     | 6      |                | 200 (60/140)             | Alstom Flexity, Einsatz ab 2025 geplant, 100 % Niederflur |

### Remisen
Von ursprünglich vier Remisen werden von Graz Linien noch zwei unterhalten. Die Remise I befindet sich in der Steyrergasse, unmittelbar am Direktionsgebäude der Graz Linien, die 1909 auf einem 1880 Quadratmeter großen Areal erbaute Remise III (Alte Poststraße) in der Eggenberger Straße. Diese Remise, die für die Abstellung von bis zu 48 Fahrzeugen ausgelegt wurde, erhielt auch eigene Werkstättenräume und wurde am 1. Mai 1909 in Betrieb genommen. Markant ist eine an einem Lichtmast montierte Dreiseit-Uhr.
In der Remise I können, im Gegensatz zur Remise III, alle Arten von Reparaturen und Wartungen durchgeführt werden. Dies hat zur Folge, dass die Fahrzeuge des Fuhrparks nicht einem festen Standort zugeordnet werden können, sondern je nach Wartungsbedarf beide Remisen benutzen.
Die 1992 aufgegebene Remise II (alt), die noch aus der Pferdebahnzeit stammte, befand sich gegenüber der Einfahrt zum Hauptbahnhof am Beginn der Eggenberger Straße. In der ehemaligen Remise IV an der Endhaltestelle Mariatrost ist seit 1983 das Tramway Museum Graz untergebracht.
Seit 2007 ist gegenüber der Remise I nördlich der Steyrergasse die neue Remise II (Zentralremise) südlich der Steyrergasse für Garnituren mit nunmehr 40 m statt bisher nur 27 m Länge in Betrieb.
Um Platz zu schaffen für die 15 neuen Straßenbahngarnituren, die im Jahr 2025 den Fuhrpark erweitern, hat man im März 2024 begonnen, die Remise III in der Alten Poststraße auszubauen.

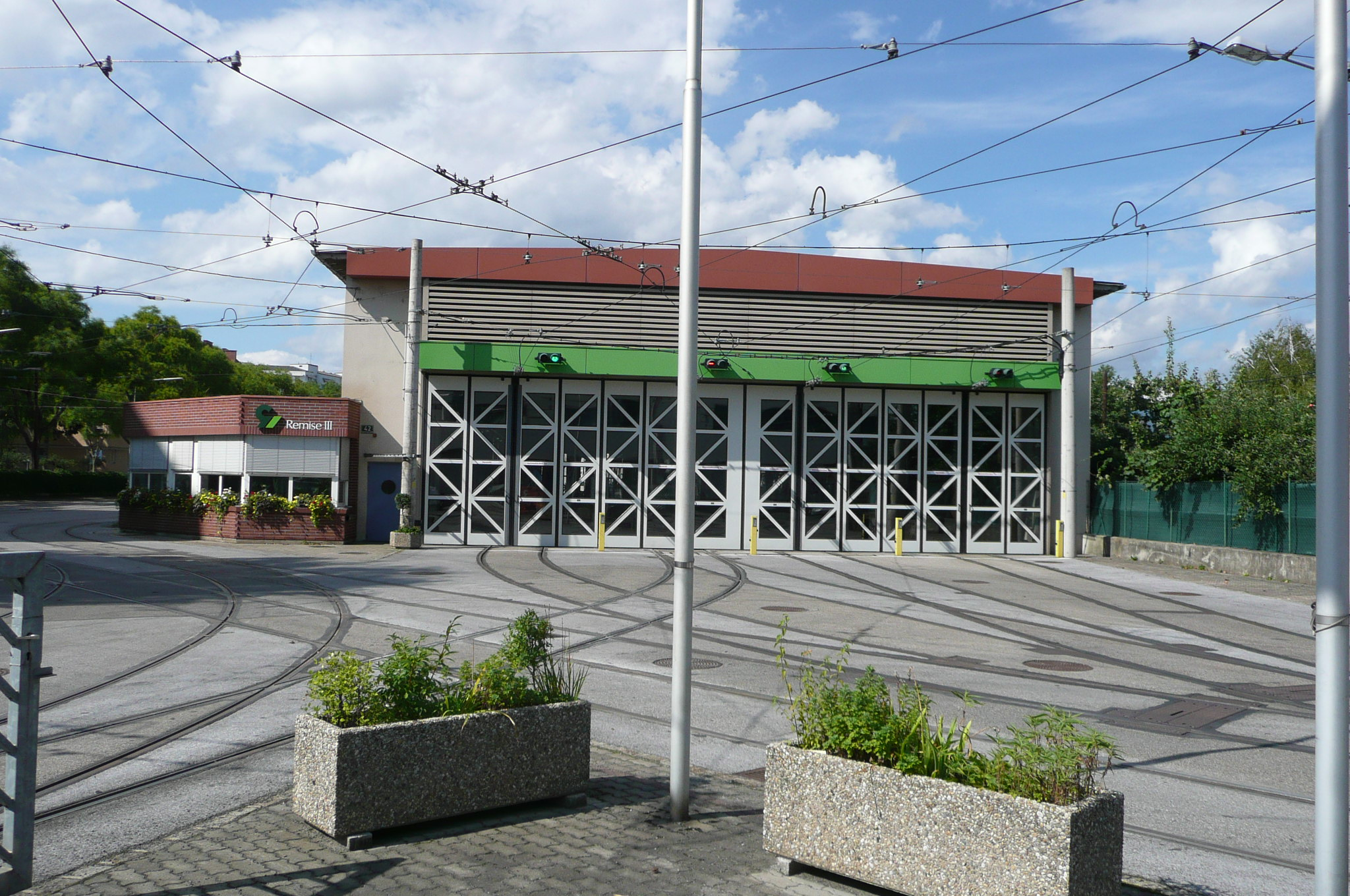
Remise III von der Front (2007)
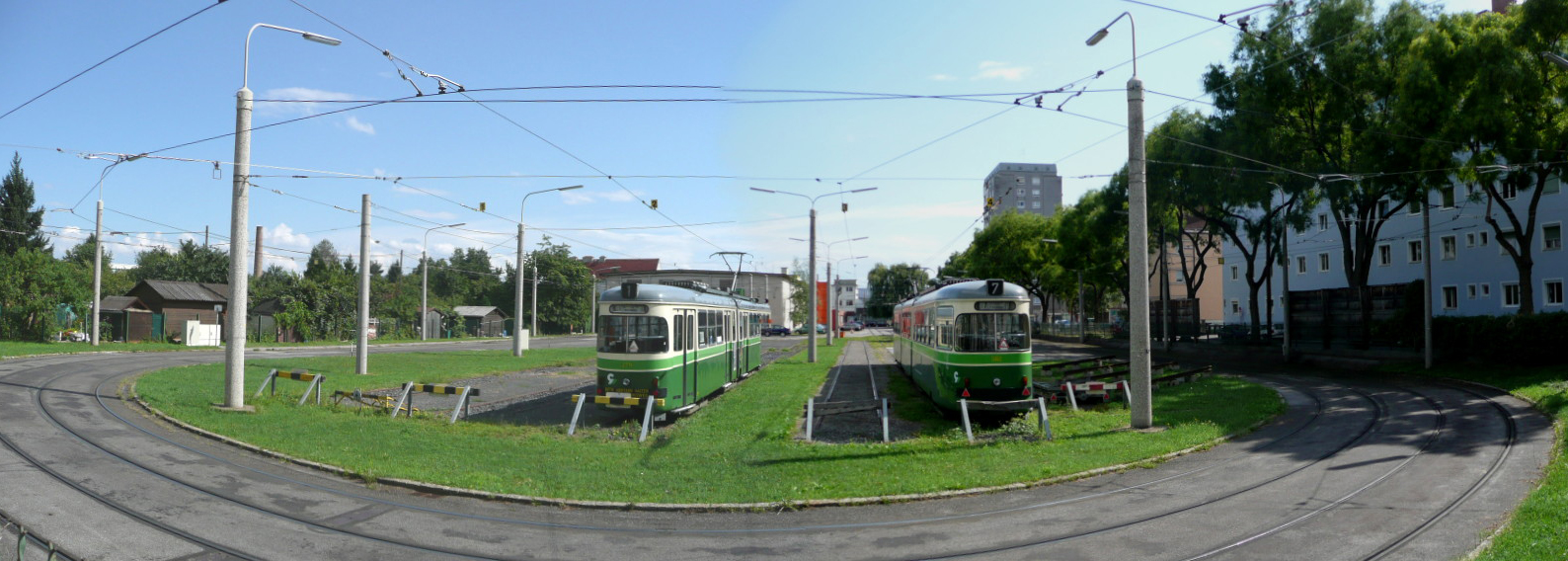
Abstellanlage der Remise III (2007)
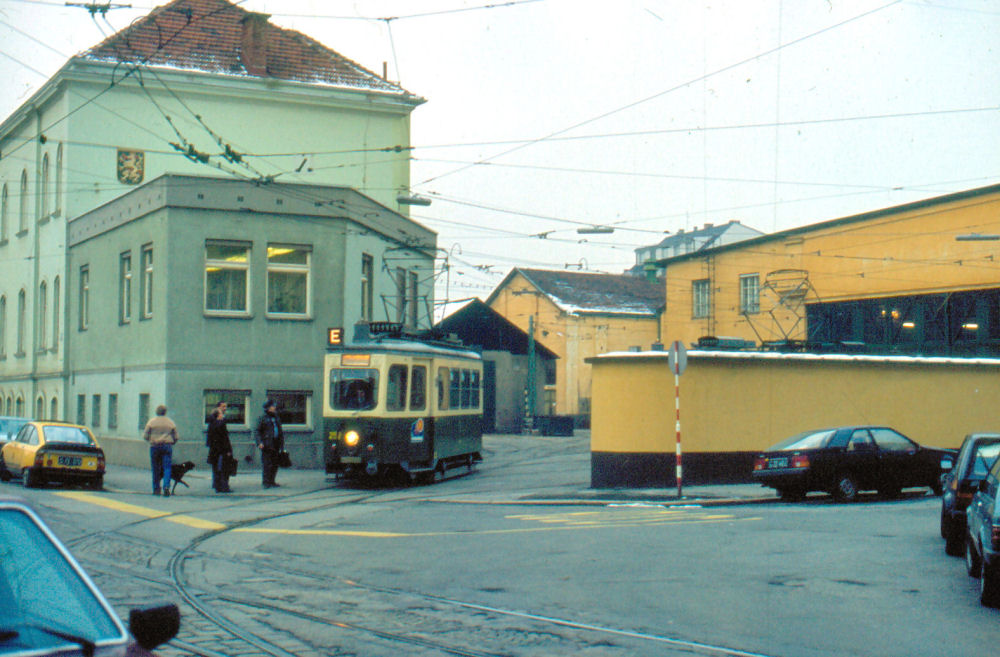
Alte Wagenhallte Remise II Steyrergasse (1985)
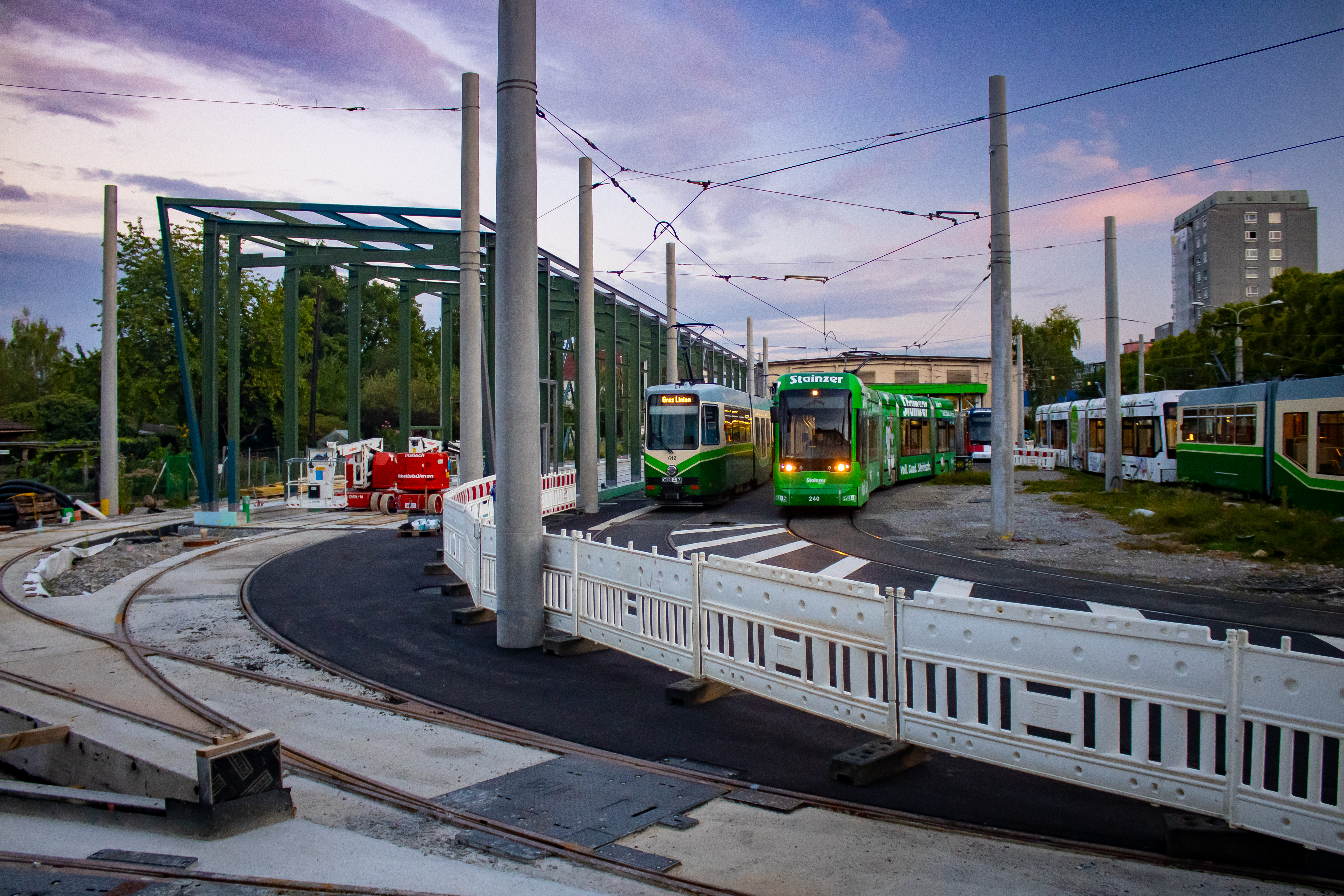
Remise III während der Erweiterungsarbeiten (2024)

### Sonderfahrten

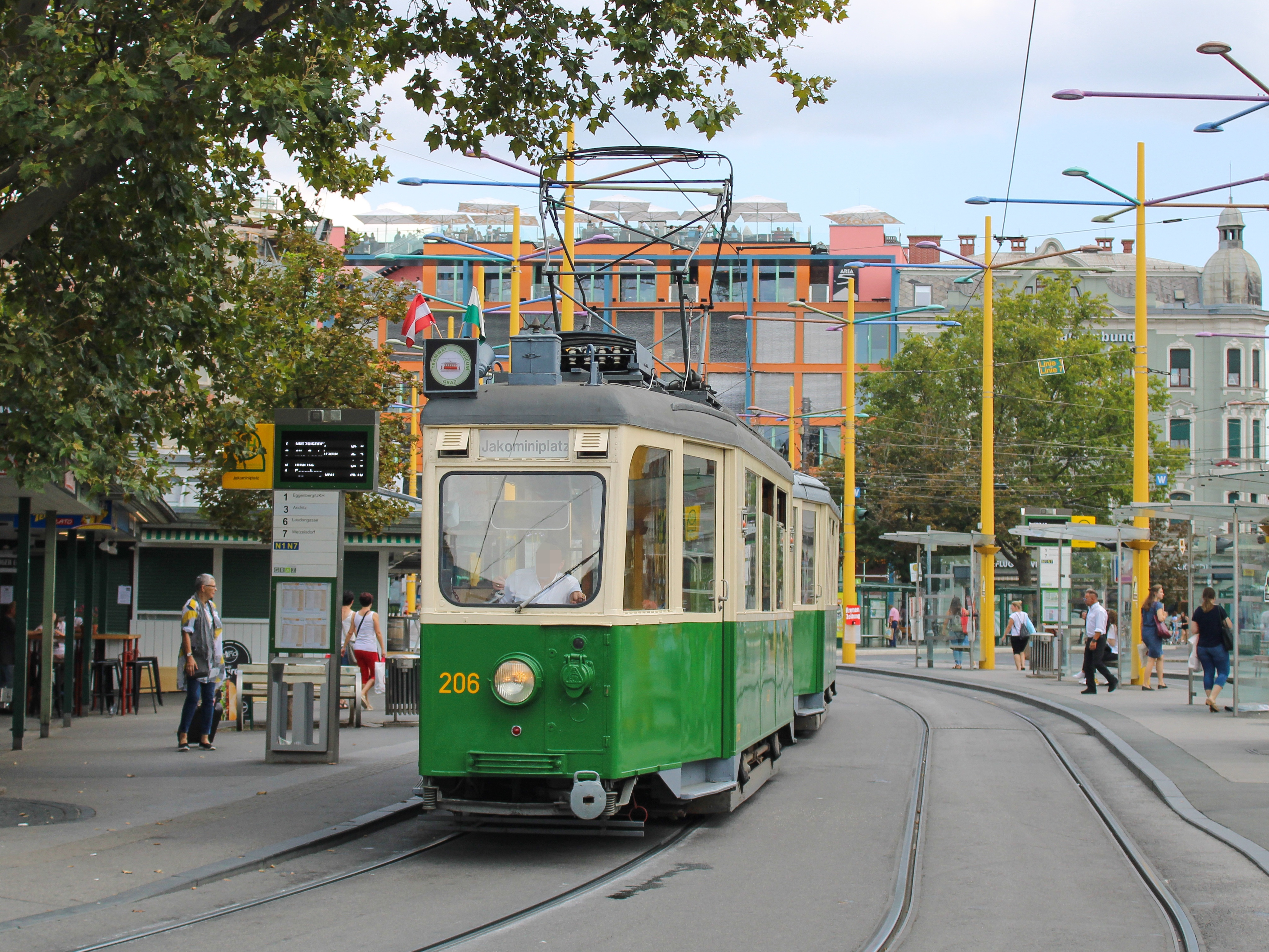
Oldtimer des Types 200 vom Tramway Museum Graz auf Sonderfahrt am Jakominiplatz.

Neben den planmäßigen Fahrten werden auch Sonderfahrten mit historischen Fahrzeugen des Grazer Tramway Museums durchgeführt. Es besteht eine enge Kooperation zwischen dem Museum und den Graz Linien. Ab Mai/Juni finden im ganzen Streckennetz der Straßenbahn Graz Sonderfahrten mit verschiedenen Oldtimer-Straßenbahnen statt, die das Tramway Museum beherbergt. Mit dem Erlös von Sonderfahrten und verschiedenen Veranstaltungen werden Oldtimer restauriert und instand gehalten.
Zudem finden seit 2015 jährlich zwischen Mitte November und 24. Dezember freitags, samstags und sonntags Fahrten mit der Adventbim statt, eine Straßenbahn, die von Mitgliedern des Museums weihnachtlich geschmückt wird. Die Mitfahrt auf der Runde Jakominiplatz – Laudongasse ist kostenlos. Eingesetzt wird als Adventbim der Wagen 267, der einzige in Graz erhaltene Wagen der Reihe 260.

## Ausbau des Netzes 2018–2023

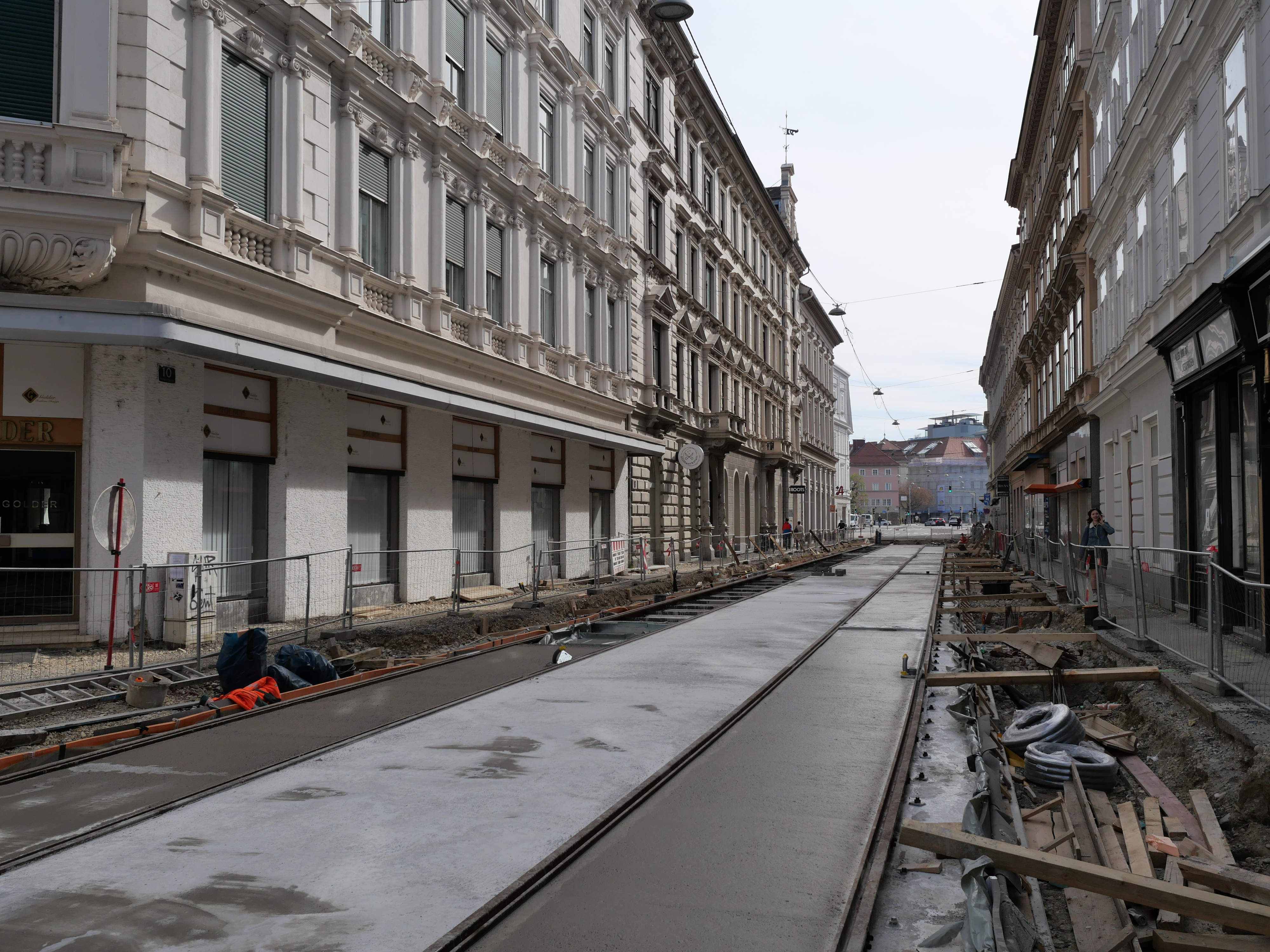
Baustelle der Innenstadt-Entlastungsstrecke in der Belgiergasse (April 2025)

Am 5. Februar 2018 wurde die Kofinanzierung eines umfassenden Ausbauprogramms zwischen Stadt Graz und – erstmals auch – Land Steiermark unterzeichnet. Bis 2023 sollen 117 Mio. Euro für den Neu- bzw. Ausbau von 6 Strecken ausgegeben werden. Eine Drittelfinanzierung durch den Bund wird angestrebt.
- Innenstadt-Entlastungsstrecke via Belgiergasse, Vorbeckgasse zur Annenstraße (etwa 1 km neu, 27 Mio. Euro, 2022–2025)
- Zweigleisiger Ausbau der Linie 5 vom Zentralfriedhof bis Brauquartier Puntigam (15,3 Mio. Euro, Oktober 2022 – November 2024)[41][42]
- Zweigleisiger Ausbau der Linie 1 vom Hilmteich bis Mariagrün (6,3 Mio. Euro, bis 2023)
- Teilweiser zweigleisiger Ausbau der Linie 1 zwischen Mariagrün und Mariatrost (in mehreren Bauabschnitten, 2,3 Mio. Euro, bis 2023)

Offene und in Ausarbeitung befindende Projekte:
Mitte April 2021 wurden die Pläne für die Süd-Westline (Linie 8) vorgelegt. Diese soll 2024 gebaut werden und die Kosten werden auf rund 127 Millionen Euro geschätzt.
- Linie 8: Jakominiplatz – Citypark – Don Bosco – Reininghaus – Straßgang[43]

Am 30. Jänner 2019 wurden die neuen Streckenführungen der Straßenbahnlinien bekanntgegeben, die mit den Projekten Reininghaus, Smart-City und Entflechtung Herrengasse einhergehen:
- Linie 3: Krenngasse – Andritz (seit 11. Juli 2020)
- Linie 4: Liebenau – Reininghaus (seit 26. November 2021)
- Linie 6: St. Peter – Smart City (seit 26. November 2021)
- Linie 6/16: Jede zweite Straßenbahn von St. Peter als Linie 6 über den Hauptplatz und als Linie 16 über den Andreas-Hofer-Platz (ab Fertigstellung der Innenstadt-Entlastungsstrecke)
- Linie 7/17: Jede zweite Straßenbahn von LKH/Med-Uni als Linie 7 über den Hauptplatz und als Linie 17 über den Andreas-Hofer-Platz (ab Fertigstellung der Innenstadt-Entlastungsstrecke)